# Žitava
Žitava (německy  Zittau, hornolužickosrbsky  Žitawa, polsky Żytawa, latinsky Sitavia) je velké okresní město v německé spolkové zemi Sasko, které se nachází v saské části historického území Horní Lužice v zemském okrese Zhořelec. Leží na trojmezí Německa, Česka a Polska v místě, kde se říčka Mandava vlévá do Lužické Nisy. Žije zde přibližně 25 tisíc obyvatel. Předtím, než se Žitava stala součástí Hornolužického šestiměstí, patřila k historickému území Čech. V období svého rozkvětu, kdy byla známa jako středisko plátenictví, byla druhým nejbohatším členem Šestiměstí. Za třicetileté války přijala Žitava více než 1000 rodin českých exulantů, kteří až do 19. století spoluvytvářeli kulturní obraz města. Mezi nejvýznamnější pamětihodnosti mimo jiné patří dvě žitavská postní plátna, bývalý františkánský konvent s kostelem sv. Petra a Pavla a kostel sv. Kříže, stará Solnice nebo Dornspachův dům. Oblast města je součástí Přírodního parku Žitavské hory.
Na území Žitavy bylo objeveno několik archeologických nálezů z doby bronzové náležejících k tzv. lužické kultuře, v 9. století se tu usadili západní Slované, jak to dokládají nálezy v okolí Ostritz. Současná urbánní krajina ovšem vznikla až během německé kolonizace organizované na přelomu 12. a 13. století z Míšeňského markrabství. První písemná zmínka o Žitavě z roku 1238 se zachovala v jedné z listin Kláštera Marienthal. Týká se Častolova ze Žitavy (Chastoslaus de Sitavia), což byl český šlechtic z rodu Ronovců, stoupenec krále Václava I., který se se svým mladším bratrem Jindřichem na Žitavsku usadil. Městská práva udělil Žitavě v roce 1254 Přemysl Otakar II., jenž určil její budoucí rozlohu tím, že na koni objel vytyčené území. Po vzniku Hornolužického šestiměstí bylo Karlem IV. zřízeno celní stanoviště, kterým se stal nově postavený hrad Karlsfried – sídlo žitavského fojta. Za nedostatečnou vojenskou podporu ve šmalkaldské válce v letech 1546–1547 potrestal Ferdinand I. Habsburský Žitavu a další členy Šestiměstí v rámci tzv. Pönfallu ztrátou privilegií a pozemků. V průběhu třicetileté války pak postoupil Ferdinand II. Štýrský Horní i Dolní Lužici Saskému kurfiřtství jako splátku dluhu za vojensku pomoc. Za saské vlády došlo v roce 1757 během sedmileté války k ostřelování Žitavy rakouskými vojsky, které zničilo 80 % domů a navždy tak proměnilo tvář tohoto města.
V Žitavě, která leží na trojmezí, se prolínají německé, české a polské kulturní vlivy. Bohatou tradici zde má již od 16. století vzdělávání, jehož význačným představitelem byl pedagog a spisovatel Christian Weise, a rovněž hudba, zastoupená např. Andreasem Hammerschmidtem, Johannem Kriegerem a Heinrichem Marschnerem. Město je sídlem dvou vysokých škol: Vysoké školy Žitava/Zhořelec a Mezinárodního vysokoškolského institutu, v nichž se vzdělávají také čeští a polští studenti.  Jako sídlo Vysoké školy Žitava/Zhořelec nese Žitava od roku 2024 oficiální označení „vysokoškolské město“. Se Zhořelcem (Görlitz) sdílí Žitava společné Divadlo Gerharta Hauptmanna. Pro svou nejvýznamnější pamětihodnost připomínající zdejší tradici plátenictví bývá Žitava označována jako „město postních pláten“.

## Geografie

### Poloha

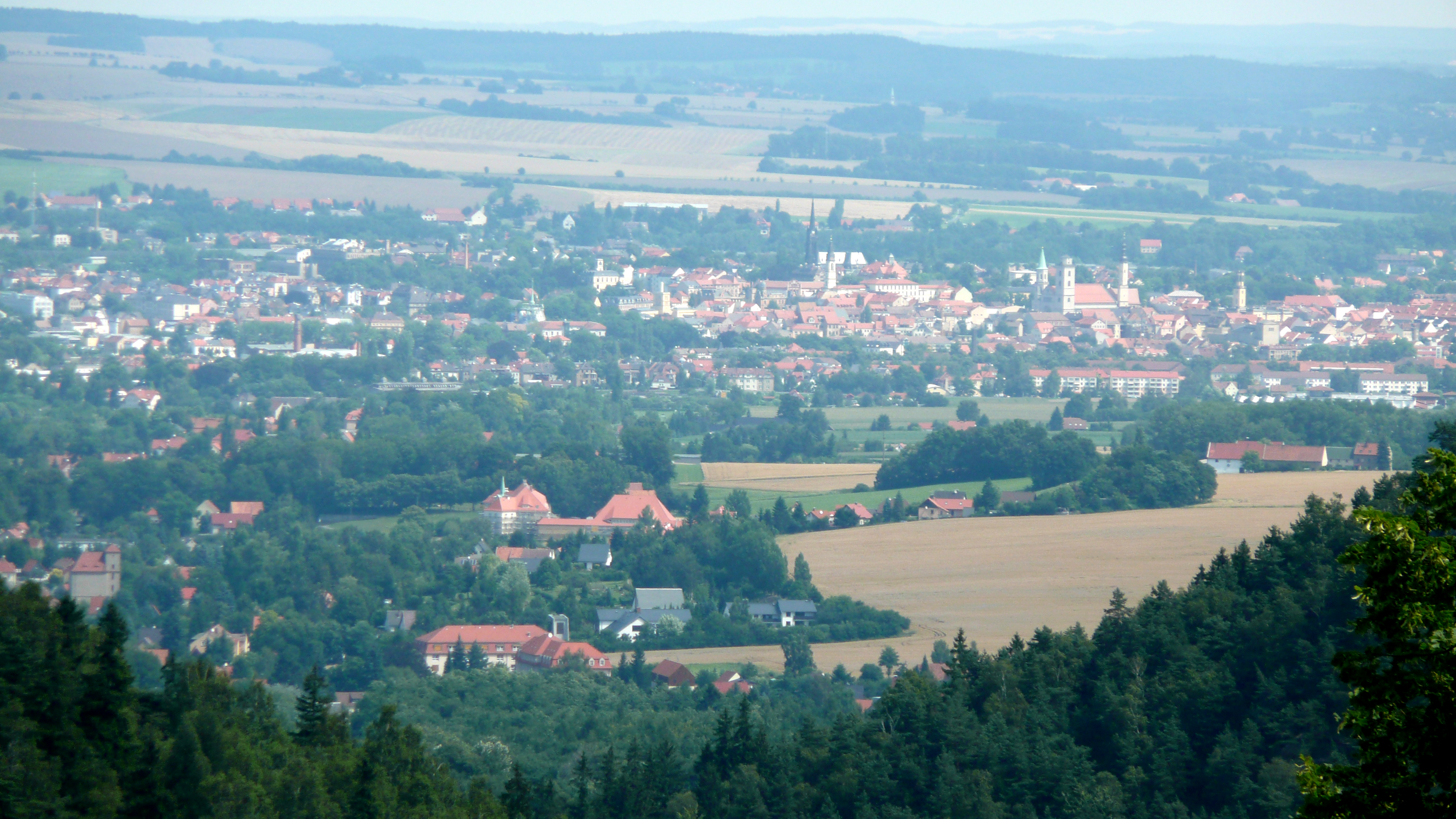
Pohled na Žitavu od jihu z hradu Oybin

Městské jádro Žitavy leží v Žitavské pánvi na úpatí Žitavských hor (které se na české straně hranice nazývají Lužické hory) v nadmořské výšce 230 až 285 m n. m. Ze severozápadu je obklopuje Lužická hornatina. Žitavská pánev na jihovýchodě přechází v údolí Lužické Nisy pokračující dále do Čech. Na východě se rozkládají kopcovité výběžky Jizerských hor. Městem protéká říčka Mandava, která se zde vlévá do Nisy. Lužická Nisa, jež odvádí vodu z Žitavské pánve, protéká východním okrajem města, kde tvoří německo-polskou státní hranici. Na svém jihozápadním okraji je Žitava ohraničena jezerem Olbersdorfer See, které je součástí katastru sousední obce Olbersdorf. Na jihovýchodě město sousedí s Hrádkem nad Nisou, na jihu s obcí Jablonné v Podještědí. Dalšími sousedními obcemi jsou na jihu Oybin, na jihozápadě Bertsdorf-Hörnitz a na severozápadě Mittelherwigsdorf. Na severu se nachází městečko Ostritz, na východě polské město Bogatynia.

### Reliéf, geologie, půdy

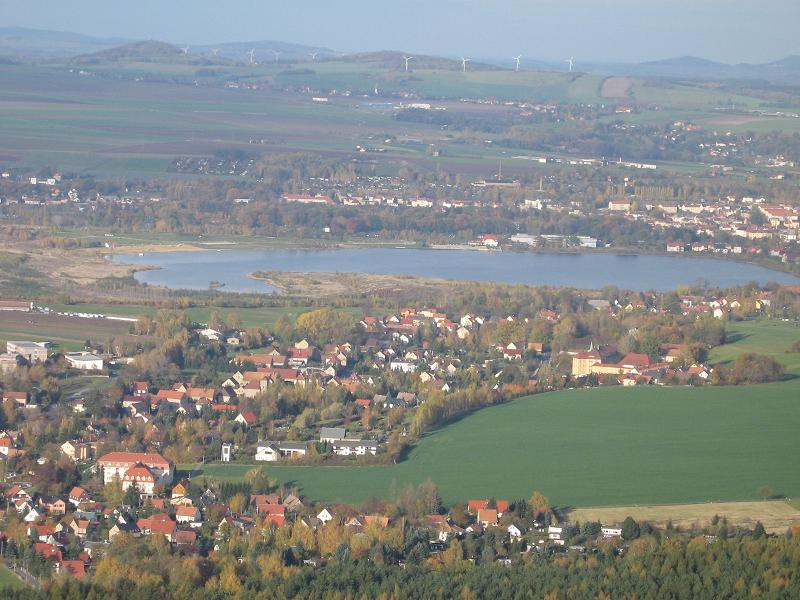
Olbersdorf se zatopenou těžební jámou – jezerem Olbersdorfer See při pohledu z vrchu Töpfer

Území Žitavy je v geomorfologickém ohledu určováno Žitavskou pánví, která na severovýchodě dosahuje délky 16 km a která v nejširším místě měří 7 km. Větší část východní oblasti této pánve se nachází na polském území (Turów), zatímco její jihovýchodní část leží v České republice (Hrádek nad Nisou). Reliéf Žitavské pánve se utvořil v mladším terciéru (miocén), kdy se zformoval čistě tektonickým poklesem podloží z rumburské žuly. Na tomto podloží se později vytvořily hnědouhelné pánve (Berzdorf), které plynule pokračují do oblasti severočeských terciérních pánví v Chebu, Sokolově, Mostu a v Teplicích. Na jihu Žitavské pánve se rozprostírají pískovcové skály připomínající Saské Švýcarsko. Čedičové kupy a bývalé hnědouhelné jámy potom charakterizují krajinu vnitrozemí. Oblasti s nejvyšší nadmořskou výškou v katastru Žitavy se nacházejí na jihu v místní části Hartau. Jsou to zejména pískovcové vrchy Mühlsteinberg (482 m n. m.) a nejvýše položený Straßberg (538 m n. m.). Nejnižším místem je hladina Lužické Nisy. Město se rozprostírá na ploše 6.674 ha, centrum uvnitř „Zeleného okruhu“ (Grüner Ring) zaujímá plochu 43,84 ha.
Geologické podloží jihovýchodu Horní Lužice se utvořilo již v období prvohor (paleozoikum), kdy zde vícekrát vyvřelo žulové magma. Tato rumburská žula a lužický granodiorit se nacházejí v podloží celého území Žitavských hor a údolí Nisy na sever od Žitavy. Před 145 až 66 miliony let v období křídy zde přechodná pásma kopírující tzv. Lužický zlom vytvořila zřetelný práh mezi Berzdorfskou pánví na severu a Žitavskou (nebo také Hirschfeldskou) pánví na jihu. V těchto pánvích se nashromáždily písečné a půdní sedimenty, vznikla tu však také ložiska hnědého uhlí. V období miocénu docházelo na východě Horní Lužice k vulkanické činnosti, při níž na povrch pronikaly čediče, fonolity a sopečný popel.
Půdy v městské oblasti jsou převážně tvořeny volnými holocenními sedimenty, jako jsou: spraš, sprašová hlína, svahová hlína, štěrky a písky, z nichž vyčnívají znělce, bazaltoidy a paleozoikální až proterozoické granodiority. Na žulovém podloží Žitavské pánve jsou usazeny hnědozemě, parahnědozemě a pseudogleje, které celkem zaujímají asi 15 % půdní vrstvy se střední využitelností pro zemědělství a střední až vysokou úrodností, což platí zvláště pro lokality s větším podílem spraše.

### Vodstvo

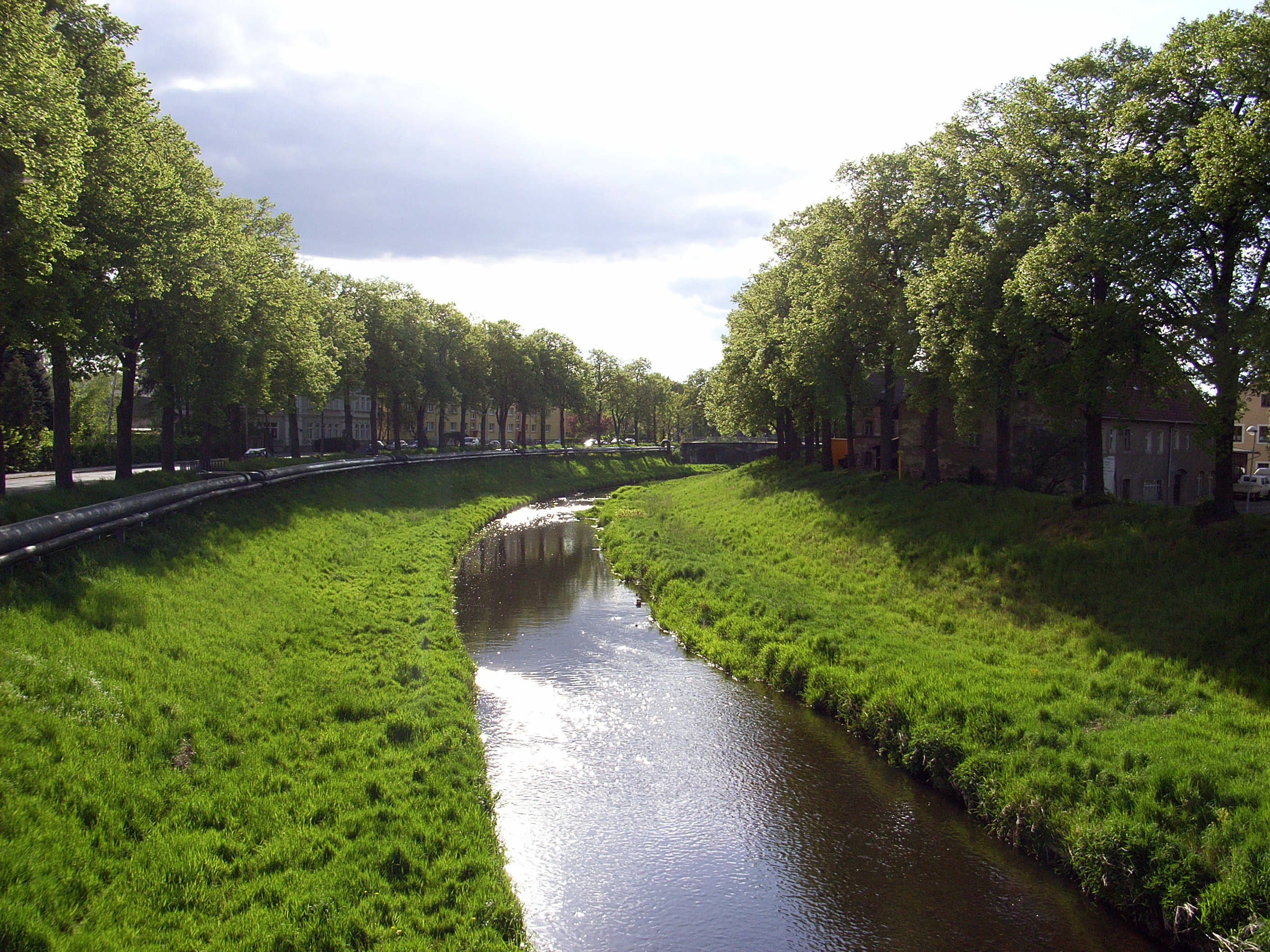
Mandava v Žitavě

Nejvýznamnějším vodním tokem v prostoru Žitavy je Lužická Nisa protékající téměř na celém východním okraji žitavského katastru a dále potom říčka Mandava, která městskou oblastí protéká z jihozápadu na severovýchod v údolí, jež je v 1 km dlouhém zalesněném úseku mezi obcemi Hainewalde a Scheibe nazýváno údolí Roschertal. Mandava má v Žitavských horách četné přítoky, např. Goldbach, Grundbach, Pochebach, Waltersdorfer Dorfbach, které patří k povodí Lužické Nisy, do níž se Mandava vlévá přímo na východ od centra Žitavy ve výšce 227,7 m n. m. Největší vodní plochou v bezprostředním okolí města je jezero Olbersdorfer See o rozloze 60 ha, což je zatopený povrchový důl, který slouží k rekreačním účelům. Kromě toho je v Žitavě a jejím okolí 44 menších vodních ploch a toků. Podzemní voda se v blízkosti města drží zvláště v lesních průsmycích a pískovcových oblastech Lückendorfské plošiny, kde se také v Oybině, Lückendorfu a Hartau nacházejí zdroje pitné vody, kterou do Žitavy přivádějí vodovody městské společnosti Stadtwerke Zittau.

### Podnebí
Město leží v klimaticky mírném pásu, podnebí však určují horská pásma, jejichž hřebeny jsou překážkou proudění vlhkého a chladného vzduchu od Atlantského oceánu, proto je zde výrazné množství srážek. Také v nejsušším měsíci jsou běžné deště. Podle Köppenovy klasifikace podnebí má tato oblast stupeň Cfb, tedy mírné oceánické podnebí. Průměrná roční teplota je tu podle klimatického modelu, který zpracovává data z let 1982–2012, 8,2 °C. Roční úhrn srážek dosahuje 581 milimetrů. Od roku 2008 se město cíleně věnuje ochraně klimatu, zejména pak snížení znečišťování, ke kterému dochází následkem lidské činnosti. Ve spolupráci s Vysokou školou Žitava/Zhořelec, městskými společnostmi a bytovými družstvy jsou realizovány programy na úsporu energií, jako je například optimalizace vytápění.

### Flora a fauna

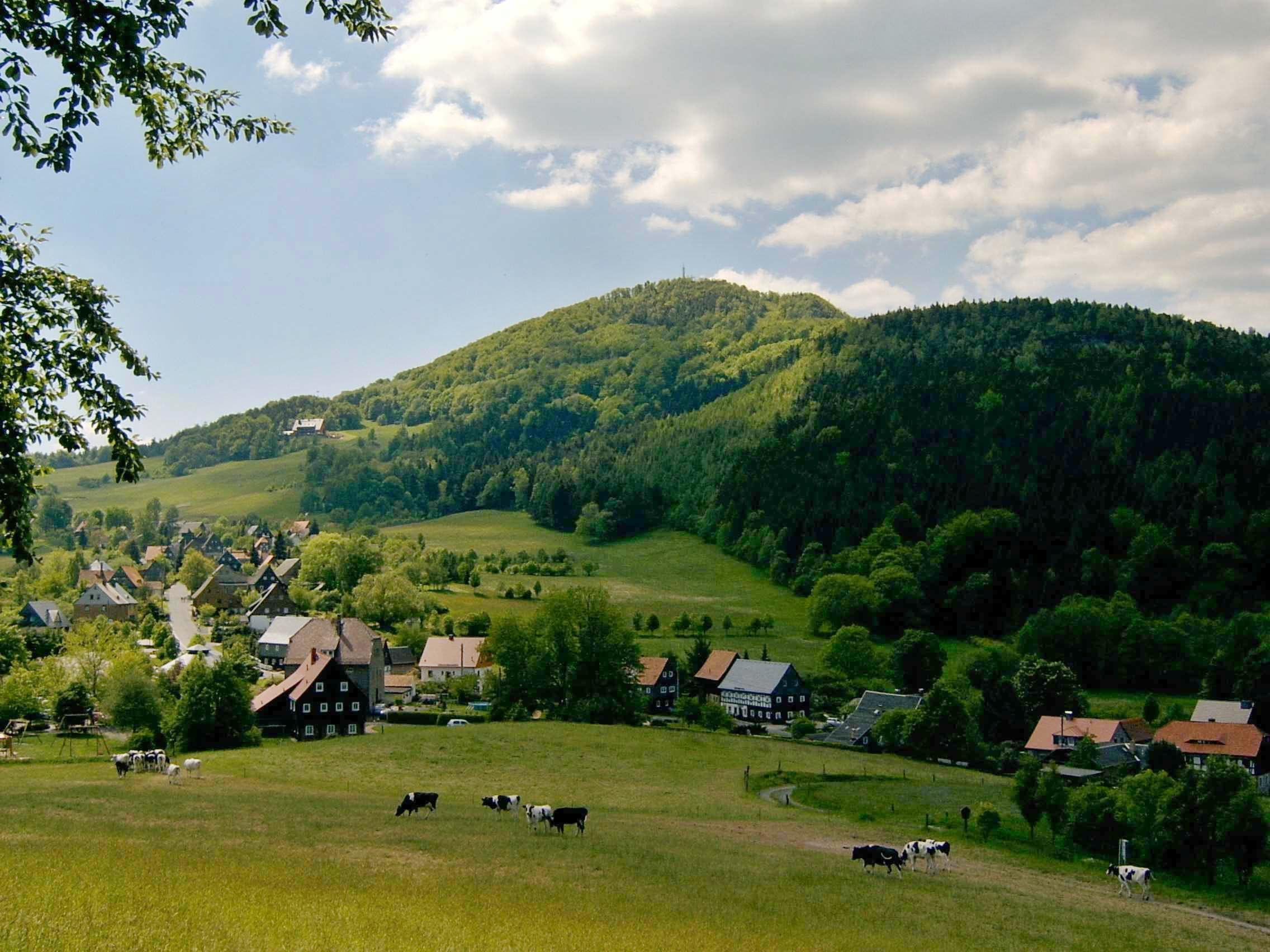
Luž v Žitavských horách, pohled přes Waltersdorf směrem k Luži

Území města Žitavy je spolu s dalšími devíti obcemi součástí Přírodního parku Žitavské hory (Naturpark Zittauer Gebirge), který je se svou rozlohou 133,4 km² nejmenším přírodním parkem v Německu. Jeho zřizovatelem však není Žitava, ale zemský okres Zhořelec. V rámci tohoto parku byly vyhláškou ze dne 4. 7. 2007 vymezeny tři zóny ochrany pro přírodní plochy (zóna 1), zemědělsky a lesnicky využívané plochy (zóna 2) a sídla (zóna 3). Pro pískovcovou oblast parku jsou typické kyselé smíšené doubravy s borovicemi a břízami. Ve vyšších polohách hor jsou smíšené bučiny se zastoupením jedle a smrku. Všeobecně rozšířeným druhem ptactva je datel černý (Dryocopus martius), hnízdní dutiny datlů využívá sýc rousný (Aegolius funereus) a různé druhy netopýrů. Ze zvěře lze v parku pozorovat srnčí a černou, vzácněji se vyskytuje jelen evropský (Cervus elaphus) nebo rys ostrovid (Lynx lynx). K chráněným biotopům patří suchá vřesoviště, mokré louky a rašeliniště. Do území parku zasahuje Chráněná krajinná oblast Žitavské hory s přírodní rezervací Luž (Naturschutzgebiet Lausche) a Jonsdorfské skalní město.

### Ochrana životního prostředí
Přírodní park Žitavské hory (Naturpark Zittauer Gebirge) provozuje od roku 1991 v Žitavě své vlastní Centrum ochrany přírody (Naturschutzzentrum ‚Zittauer Gebirge‘) a sídlí zde rovněž spolek ochrany přírody Naturschutzverein „Zittauer Bergland“. Tyto organizace se dlouhodobě věnují především revitalizaci krajiny poškozené těžbou hnědého uhlí. Podle rozvojové koncepce vypracované společností Zittauer Stadtentwicklungsgesellschaft v roce 2011 došlo v posledních letech v Žitavě k určitému zlepšení životního prostředí. To platí zvláště pro koncentraci sloučenin oxidu siřičitého a pevných částic, která byla v letech 2002–2011 redukována o 71 %, respektive 74 %. V roce 2011 dosahovala koncentrace oxidu siřičitého 30,0 %, oxidu dusičitého 37,5 %, koncentrace pevných částic pak 67,5 % tolerovatelné hodnoty. Tyto imise, stejně jako hluková zátěž, jsou dlouhodobě ovlivňovány těžbou v nedalekém povrchovém dolu Turów na polské straně hranice. Z územního rozvoje města byly po povodních v roce 2010 vyňaty povodňové oblasti v blízkosti Mandavy a Lužické Nisy.

### Městské části

Městské části

Jádro města Žitavy se dělí na pět městských částí:
- Zentrum: historické centrum s většinou pamětihodností, které se nachází uvnitř tzv. Zeleného okruhu (Der Grüne Ring) – parku na místě bývalých hradeb.
- Zittau Nord: severně od železniční dráhy ve směru Drážďany a ve směru Görlitz.
- Zittau Ost: východně od centra, ohraničeno ulicemi Bahnhofstraße, Hochwaldstraße a Mandavou; zahrnuje Weinaupark a stejnojmennou průmyslovou zónu.
- Zittau Süd: jižně od Mandavy.
- Zittau West: západně od centra; zahrnuje Westpark a část areálu Zemské zahradnické výstavy, která se konala v roce 1999 (Landesgartenschau Zittau/Olbersdorf 1999).

Vedle středu města je součástí Žitavy také osm místních částí:
- Dittelsdorf: poprvé zmíněn v roce 1369.
- Drausendorf: poprvé zmíněn v roce 1366, v 19. století byl rozšířen jako dělnická osada.
- Eichgraben: první zmínka pochází z roku 1582, prvními domy byly patrně morové chatrče (ještě roku 1680 zde byly dvě morové chatrče zřízeny); kolem roku 1666 bylo sídliště zvětšeno českými exulanty, dříve patřilo k obci Olbersdorf.
- Hartau: založeno pravděpodobně již ve 13. století, jméno je zřejmě odvozeno ze slova Harth, které znamená les nebo houští.
- Hirschfelde: (s obcí Rosenthal) první písemná zmínka je z roku 1310.
- Pethau: vzniklo v 19. století jako dělnické sídliště u Žitavy, po roce 1850 se západní předměstí Žitavy rozšířilo na katastr Pethau a došlo k výstavbě ulice Hauptstraße a její obytné oblasti (Neu-Pethau), kterou financovala nadace hejtmana a vládního rady Karla von Watzdorfa (později okresního hejtmana v Budyšíně).
- Schlegel: (s obcí Burkersdorf) poprvé zmíněn v roce 1287.
- Wittgendorf: vznikl v 13. století, první zmínka pochází z roku 1322.

Do roku 1945 byla součástí Žitavy místní část Großporitsch (polsky: Porajów) východně od Nisy. Dnes patří k sousednímu polskému městu Bogatynia (před rokem 1945: Reichenau).

## Historie

### Založení města a Žitava jako součást Čech

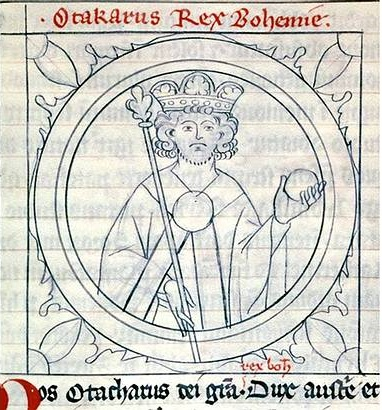
Přemysl Otakar II. (Liber fundationum monasterii Zwettlensis)

Oblast dnešního města byla osídlena patrně již kolem roku 1000. Obchodní cesta, která vedla přes Žitavské hory do Čech, dala pravděpodobně vzniknout vodnímu hradu na Mandavě a dvěma lesně-lánovým vsím. Toto spojení bylo pro dějiny Žitavy určující už od počátku, neboť v roce 1158 připadla sousední Horní Lužice, která byla dosud součástí Míšeňského markrabství, jako říšské léno k Čechám. První zmínka o Žitavě pochází z listiny Kláštera Marienthal z 22. února 1238, kde je uveden Chastoslaus de Sitavia neboli Častolov ze Žitavy, což byl český šlechtic z rodu Ronovců, přívrženec krále Václava I., který se se svým mladším bratrem Jindřichem na Žitavsku usadil. Název města je odvozen ze slovanského slova „žito“, které souvisí s intenzivním pěstováním obilí v této oblasti. Když se po smrti Václava I. v roce 1253 ujal vlády ambiciózní Přemysl Otakar II., jasně rozpoznal význam tohoto města pro České království, zejména ve fiskálním, obranném a správním ohledu. V roce 1254 udělil Žitavě městská práva, roku 1255 určil její budoucí rozlohu tím, že na koni objel vytyčené území. Jakmile byly postaveny nové hradby, získalo město na tehdejší poměry značnou rozlohu. Přemysl Otakar II. také Žitavě udělil důležitá privilegia: trhové právo, mincovní regál, soudní pravomoc a celní svobodu v Čechách, která město hospodářsky posílila v oblasti pivovarnictví, soukenictví a obchodních kontaktů dosahujících až na Balkán. V roce 1268 založili Páni z Lipé v Žitavě františkánský klášter, který zde zřídil latinskou školu a nemocnici. Roku 1283 Žitavu a hrad Ojvín na čas zastavil Václav II. braniborskému markraběti, ale po zásahu římského krále Rudolfa I. Habsburského se město i hrad opět vrátily do vlastnictví České koruny. Jan Lucemburský později daroval toto panství Jindřichu z Lipé, ten však v roce 1319 vyměnil Žitavu, hrady Ronov, Ojvín a Krásný Buk za Velké Hostěrádky a Míšovice na Moravě. Jan získal majetek nazpět a přenechal jej až do roku 1346 jako zástavu Jindřichu I. Javorskému. Ve městě mezitím vznikla komenda Řádu johanitů (1300). Události jako byla návštěva Elišky Rejčky v roce 1300 nebo velký turnaj roku 1303 svědčí o rostoucí prosperitě. V listině ze 14. května 1310 jsou jako představitelé městské správy poprvé uvedeni jeden magister civium a osm iurati et scabini, v roce 1354 byla vystavěna kamenná radnice, přičemž první městská rada je doložena od roku 1357. Po dalším rozšíření jurisdikce města, které vedlo k pokusům o uplatňování většího vlivu na Zemský soud, docházelo k nevyhnutelné konfrontaci s místní šlechtou. Protože města Budyšín, Zhořelec, Kamenec, Löbau, Lubáň a Žitava nabyla dojmu, že zemská správa není schopna dostatečně chránit jejich zájmy, dohodla se 21. srpna 1346 v Löbau na ustavení městského svazu k posílení zemského míru. Karel IV. s tím patrně souhlasil, nicméně tento spolek potvrdil až v roce 1355. Vstup Žitavy do Šestiměstí přispěl k jejímu sblížení s Horní Lužicí, k níž se město se svým okolím definitivně přimklo za husitských válek.

### Žitava vHornolužickém šestiměstí

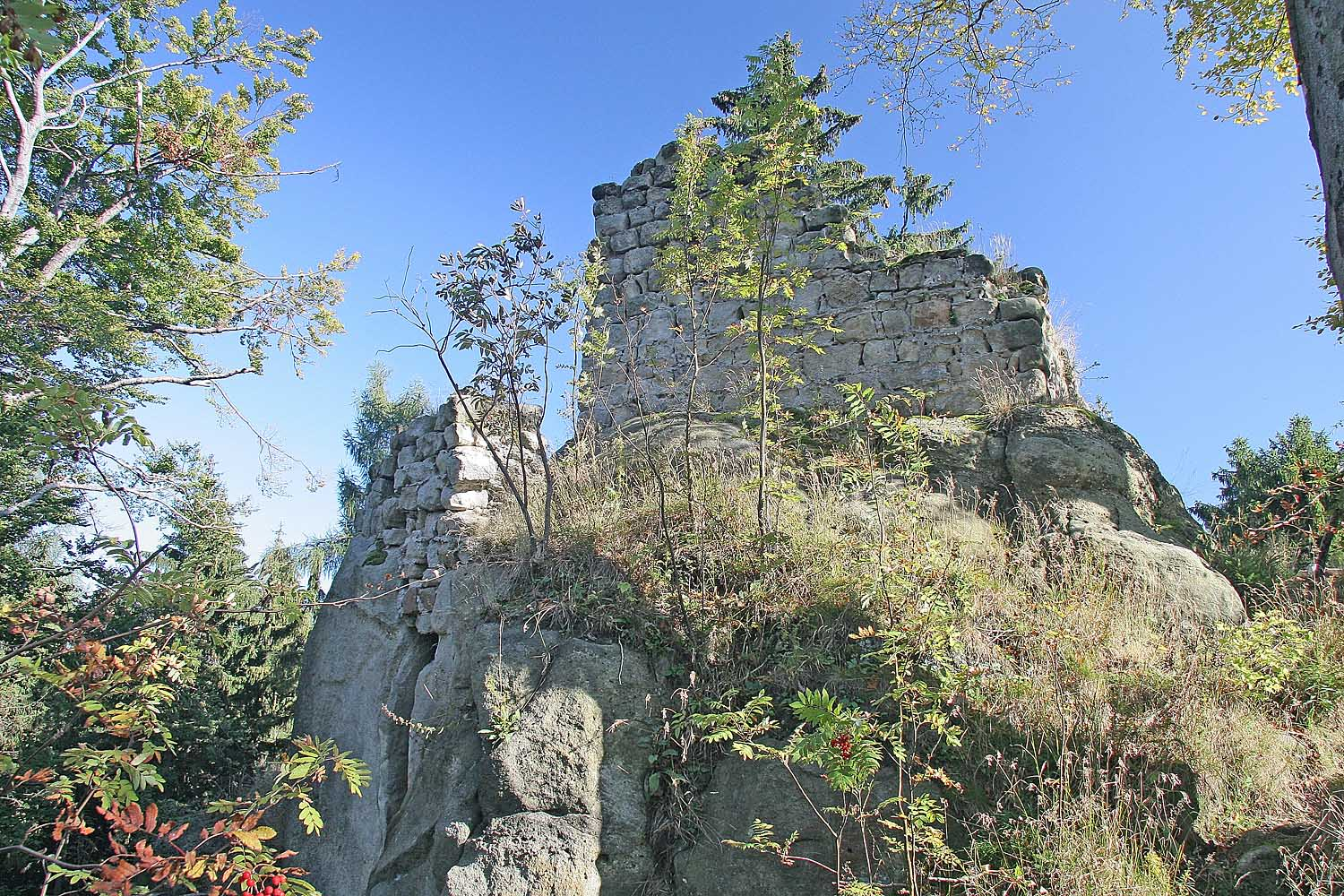
Zřícenina hradu Karlsfried

Třebaže Karel IV. dal v roce 1348 za pomoc proti Wittelsbachům v Braniborsku Žitavu na deset let do zástavy Rudolfu I. Saskému (vykoupena byla za povinného příspěvku města ve výši 1000 kop pražských grošů), sledoval s územím Horní Lužice dlouhodobé zájmy ve smyslu dalších teritoriálních ambicí, jejichž cílem mělo být sousední Slezsko a Dolní Lužice. Z pozice římského císaře proto vydal 7. dubna 1348 listinu, kterou oblast Horní Lužice trvale přivtělil k České koruně. Šestiměstí podpořil zřízením zvláštního soudu, podnikl rovněž opatření k ochraně Žitavské cesty, u níž založil celní stanoviště, kterým se stal nově postavený hrad Karlsfried – sídlo žitavského fojta. Silnice z Jablonného do Žitavy byla na základě jeho ustanovení z roku 1361 vyklučena do šířky, kterou urazí kámen velikosti pěsti hozený pravou rukou. Členstvím v městském spolku získala Žitava důležité hospodářské výhody, egoistické zájmy jednotlivých zúčastněných měst ovšem vedly také k nejrůznějším konfliktům. Například v roce 1368 došlo k násilné akci Žitavy proti městečku Ostritz náležejícímu ke Klášteru Marienthal, při níž byla zbořena jeho radnice a hradby. Ekonomika Žitavy v té době vzkvétala, obzvláště výroba sukna, kterou se v polovině 14. století ve městě zabývalo již několik stovek mistrů a učedníků. Ti se stávali významným mocenským faktorem, což se projevilo roku 1367 vzpourou v jednom soukenickém cechu. V 15. století docházelo vlivem různých sociálních a náboženských motivů v Žitavě k nepokojům, které posilovaly solidaritu patricijských městských rad Šestiměstí.

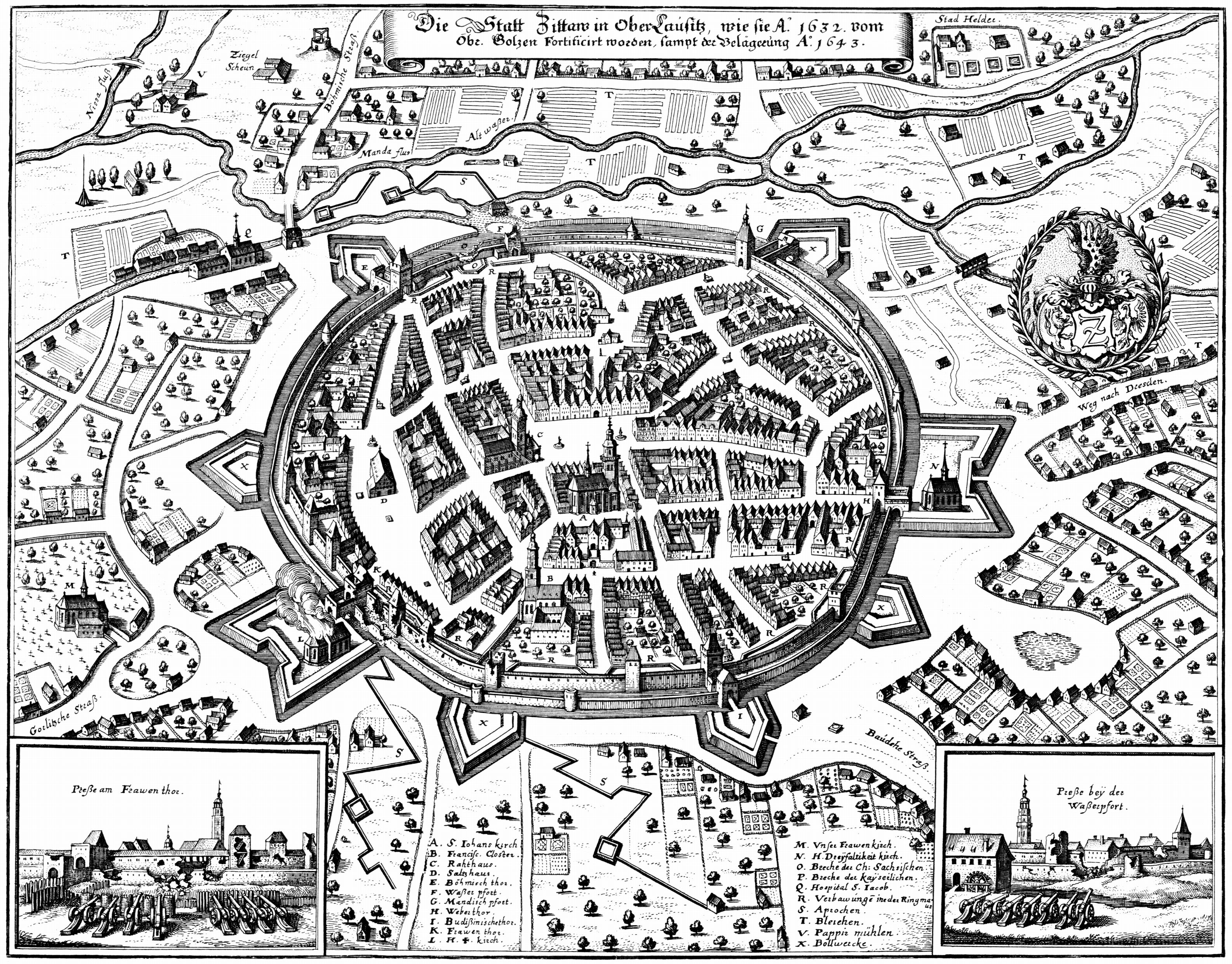
Žitava kolem roko 1650

Za vlády Václava IV. nedoznala situace v Žitavě podstatných změn. V roce 1379 byla potvrzena privilegia, na základě záznamu o peněžitých darech Václavu IV. v roce 1400 odvedlo město 705 kop grošů, což je v rámci Šestiměstí řadilo hned na druhé místo po Zhořelci. V té době měla Žitava asi 5000 obyvatel. Zlom přišel až za husitských válek, kdy se v lednu a únoru 1424 přenesly boje na žitavskou půdu. Oddíly města podlehly vojsku Viktorína Bočka z Kunštátu a Poděbrad v boji o Karlsfried, ale město samotné se ubránilo. V dubnu 1427 se husitská vojska objevila znovu, avšak početná městská posádka dokázala útoku odolat i navzdory vysokým ztrátám. Po vyplenění předměstí potom husité odtáhli směrem k Lubáni. Během (neúspěšného) obléhání horské pevnosti Ojvín 28. září 1429 se husité dostali před Žitavu znovu. Husitské války v letech 1424–1434 způsobily, že obchodní vztahy k Čechám byly přerušeny, což tvrdě zasáhlo ekonomiku města. Vedle nájezdů a válek utrpěla Žitava další těžké škody při městských požárech v letech 1359, 1372, 1422, 1455 a 1473. Kromě toho přišla morová epidemie: prvně je doložena v roce 1463, v průběhu tohoto a následného století pak vypukla ještě několikrát. Napětí vyvolané těmito krizemi se projevilo také v pivní válce se Zhořelcem v roce 1491.

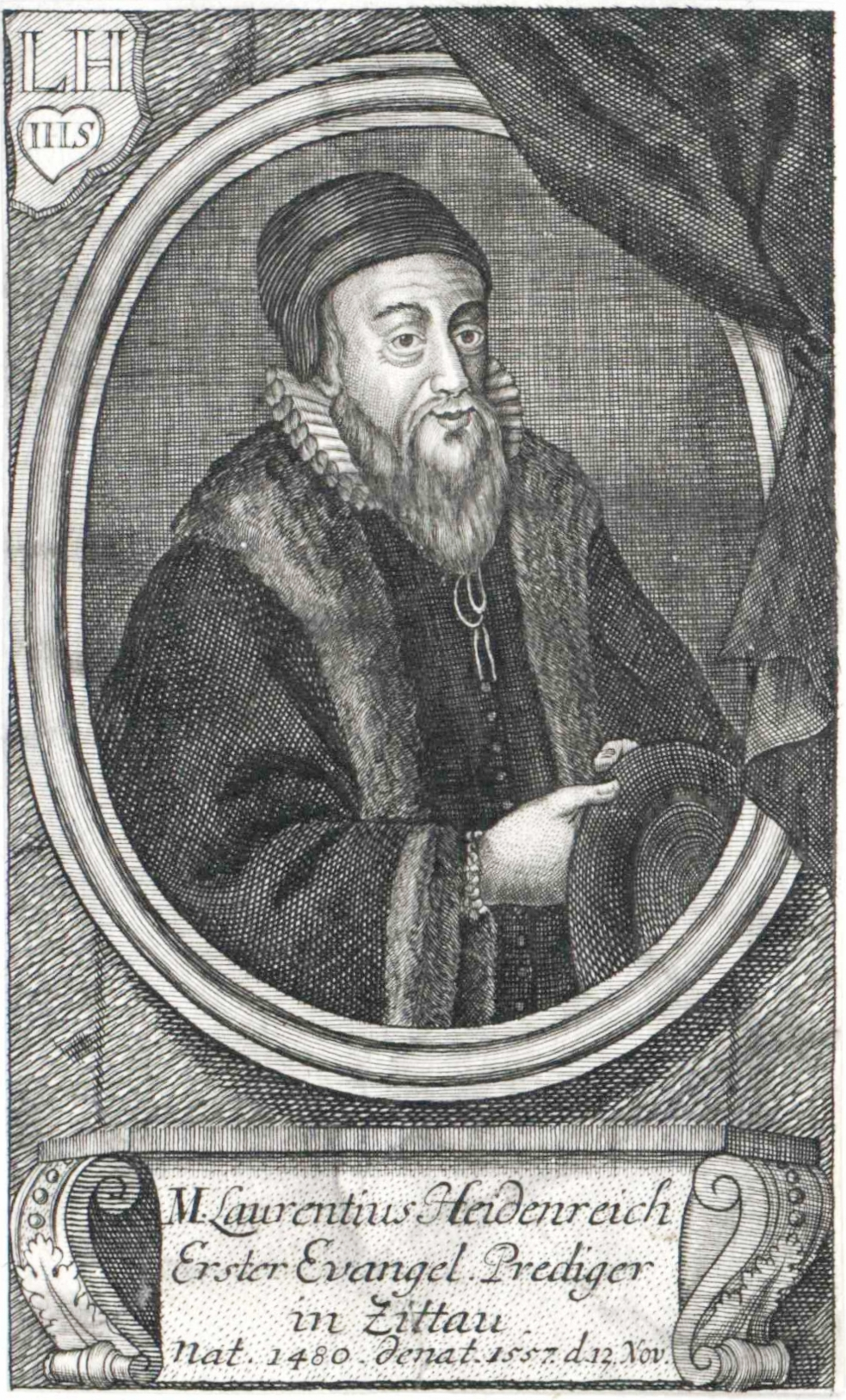
Žitavský luterský farář Laurentius Heidenreich (1480–1557)

Zatímco dosud byla Žitava pevnou oporou katolicismu, po Lutherově vystoupení se i zde začala situace měnit. Muž, který do města přinesl reformaci, byl magistr Laurentius Heidenreich, z něhož se stal slavný teolog, jenž působil až do své smrti jako žitavský pastor primarius. V roce 1521 začal kázat v němčině, protestantismus ovšem převládl až po roce 1538. Tento rok byla zrušena komenda Řádu johanitů, františkánský klášter ji následoval v roce 1543. Neochota Žitavy a dalších měst spolku podpořit císaře Ferdinanda I. Habsburského v boji proti protestantům během šmalkaldské války vedla roku 1547 k hornolužickému Pönfallu. Žitava utrpěla velké hospodářské ztráty, ale rychle se zotavila, např. již v roce 1574 získala Ojvín včetně hradu a kláštera. Také v 16. století zasáhla město morová nákaza, které roku 1555 podlehla značná část obyvatel. V roce 1559 a 1599 přišly další morové epidemie. Roku 1589 zničil velký požár 153 obytných domů, což tehdy byla asi čtvrtina města. Po velkém moru a kruté zimě roku 1606 si mnoho obětí vyžádal další velký požár v roce 1608 zapříčiněný žhářstvím. Tři čtvrtiny města byly zničeny. Tak začalo nové století, se kterým přišla katastrofa třicetileté války. Během ní byla Žitava v letech 1631–1645 opakovaně ostřelována, obléhána, pleněna a obsazována císařskými a švédskými vojsky. V důsledku porážky českých stavů po bitvě na Bílé hoře se po roce 1620 do města přistěhovalo mnoho českých evangelíků, kteří až do poloviny 19. století výrazně ovlivňovali charakter města. Poté, co císař Ferdinand II. Štýrský zastavil Horní Lužici saskému kurfiřtovi Janu Jiřímu I. Saskému (1620), dostala se Žitava po sjednání Pražského míru do správy Saského kurfiřtství.

#### Exkurz: Čeští exulanti vŽitavě
Město Žitava bylo hlavním cílem českých exulantů. K největším náporům vystěhovalectví docházelo zvláště v letech 1622–1623 a potom ještě jednou v roce 1628. Exulanti v počtu přes 1000 rodin většinou pocházeli z litoměřického a boleslavského kraje. V Žitavě se jim dostalo náboženské svobody, ale jejich postavení bylo z počátku nejisté, neboť byli nezřídka luterskou ortodoxií podezříváni z kalvinismu a nedůvěru budily také jejich bohoslužby v českém jazyce. Zprvu konali svá nedělní shromáždění v bytech exilových duchovních, teprve později jim bylo k bohoslužebným účelům přenecháno přízemí jedné z budov někdejšího kláštera. Komunita však stále zůstávala v podřízeném postavení k městské obci, český duchovní nesměl udělovat svátosti ani pohřbívat. Ještě za války, v roce 1640, museli čeští přistěhovalci složit saskou poddanskou přísahu a výslovně slíbit, že se nebudou spolčovat se svým bývalým pánem, tj. císařem. Česká obec v Žitavě zanikla až v 19. století, v roce 1846 se tu přestalo kázat v češtině. Vystěhovalectví z Čech ovlivnilo saskou kulturu v hmotném i duchovním ohledu. Po vylidnění zde došlo díky exulantům ke zvýšení počtu obyvatel, vznikla nová předměstí, městečka, vesnice a kostely. Zemědělství a hornictví získalo kvalifikovanou pracovní sílu, stejně tak mnohá řemesla. Mezi přistěhovalci českého i německého jazyka byla řada vzdělaných lidí, z nichž se někteří zařadili mezi nejvýznamnější žitavské osobnosti. Jmenovat lze například potomka exulantů Christiana Weise nebo rodinu Pešků (z nich je nejznámější Christian Pescheck a Christian Adolph Pescheck) a Morávků (Carl Gottlob Moráwek). Vedle bohaté knižní produkce, která byla odtud pašována do Čech, stojí za zmínku, že s exulanty se dostala do Žitavy kopie Rudolfova majestátu.

### Žitava vSaském státě

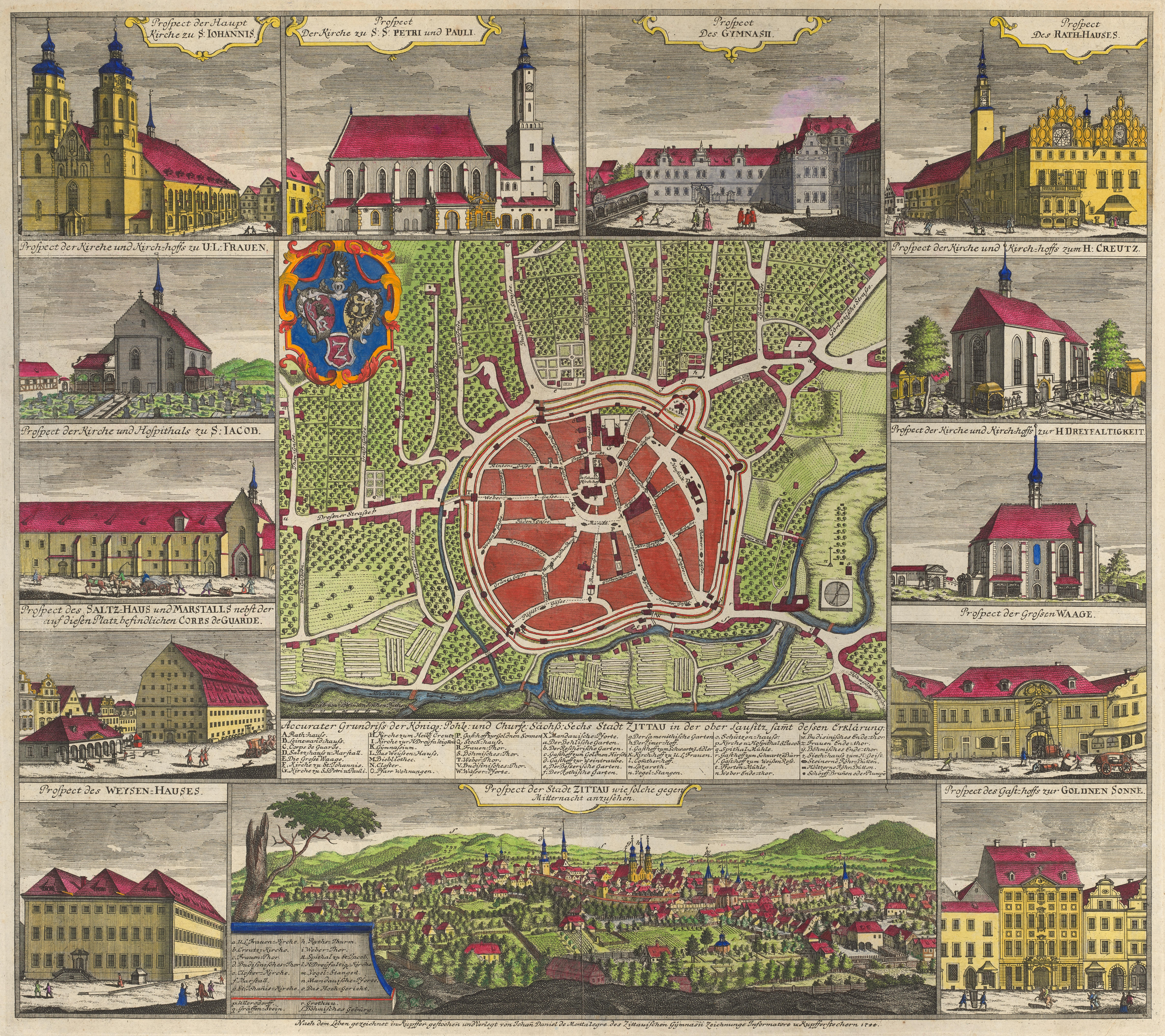
Žitava v roce 1744

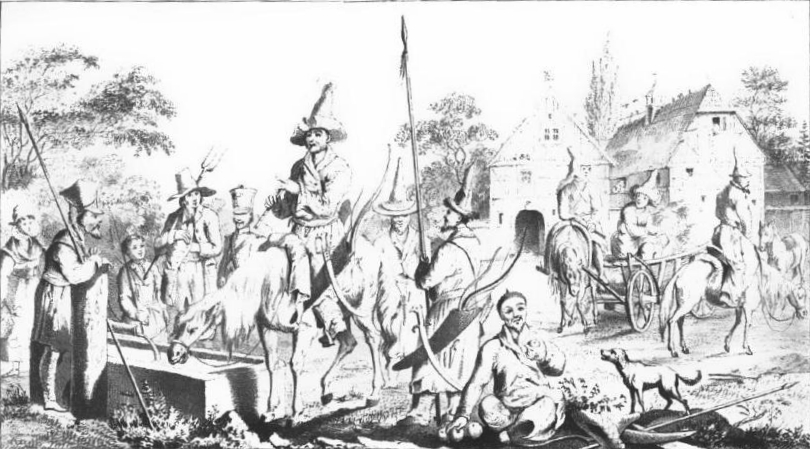
Baškirové a kozáci v Žitavě v roce 1813

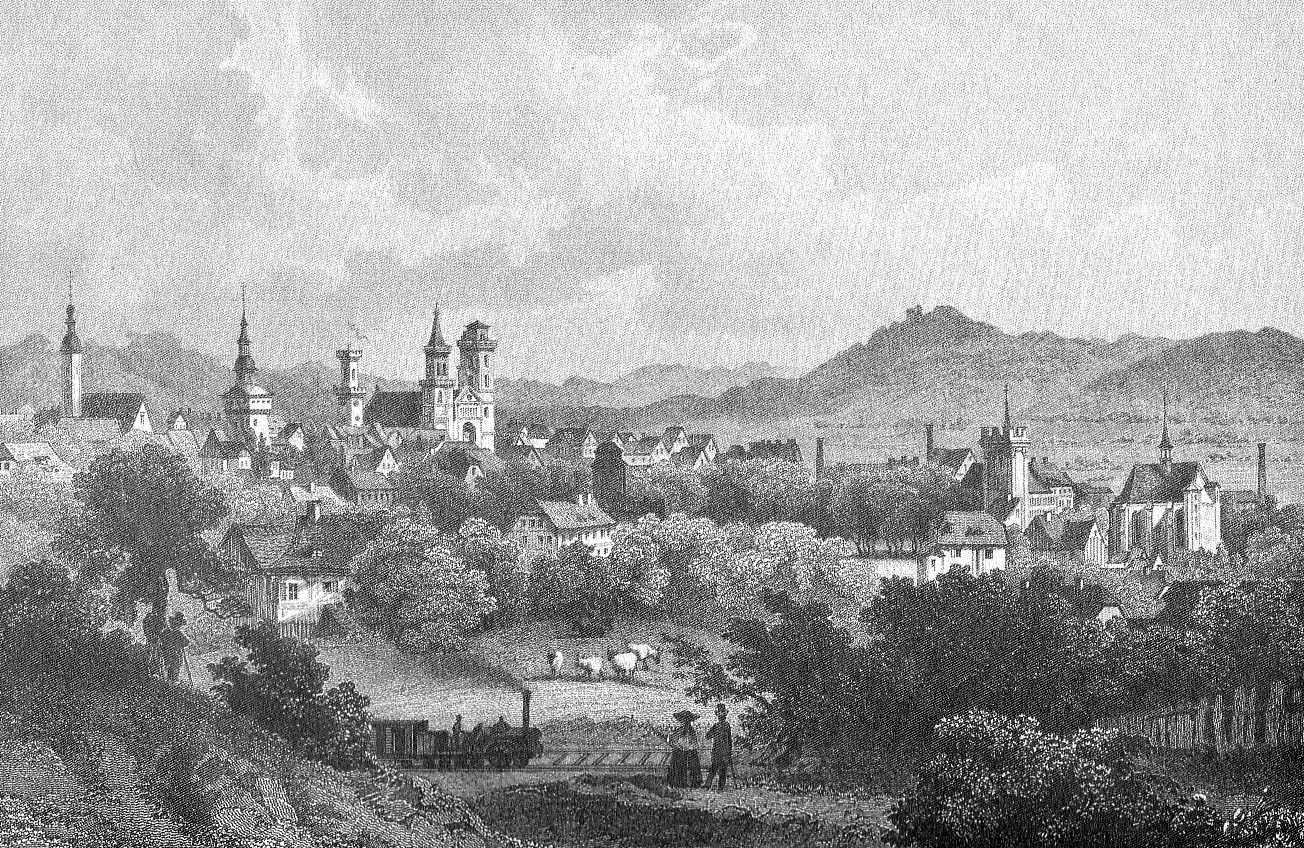
Pohled na město kolem roku 1850

V letech 1695–1768, již za saské vlády, docházelo v Žitavě k pronásledování čarodějnic. Tři muži a jedna žena uvízli v procesech, domnělá čarodějnice zvaná „alte Zwirn-Sabine“ zemřela ve vězení v roce 1698. V roce 1705 vznikla obchodní společnost, která založila vlastní knihkupectví. Rozvíjel se obchod s plátnem, pivovarnictví a soukenictví, díky nimž občané města bohatli. Do tohoto příznivého vývoje ale zasáhla sedmiletá válka: 23. července 1757 byla Žitava ostřelována rakouskými vojsky, protože pruské jednotky, které se nacházely ve městě, odmítly kapitulovat. Ostřelování začalo, jakmile pruská armáda pod velením korunního prince Augusta Viléma Pruského rozbila svůj stanový tábor. Přestože se toto střetnutí pro Prusy vyvíjelo nepříznivě, sveřepě se bránili, protože ve městě byl mj. sklad s důležitým válečným materiálem. Pruský velitel odmítal otevřít bránu hořícího města, což ztráty na životech ještě zvýšilo. Teprve když se situace zdála beznadějná, ustoupila pruská armáda ve směru Löbau. Následky ostřelování s rozsáhlým požárem byly pro Žitavu zdrcující. Kostel svatého Jana s varhanami od Silbermanna, radnice a radní archiv stejně jako 80 % obytných domů byly zcela zničeny. Prameny z herrnhutského Archivu Jednoty bratrské znějí následovně: „Ubohá Žitava byla obležena a skoro celá lehla popelem.“ Účast na této katastrofě šla daleko za hranice německých zemí a projevila se nejen v četných publikacích, ale také v celoevropské solidární akci. Současník této události Charles-Emmanuel de Warnery, který se války zúčastnil na straně Pruska, uvedl, že přímo ve městě nebyly žádné strategicky významné jednotky: „Stalo se tu, že nepřátelé ostřelovali toto město, které bylo pouze obehnáno hradbami a po saským městech bylo díky obchodu nejbohatší. Je nepochopitelné, proč je zpustošili, neboť my bychom je opustili a ono by patřilo svým spojencům […]“.
V roce 1767 začala výstavba nového kostela sv. Jana, která byla po značných problémech se statikou dokončena teprve roku 1837. V roce 1840 byl položen základní kámen nové žitavské radnice, která byla slavnostně otevřena v roce 1845. S otevřením nového divadla 25. října 1802 začala úspěšná epocha žitavského divadelního života. Během osvobozovacích válek, které byly reakcí na francouzskou expanzi, Rakousko 11. srpna 1813 vyhlásilo válku Francii. Po následném vyhlášení klidu zbraní (17. srpna) se Napoleon 19. srpna se svými vojsky odebral do Žitavy, odkud vyslal osmý sbor divizního generála Poniatowského do Jablonného v Podještědí, další jednotky pod velením generála Lefebvre-Desnouetta táhly k Rumburku a Jiřetínu pod Jedlovou a konečně sbory polského generála Umińského směřovaly do Frýdlantu a Liberce. Cílem operace bylo zastavit rakouskou armádu postupující z jihu Čech pod velením polního maršála Karla Filipa ze Schwarzenbergu, posílit druhý Victorův sbor a první armádní sbor generála Vandamma na labské linii a zároveň tak krýt Drážďany. Kromě toho se u Žitavy nacházel ještě čtvrtý sbor kavalérie vedený vévodou z Valmy. 20. srpna se potom Napoleon vydal do Lubáně, aby pokračoval v tažení proti Blücherově slezské armádě, zatímco maršál Victor ještě zůstal v Žitavě. V letech 1820–1869 byly ve městě zbořeny hradby a na jejich místě založen park zvaný „Zelený okruh“ (Der Grüne Ring). Do roku 1914 byla vystavěna reprezentativní ulice Ringstraße s klasicistními domy. V roce 1873 byly otevřeny městské lázně, roku 1884 získalo město nemocnici. Dolní Mandava byla regulována v roce 1902 vytvořením hlubšího koryta k ochraně před povodněmi. Roku 1879 nechal žitavský přírodovědný spolek Globus postavit na vrcholu Hvozdu vyhlídkovou věž a v roce 1891 kamennou rozhlednu. V roce 1908 byl položen základní kámen krematoria. Roku 1915 se pak Žitava vydělila z Žitavského hejtmanství a stala se tzv. městem bez okresu. Před první světovou válkou vzrostl počet obyvatel z 8000 (1815) na 38 000. Díky svým průmyslovým podnikům se stala Žitava hlavním střediskem industrializovaného saského plátenictví. Vznikla zde řada tkalcoven a barvíren, ale také elektrárna, plynárna a nejrůznější strojírenské podniky, slévárny, továrna na koberce a sklárna.

### Vletech 1918–1945

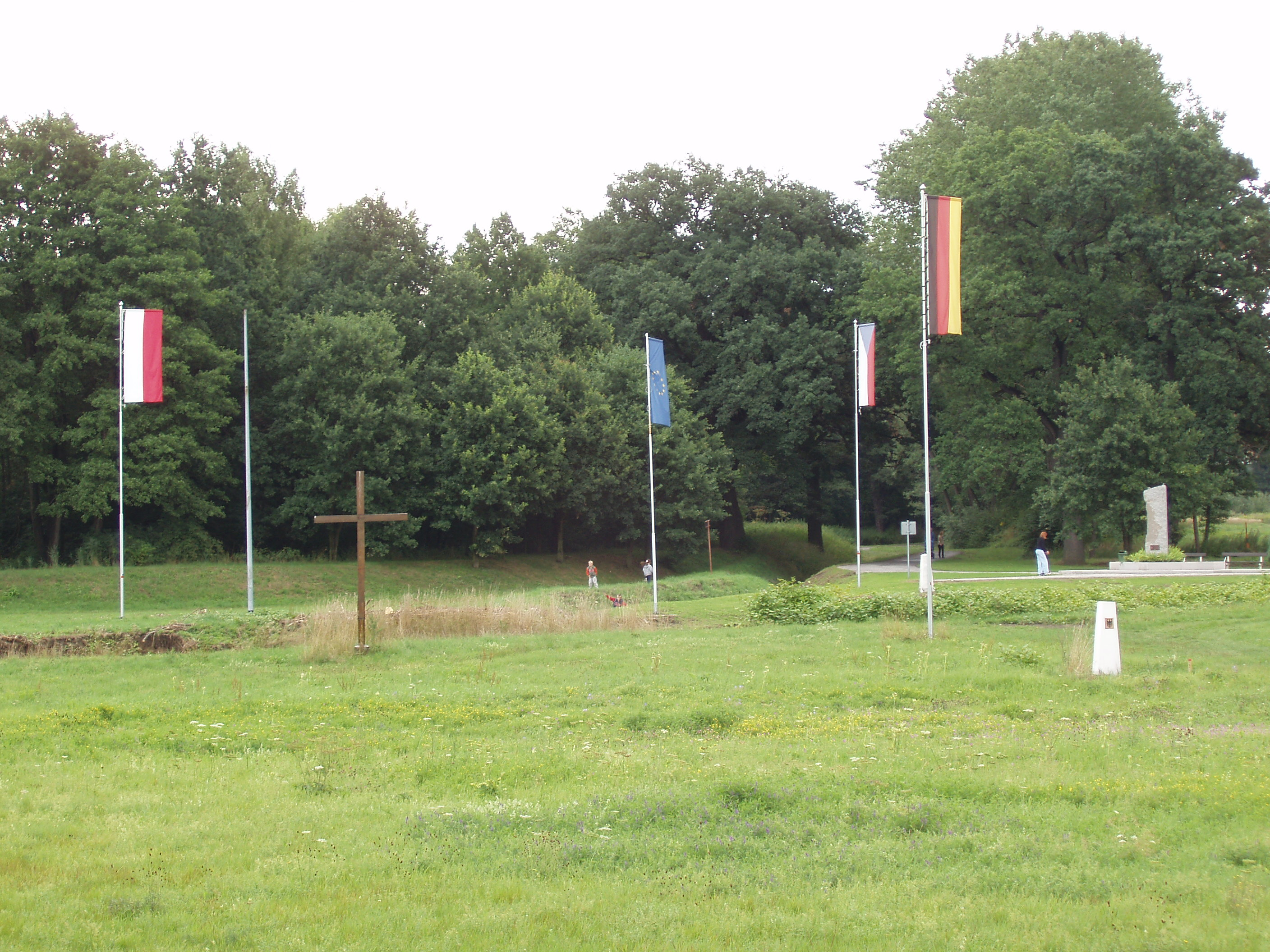
Žitavské trojmezí Německa, Česka a Polska

V přechodném období, kdy existovala tzv. Saská republika rad, abdikoval poslední král z rodu Wettinů Fridrich August III. a v roce 1919 vznikl Svobodný stát Sasko coby spolkový stát Výmarské republiky. Ve dvacátých letech měla v oblasti Žitavy silnou pozici levicově liberální Německá demokratická strana, což bylo jedním ze symptomů přicházející hospodářské krize, která tento kraj postihla i pro poměrně jednostrannou orientaci na textilní výrobu. V roce 1927 se vyostřené sociální problémy projevily velkou stávkou. Již po nástupu Hitlera se v roce 1933 konaly v Žitavě oslavy 1000 let Horní Lužice. Během období nacionálního socialismu zde docházelo k pronásledováni politických odpůrců. Židé byli vyháněni a zabíjeni, synagoga v ulici Lessingstraße 12 a márnice na židovském hřbitově odstřeleny. Za války bylo zavražděno nejméně 40 Židů z Žitavy a Löbau. Pronásledování se nevyhnulo ani české menšině, která byla z velké části vyhnána z města a okolí. Ke konci druhé světové války byly zřízeny pobočné tábory koncentračního tábora Groß-Rosen a koncentračního tábora Osvětim pro mužské a ženské vězně, kteří vykonávali nucené práce v továrně Zittwerke AG, což byla součást Junkers Flugzeug- und Motorenwerke AG. Společně vedené tábory s více než 1000 vězňů se nacházely v Klein-Schönau (dnes Polsko: Sieniawka). Nelidské podmínky připravily o život nejméně 158 obětí. Ještě v posledních dnech války tiskly Zittauer Nachrichten bojovné patriotické projevy, 7. května bylo obyvatelstvo vyzváno, aby město opustilo. Dne 9. května 1945 byla Žitava obsazena Rudou armádou.

### Vletech 1945–1990
Krátce po skončení druhé světové války vyšlo v Praze memorandum náčelníka Hlavního štábu československé branné moci Bohumila Bočka, které požadovalo připojení Lužic k Československu. Požadavky se různily, přičemž se uvažovalo alespoň o anexi Žitavska. To je mimochodem motivem pro vznik obou českých knih o Žitavě z roku 1947 (Žitava v českých dějinách a Žitavsko v českých dějinách). V té době žilo v Žitavě asi 4000 Čechů, kteří myšlenku na připojení podporovali. Tyto požadavky byly v roce 1948 zamítnuty Varšavskou dohodou[zdroj?]. V důsledku Postupimské dohody pak město ztratilo městskou část Großporitsch, která se nachází na východ od Nisy. V Großporitsch byl v květnu 1945 zřízen Válečný a civilní zajatecký tábor pro příslušníky wehrmachtu a německé civilisty. Žitava, které byla ještě nedávno dopravní křižovatkou, se po úpravě hranic stala periferním pohraničním městem. Silnice na východě byly částečně odříznuty a provoz omezen. Až do roku 1989 zde byl pouze jediný hraniční přechod v ulici Chopinstraße do sousední obce Sieniawka (Kleinschönau), který však byl až do osmdesátých let pro soukromé cesty z Německé demokratické republiky (NDR) průchozí jenom na zvláštní povolení. Vláda NDR zde totiž po vlně stávek polského hnutí Solidarność 30. října 1980 silně omezila cestovní provoz. V 70. a 80. letech žitavské centrum chátralo, životní prostředí bylo ovlivňováno těžbou v hnědouhelném dole Olbersdorf na jihozápadním okraji města. Ze strany státu dokonce vznikl plán, který počítal s tím, že Žitava bude po roce 2015 s výjimkou užšího historického centra obětována těžbě. Dne 19. října 1989 začala v Žitavě pokojná revoluce. Ve třech žitavských kostelech se shromáždilo 10 000 osob z města a okolí v setkáních organizovaných Novým fórem, což zde předznamenalo konec politického režimu NDR.

### Po roce 1990

Vývoj počtu obyvatelstva Žitavy od roku 1790 do roku 2017

Po roce 1989 došlo v Žitavě stejně jako v celém Sasku k hluboké strukturální změně. Ve městě zanikly někdejší státní průmyslové podniky, mimo jiné největší tkalcovna v NDR VEB Mechanik Weberei Zittau a výrobce užitkových vozidel VEB Robur-Werke Zittau, zrušen byl rovněž armádní areál v jižním předměstí s Důstojnickou vysokou školou pozemních sil. V letech 1989–2017 opustilo Žitavu více než 12 000 obyvatel. Nedostatek pracovních příležitostí se město pokusilo řešit založením nových průmyslových zón ve Weinau a v Pethau, v nichž sídlí velká část výrobních společností. V roce 1991 byla ukončena těžba v hnědouhelném dole Olbersdorf. Založením „Vysoké školy pro techniku a ekonomii Žitava/Zhořelec“ v roce 1992 město navázalo na svou tradici v podpoře vzdělávání, o čemž svědčí také nově vzniklý Mezinárodní vysokoškolský institut. V letech 1994–1995 byla restaurována obě postní plátna z let 1472 a 1573, která byla následně po 63 letech vystavena na radnici. 1. ledna 1995 byl Hornolužický okres přejmenován na okres „Löbau-Zittau“. Roku 1996 získala Žitava statut velkého okresního města. V roce 1999 se v Žitavě/Olbersdorfu konala druhá Saská zemská zahradnická výstava, jejímž heslem bylo: „Krajina po těžbě“. Roku 2001 proběhly ve městě slavnosti Dnů Saska. Na začátku května 2004 se v Žitavě konaly oslavy českého a polského vstupu do Evropské unie. Dne 21. prosince 2007 oslavili evropští představitelé ukončení hraničních kontrol do Polska a České republiky na přechodech Žitava–Friedensstraße–Porajów a Porajów–Hrádek (Grottau) u příležitosti vstupu těchto zemí do schengenského prostoru.
V roce 2020 byla představena studie hydrogeologa Ralfa Kruppa, podle níž v důsledku plánovaného rozšíření a pokračování těžby v nedalekém dole Turów Žitavě hrozí propad půdy až o 1 metr. Podle listu Sächsische Zeitung si studii objednala česká organizace Frank Bold Society a německá pobočka Greenpeace. Primátor Zenker nechal studii prověřit nezávislými odborníky, vyjádřil své obavy o budoucnost města a vyzval, aby se Německo připojilo k české žalobě proti dolu Turów u Soudního dvora Evropské unie. Poté, co Soudní dvůr v květnu roku 2021 nařídil zastavení těžby až do vynesení konečného rozsudku v tomto sporu, gratuloval Zenker ve svém projevu v Oberlausitz TV české vládě. Svobodný stát Sasko se v září roku 2021 rozhodl podpořit Žitavu u polského správního soudu, kde se vede soudní spor o prodloužení těžby v dole Turów z pohledu polského práva. Po česko-polské dohodě z 3. února 2022 primátor Zenker v rozhlasové stanici Radio Lausitz řekl, že Žitava se cítí osamocena a vyčetl saské vládě, že nebyla ve věci dost aktivní a nevzala vážně obavy místních obyvatel. Polsko na obavy Žitavy o pokles terénu v důsledku těžby nereagovalo. Dne 13. března 2024 správní soud ve Varšavě rozhodl, že povolení k dalšímu provozu povrchového dolu Turów nebylo zcela zákonné. Protože polský státní podnik PGE investoval do dolu značné prostředky, očekává se odvolání proti tomuto rozsudku.

## Obyvatelstvo
Na dobu kolem roku 1400 se počet obyvatel odhaduje na 5000 osob. Poté, co se opakovaně objevovaly nemoci, požáry a válečné události, docházelo ke značnému úbytku obyvatelstva. Od poloviny 19. století přišel výrazný nárůst, který mírně opadl za první světové války. V roce 1950 dosáhl počet obyvatel historického maxima 47 000. Po zániku NDR ztratilo město kvůli vysoké nezaměstnanosti a poklesu porodnosti asi 12 000 obyvatel. Prognóza dalšího vývoje je nepříznivá: do roku 2030 se počítá s dalším úbytkem obyvatelstva (2020: 23 830 obyvatel; 2030: 21 430 obyvatel). Vzhledem k pracovním příležitostem a příznivým cenám nemovitostí a nájmů roste počet přistěhovalců z obou sousedních zemí. V roce 2013 bylo v Žitavě hlášeno 137 Čechů a 147 Poláků, roku 2017 již 228 Čechů a 282 Poláků. Podle studie z roku 2024 počet Čechů ve městě stále narůstá a Žitava má již nejpočetnější českou menšinu ve Spolkové republice Německo.

## Politika

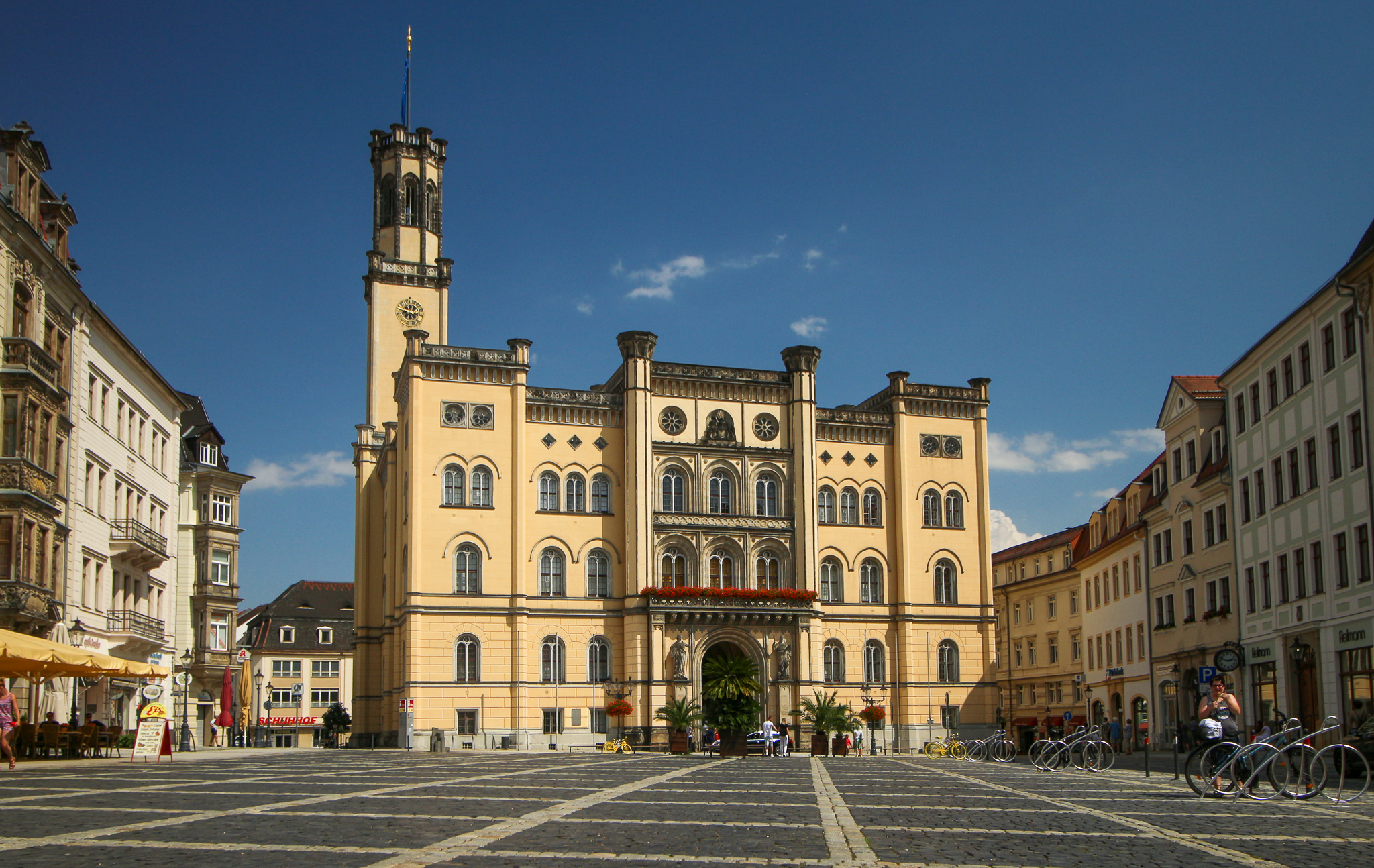
Žitavská radnice

### Městská rada
Již v roce 1319 rada sestávala z purkmistra a dvanácti radních (consules). Prvním doloženým výrazem, který označuje radu je slovo rotmanne v jednom prameni z roku 1357. Až do roku 1360 se konaly volby radních na Nový rok, později v den Narození Panny Marie a v letech 1389–1830 pak ve čtvrtek po Bartolomějovi. V roce 1364 se rada rozrostla na 18 a roku 1370 na 24 osob. V době Pönfallu měla městská rada 12 členů. Roku 1559 obdržela Žitava opět právo svobodně volit městskou radu. Po zavedení všeobecného městského zřízení v roce 1832 existovalo vedle starosty 15 radních (z nich 5 placených) a 29 městských zastupitelů. Aktuální městská rada se skládá z 26 členů a její obsazení odpovídá výsledkům komunálních voleb z 31. srpna 2014, které proběhly s volební účastí 44,7 %. Zasedání městské rady se konají každý poslední čtvrtek měsíce v Občanské síni radnice. Vedle městské rady existuje rovněž správní a finanční výbor, sociální a technický výbor a výbor na zadávání zakázek.
|      | CDU | Die Linke | SPD | FDP | Svaz 90/Zelení | NPD (od listopadu 2014 Bürgerbündnis Zittau) | Freie Bürger Zittau | Freie Unabhängige Wähler (FUW) | Zittau kann mehr e.V. (ZKM) | AfD | Celkem |
| 2009 | 9   | 5         | 2   | 2   | 1              | 1                                            | 5                   | 1                              | –                           | –   | 26     |
| 2014 | 7   | 4         | 2   | 1   | 1              | 2                                            | 2                   | 2                              | 5                           | –   | 26     |
| 2019 | 4   | 3         | 0   | 1   | 1              | –                                            | 2                   | 3                              | 5                           | 7   | 26     |

### Primátor

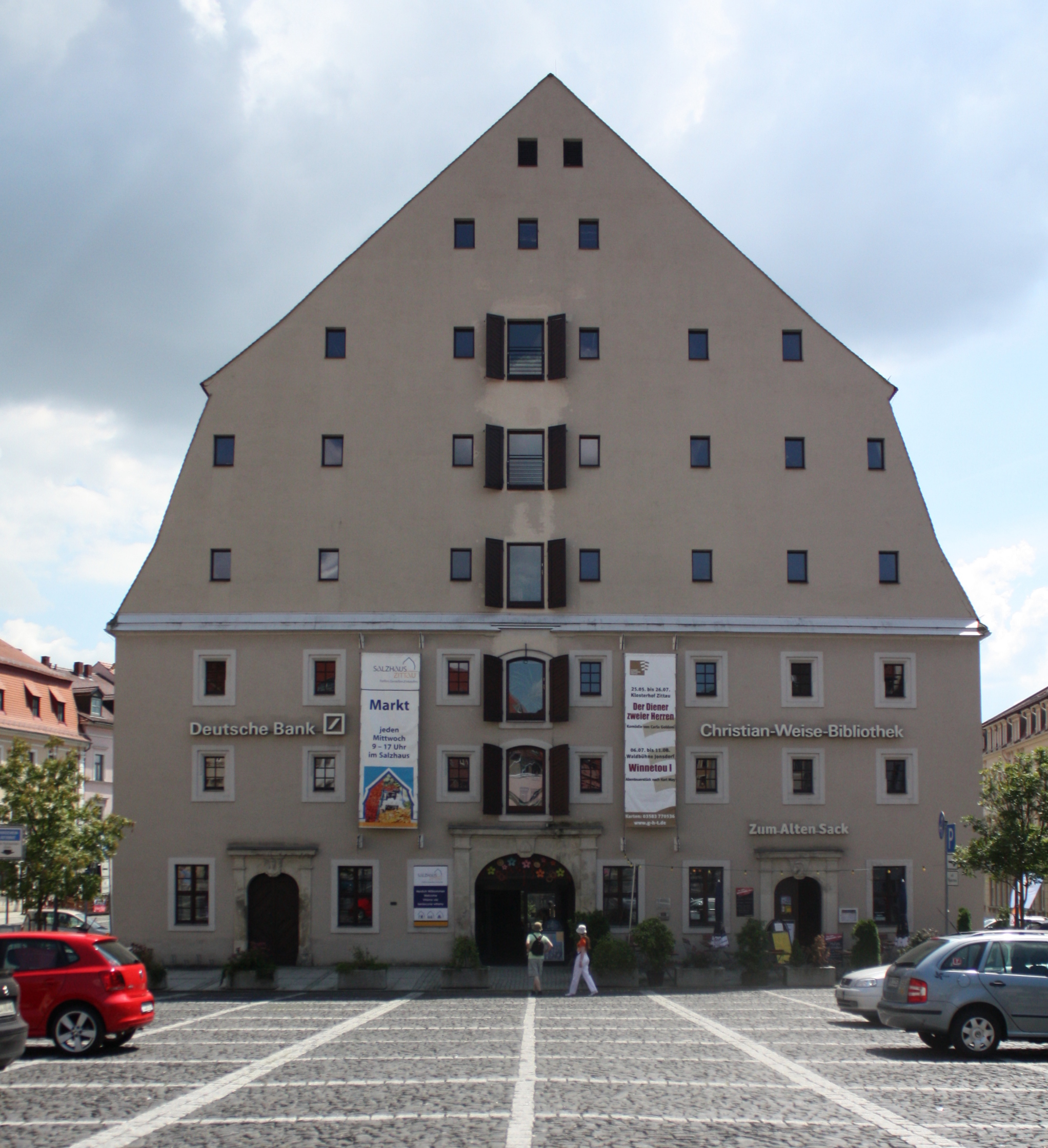
Solnice

První zmínka o purkmistrovi označenému jako magister civium je z roku 1310. Patrně od roku 1540 se ve výkonu úřadu střídali tři purkmistři. V 18. století se používal doplňující titul Kaiserlicher Pfalzgraf. Od roku 1729 byly dva starostové. Po zavedení všeobecného městského zřízení v roce 1832 pak už byl starosta pouze jeden. Roku 1904 byl mu byl propůjčen titul primátora, který však zanikl v roce 1950. Od roku 1996 je opět zaveden titul primátora. V letech 2001–2015 zastával tento úřad Arnd Voigt (Freie Bürger Zittau). Poté, co Arnd Voigt na základě svého onemocnění parkinsonovou chorobou odstoupil, stal se od 1. srpna 2015 úřadujícím primátorem Thomas Zenker (Zittau kann mehr). Dne 12. června 2022 Zenker opět vyhrál volby, v nichž ho zvolilo 71,8 % voličů, a ve funkci zůstane dalších 7 let.

### Znak

Městský znak z roku 1896

Blason: Městský znak se skládá ze čtvrceného srdečního štítu, v jehož prvním a čtvrtém poli je vyobrazen dvouocasý stříbrný český lev na červeném pozadí. Ve druhém a třetím poli je černá slezská orlice na zlatém pozadí se stříbrným perizoniem, ozdobeným křížkem a jetelovými listy. Červená a bílá při tom symbolizuje české zemské barvy. Černá slezská orlice byla městu v roce 1337 propůjčena tehdejším držitelem léna Jindřichem I. Javorským jako odměna za to, že pomohlo při zničení loupežného hradu Tolštejna. Stříbrného českého dvouocasého lva propůjčil Žitavě Jan Lucemburský. Uprostřed je potom červený štít se stříbrným písmem Z, tedy počáteční písmeno názvu města. Štít s písmenem Z se nachází také na Velkém postním plátnu, poprvé se však objevuje na pečeti v Žitavě sídlícího biskupa Jana z Gardaru z roku 1433. Teprve od roku 1896 se používá jednotná verze znaku, upravená Hlavním saským archivem. Kromě tohoto znaku existuje ještě velký znak, který je rozšířen rytířskou přilbou, která symbolizuje pravomoc vlastnit pozemky na základě privilegií udělených Šestiměstí, dále pokrývkou přilby a dvěma orlími křídly. Jedno z křídel, posetých 18 zlatými lipovými lístky, je černé, druhé zlaté. Pokrývka přilby je červenobílá. Tento velký znak je vyhrazen pouze primátorovi.
Do roku 2013 město užívalo červenobílé logo, které mělo na levé straně Solnici (Salzhaus) a před ní se nacházející Rolandovu kašnu, na pravé pak výrazný nápis Zittau. Během vytváření prezentace města Žitavy vzniklo nové logo, které využívalo stylizovanou formu písmene „Z“ z městského znaku ve spojení s nápisem „Zittau“ a přídomkem z dob Hornolužického šestiměstí „bohatá“ (Die Reiche). Tento přídomek byl v roce 2020 odstraněn a zůstalo pouze logo ve tvaru písmene „Z“.

### Partnerská města
Partnerskými městy Žitavy jsou:
- Pistoia, Itálie (1971)
- Bogatynia, Polsko (1972)
- Liberec, Česko (1973)
- Villingen-Schwenningen, Německo (1990)

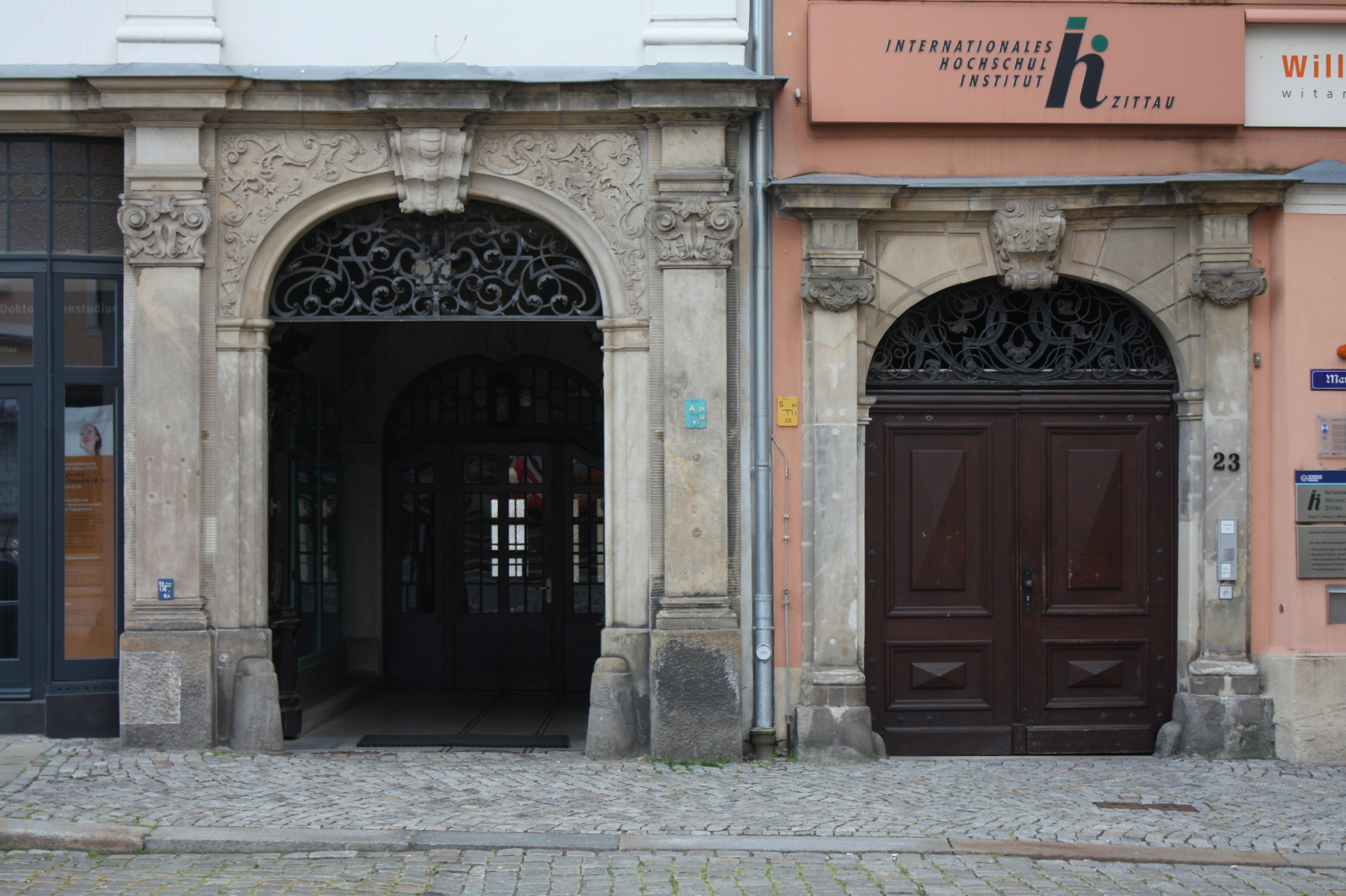
Manýristické portály (Markt 23)

- Portsmouth, Ohio, USA (1992)
- Hrádek nad Nisou, Česko (2015)
- Zelená Hora, Polsko (2016)

## Pamětihodnosti

### Sakrální památky

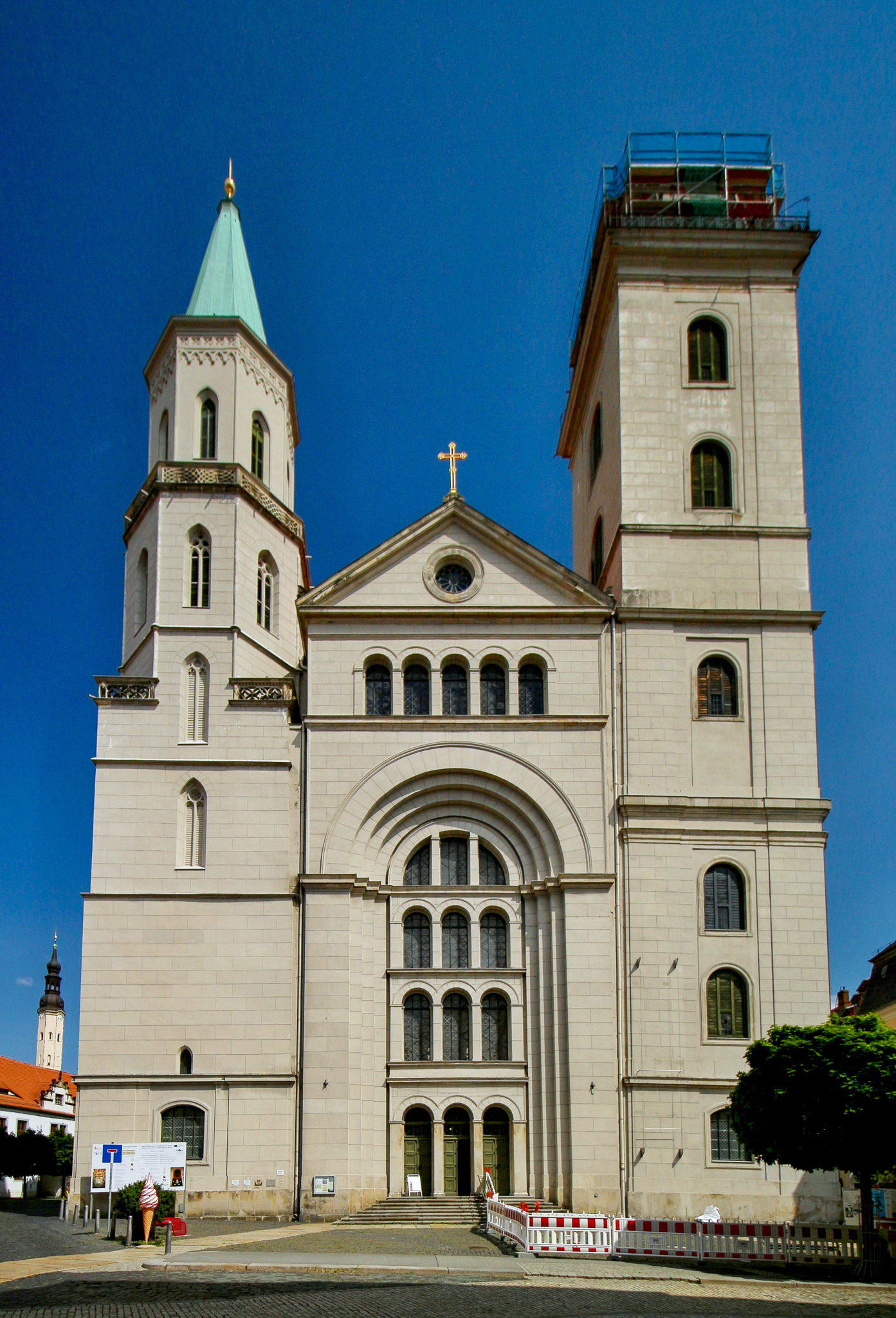
Kostel sv. Jana

K žitavským pamětihodnostem patří dvě vzácná postní plátna. Tyto malované textilie jsou připomínkami středověkého zvyku zahalovat v kostelech celý oltářní prostor v době mezi popeleční středou a Velikonocemi. Věřící tak byli v době půstu odděleni od liturgických obřadů konaných u oltáře. Tato původně bílá plátna sloužila jak pro vnitřní meditaci, tak i k ilustraci křesťanské věrouky. Po reformaci tento zvyk postupně vymizel.
- Velké žitavské postní plátno (Großes Zittauer Fastentuch) – Je jedním z osmnácti dochovaných scénových obrazových postních pláten, která jsou rozdělena do jednotlivých polí (tzv. Feldertyp). Toto lněné plátno má rozměry 8,20 m × 6,80 m (asi 56 m²). Na 90 polích v deseti řadách po devíti obrazcích jsou znázorněny biblické scény ze Starého a Nového zákona od stvoření po poslední soud. Vyobrazení od neznámého umělce jsou namalována temperou. Postní plátno z roku 1472 bylo původně používáno v kostele sv. Jana, jeho donátorem byl žitavský obchodník s kořením a obilím Jacob Gürtler. Používáno bylo po 200 let, později se považovalo za ztracené, než bylo v roce 1840 objeveno v radní knihovně. Krátce před koncem druhé světové války bylo odvezeno na Ojvín (Oybin). V roce 1945 je sovětští vojáci roztrhali na čtyři části a ty použili na stavbu provizorní lesní sauny. Poničené plátno potom nechali v lese. Teprve o desetiletí později bylo znovuobjeveno Hermannem Knoblochem a ukryto v žitavském muzejním depotu. Příhoda se sovětskými vojáky však zůstala utajena. V letech 1994–1995 bylo plátno restaurováno ve Švýcarsku nadací Abegg Stiftung. Od roku 1999 se nachází v sekularizovaném kostele sv. Kříže, kde je vystaveno v největší skleněné vitríně v Německu.[79][80]
- Malé žitavské postní plátno (Kleines Zittauer Fastentuch) – Malé plátno z roku 1573 pochází od neznámého malíře, který jako předlohu použil dílo lutyšského umělce Lamberta Lombarda (ca 1505–1566). Jedná se o jediné postní plátno, které si objednala evangelická obec. Až do roku 1684 během půstu zakrývalo hlavní oltář kostela sv. Jana. Pro své rozměry 3,40 m x 4,15 m je ve srovnání s velkým postním plátnem označováno jako malé. Centrální výjev zobrazuje Ukřižování, které dokola rámuje čtyřicet nástrojů Kristova umučení. Po jeho restaurování nadací Abegg Stiftung byl pro ně vytvořen samostatný výstavní prostor v bývalém Františkánském konventu, kde je vystaveno od roku 2005.[79][80]

### Sakrální stavby

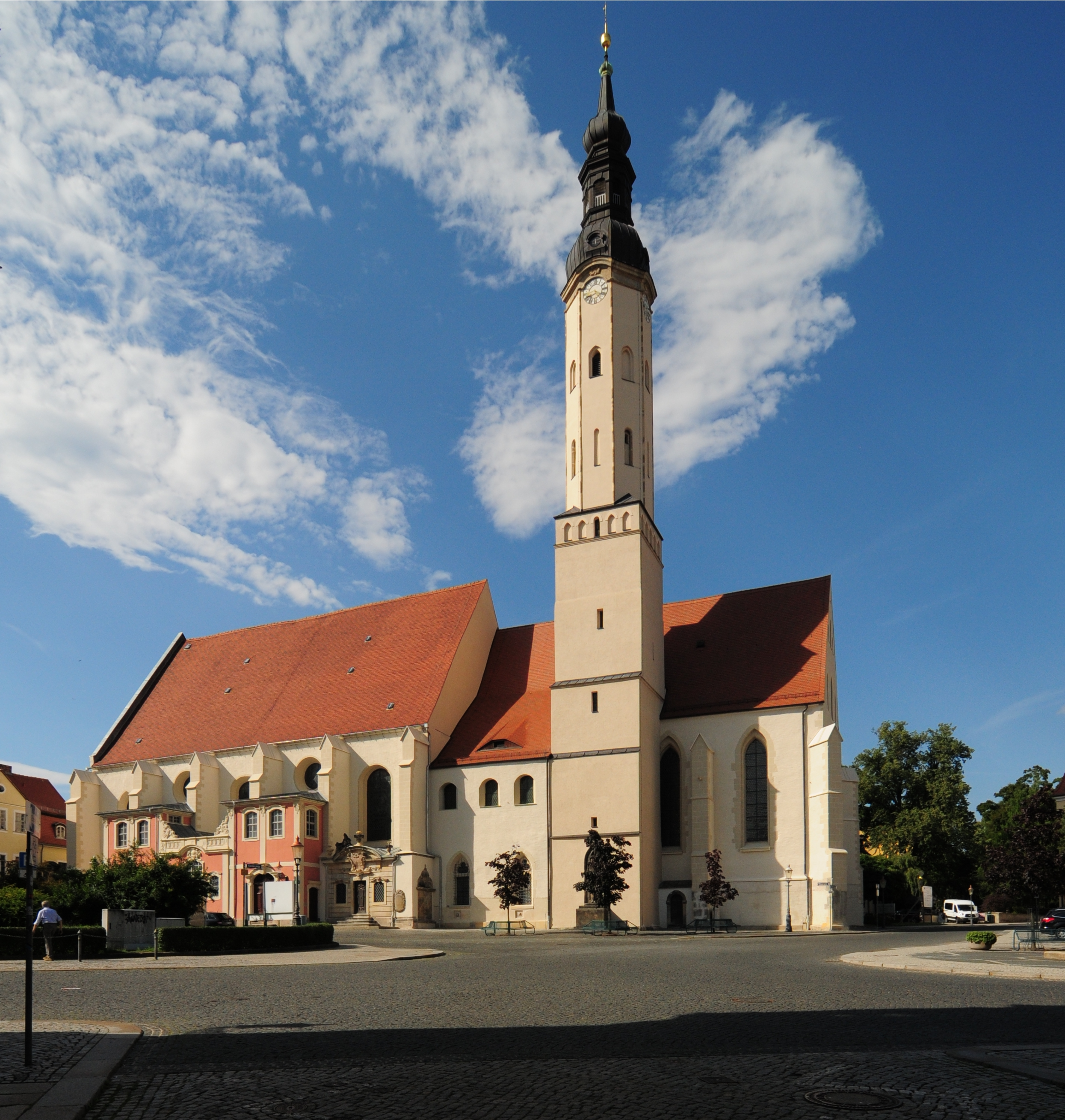
Františkánský konvent s kostelem sv. Petra a Pavla

- Kostel svatého Jana (Johanniskirche) – Zmínka o prvním kostele sv. Jana pochází z roku 1291. V roce 1230 na tomto místě stála trojlodní románská bazilika se dvěma věžemi v průčelí, která byla zbudována pro Řád johanitů. V 15. století byla exilovým sídlem pražské kapituly sv. Víta. V letech 1485–1531 byla stavba goticky přestavěna a rozšířena na čtyřlodní halový kostel. Ten byl během sedmileté války, 23. července 1757, zcela zdemolován. Zničeny byly varhany, které krátce předtím postavil Gottfried Silbermann. 23. července 1766 byla na základech zničeného kostela zahájena nová stavba v barokním slohu, avšak dostavily se vážné problémy se statikou. Současná podoba stavby pochází od Karla Friedricha Schinkela, který barokní dispozice kompletně přestavěl v klasicistním slohu. Realizaci těchto úprav prováděl Schinkelův žák Carl August Schramm z Žitavy. Už v průběhu výstavby se naklonila pravá z věží. V interiéru je pozoruhodný kazetový strop. Gotická plastika sv. Václava, dříve umístěná na západní fasádě, se dnes nachází v městském muzeu.[81]
- Františkánský konvent s kostelem sv. Petra a Pavla (Klosterkirche) – Františkánský klášter byl založen v roce 1244. V letech 1260–1290 byl vystavěn konvent s kostelem, jenž byl zasvěcen sv. Petru a Pavlovi. V letech 1421–1437 sloužil objekt k ubytování pražské kapituly sv. Víta. Po 310 letech svého trvání klášter zanikl, poslední mnich zemřel roku 1554. V letech 1658–1662 nechal stavbu opravit a rozšířit purkmistr Heinrich von Heffter. Chrámová loď je z roku 1480. Varhany vystavěl Valentin Englert z Žitavy roku 1791, jejich přestavbu provedla v roce 1882 firma Schuster. Na klášterním dvoře, který byl využíván jako pohřebiště, jsou zachované cenné hrobky. Věž je vysoká 70 m. Na jižní straně kostelní lodi jsou barokní přístavby s pozoruhodnou sochařskou výzdobou. Autorem alegorií poznání a moudrosti na tzv. Noackově lóži je Balthasar Permoser.[82] Jedna z místností přístavby, zvané Heffterbau, sloužila jako modlitebna českých exulantů. V barokním sále bývala první městská knihovna, dnes je klášter sídlem městského muzea (Städtische Museen Zittau). Během zničení města za sedmileté války zůstal klášterní kostel jako jediný téměř neporušený.[83][84]
- Kostel Panny Marie (Frauenkirche) – Tento kostel se nachází poblíž ulice Hammerschmiedtstraße v areálu Mariánského hřbitova. První zmínka o něm pochází z roku 1355. Kostel byl roku 1473 stejně jako 1535 zničen požárem a teprve v roce 1572 byl znovu vystavěn. Poslední stavební úpravy proběhly ještě v letech 1607 a 1707. V roce 1897 byla zvýšena podlaha a obnovena sedadla. Na místo dříve užívaného harmonia byly v roce 1928 instalovány varhany od žitavské firmy Schuster & Sohn.[85][86]
- Kostel svatého Kříže (Kreuzkirche) – Tento dvoulodní halový kostel v ulici Frauenstraße má hvězdovou klenbu, která spočívá na jediném dvanáctimetrovém středovém pilíři. Je považován za největší a nejvyšší dochovaný kostel tohoto typu v Německu. Postaven byl v roce 1410 se zřetelnými vlivy pražské parléřovské huti. Poté, co byl během třicetileté války kostel poškozen požárem, započala celková obnova, na kterou přispěli žitavští měšťané. Stěny a empory pokrývají epitafy žitavských rodin, zlaté a černé tabulky s nápisy, jejichž okázalost svědčí o hospodářském rozkvětu města. Nezvyklý půdorys je tvořen téměř čtvercem o stranách zhruba 16 m. Pozdně gotickým a raně barokním inventářem byl kostel vybaven za purkmistra Christiana von Hartiga. Tento pohřební kostel s přilehlým hřbitovem s barokními hrobkami musel být v roce 1972 odsvěcen. Po sanaci roku 1999 slouží jako muzeum, v němž je vystaveno Velké žitavské postní plátno.[87][88]
- Kostel Nejsvětější Trojice (Weberkirche/Dreifaltigkeitskirche) – Kostel Nejsvětější Trojice, nazývaný také „Tkalcovský kostel“ byl postaven v letech 1488–1500. V této době se nacházel za hradbami a byl spojen s opevněním Tkalcovské brány. Masivní vnější dispozice se silnými opěrnými pilíři, zakřivení na způsob bašty na západní straně stavby a vysoká sedlová střecha se špičatými sanktusníky dávají tomuto kostelu obranný vzhled. Po vážném poškození za třicetileté války proběhla v roce 1659 rekonstrukce střechy. Ve věži visí původní bronzový zvon z roku 1493, nejstarší ve městě. Kostel prodělal bezpočet změn, při poslední velké přestavbě roku 1889 byl zazděn severní a jižní vchod a vytvořen současný hlavní portál. Jednolodní sálová stavba vyniká strohou krásou a jednoduchými tvary. Tento charakter kostela byl respektován při renovaci jeho interiéru v roce 1984.[89]
- Nemocniční kostel sv. Jakuba (Hospitalkirche) – Založení kostela sv. Jakuba spadá do období vlády Karla IV., přilehlá nemocnice ovšem vznikla již v roce 1303. Za husitských válek byla původní stavba vypleněna a roku 1464 obnovena. Za třicetileté války byla poničena nemocnice i kostel. Renovace proběhla v roce 1721. Během ostřelování města roku 1757 kostel opět utrpěl značné škody. Následná rekonstrukce a stavba věže byla dokončena až v roce 1778. Zachovala se kazatelna z roku 1680, empory jsou z roku 1617.[90]
- Kostel Navštívení Panny Marie (Marienkirche) – Katolický farní kostel Navštívení Panny Marie je novogotickým halovým kostelem. V letech 1883–1890 je postavil architekt Hermann Knothe-Seeck.[91]
- Apoštolský kostel (Apostelkirche) – Tento malý evangelicko-luterský kostel je užíván Evangelicko-luterskou církevní obcí sv. Jana v Žitavě.

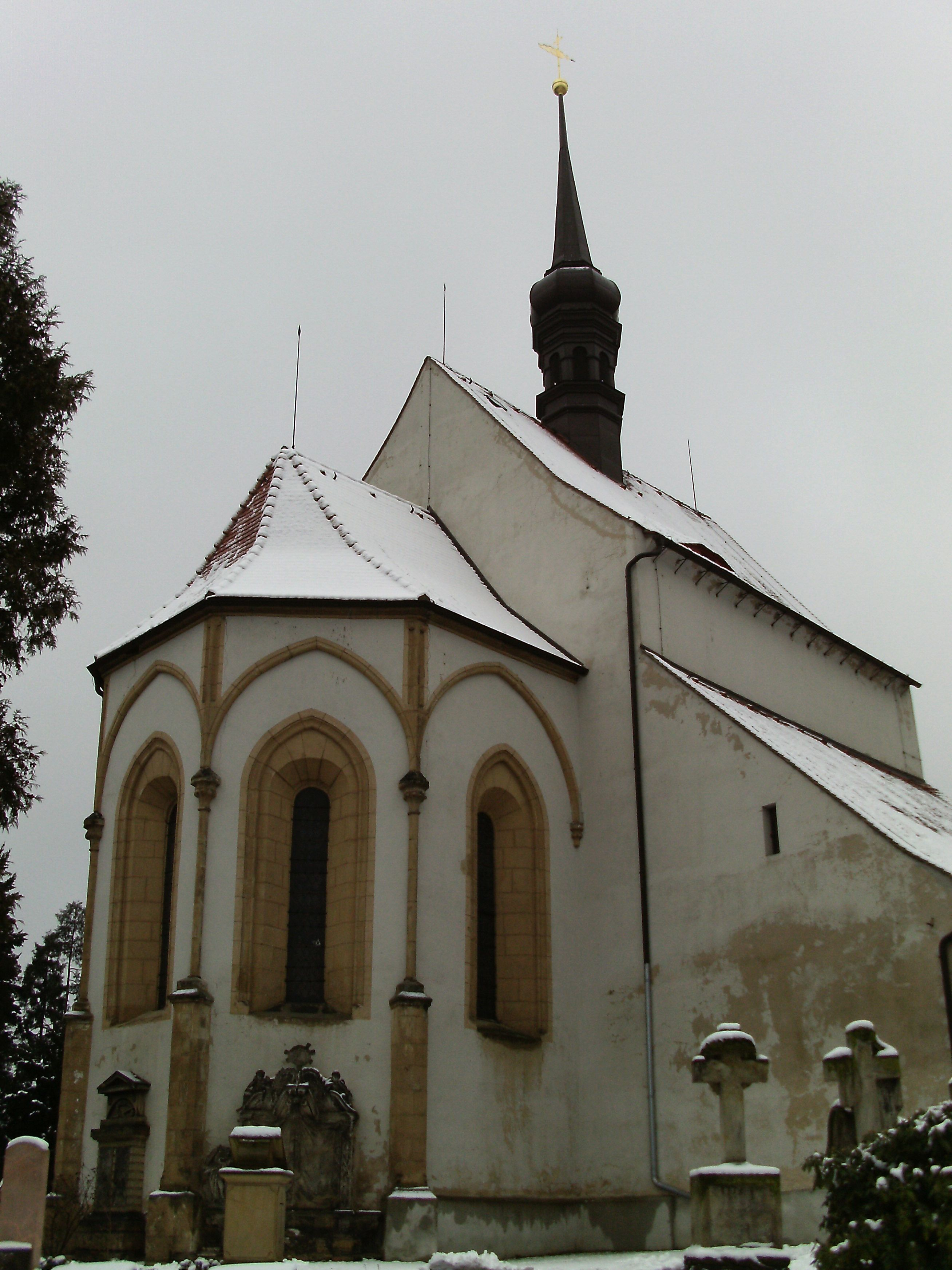
Kostel Panny Marie
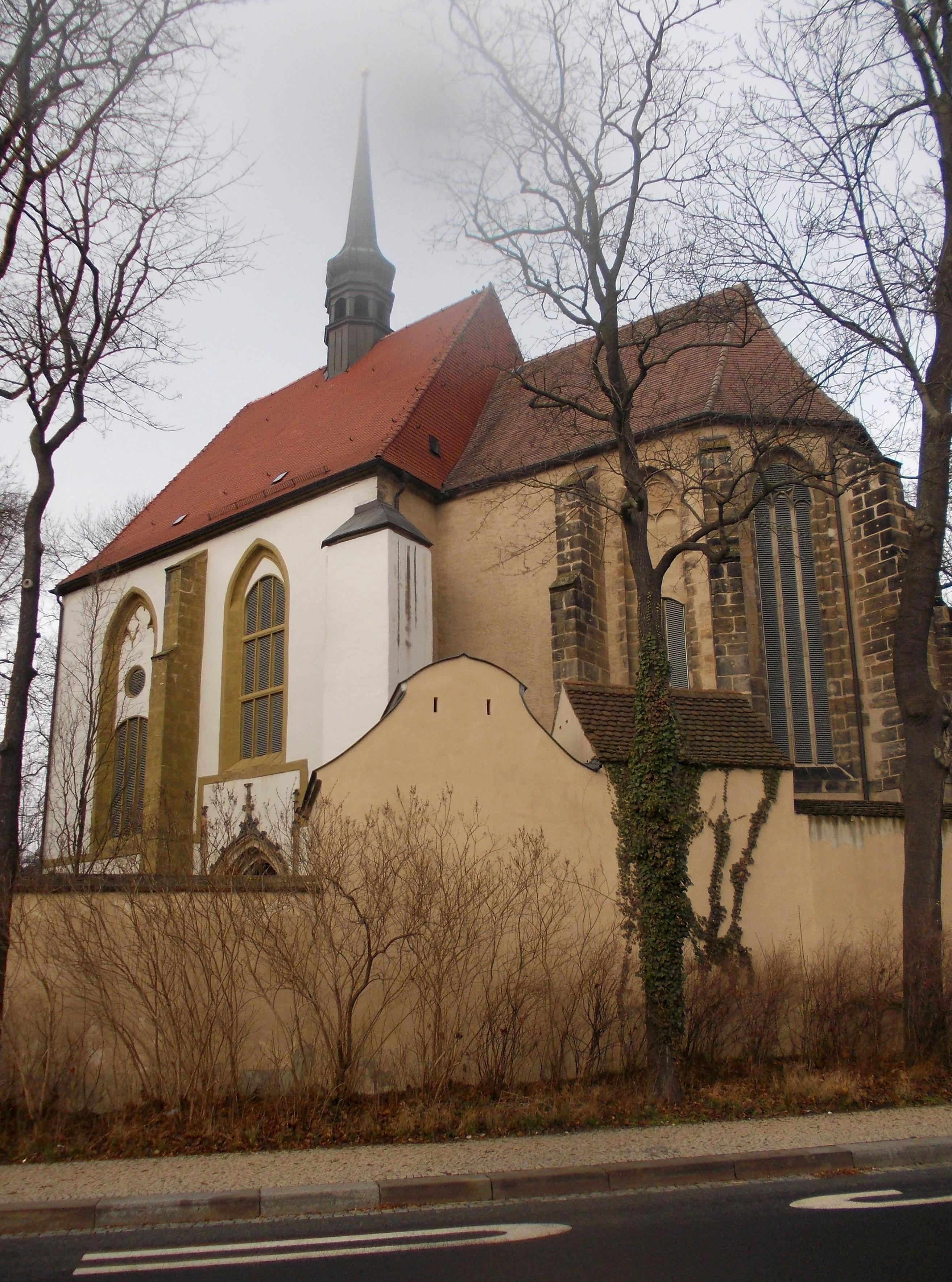
Kostel sv. Kříže
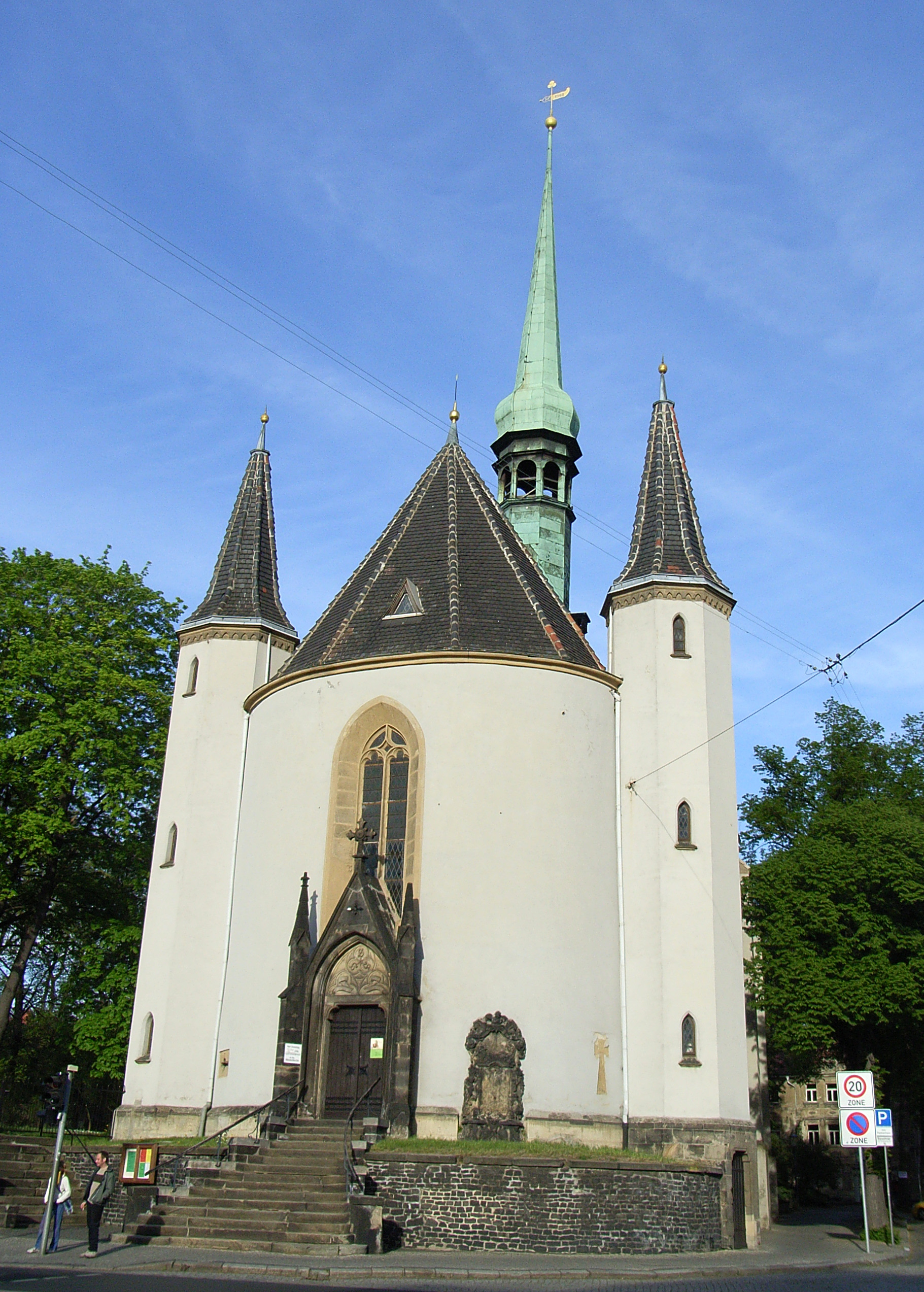
Kostel Nejsvětější Trojice
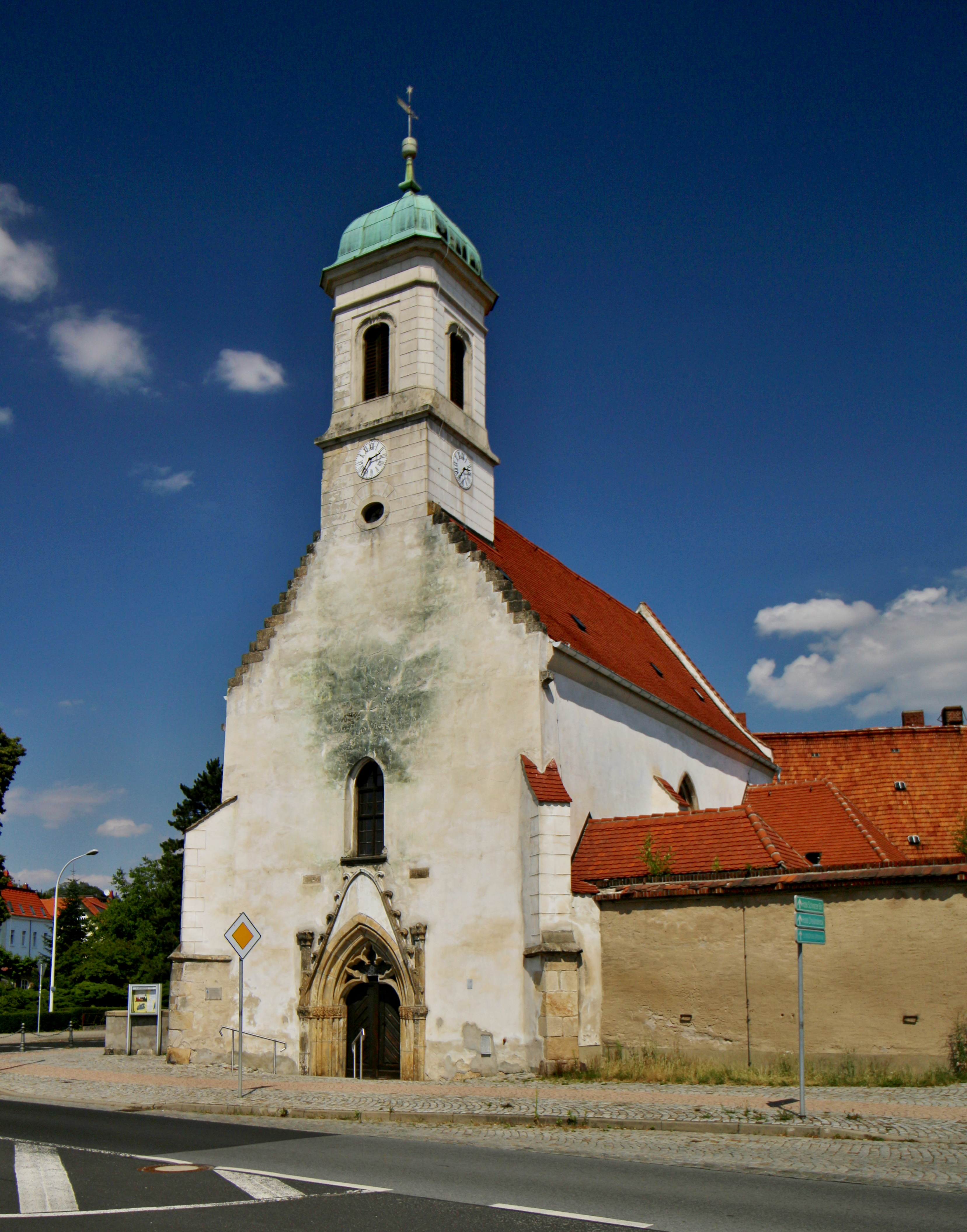
Gotický špitální kostel sv. Jakuba Většího
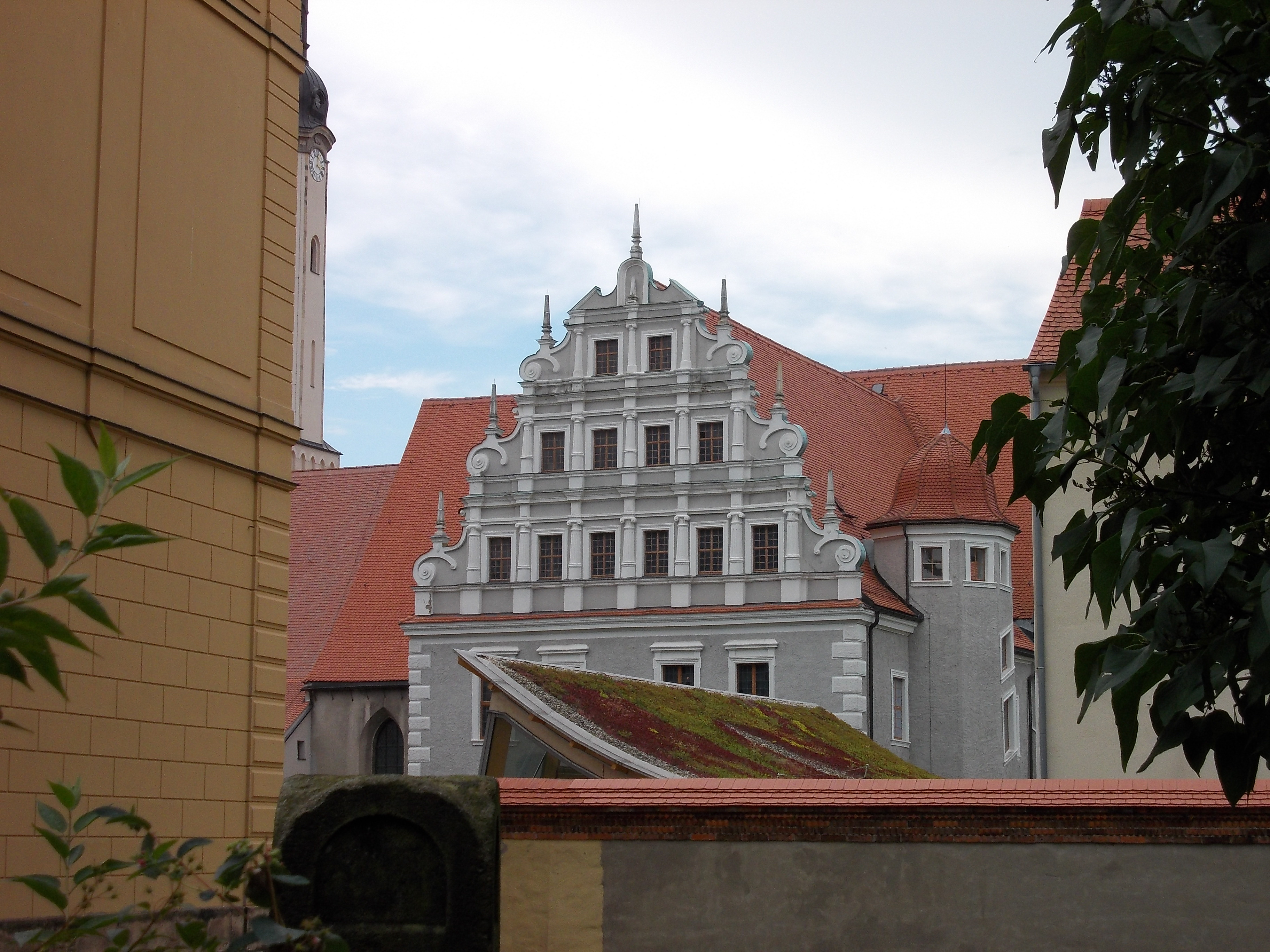
„Heffterbau“ s renesančním štítem
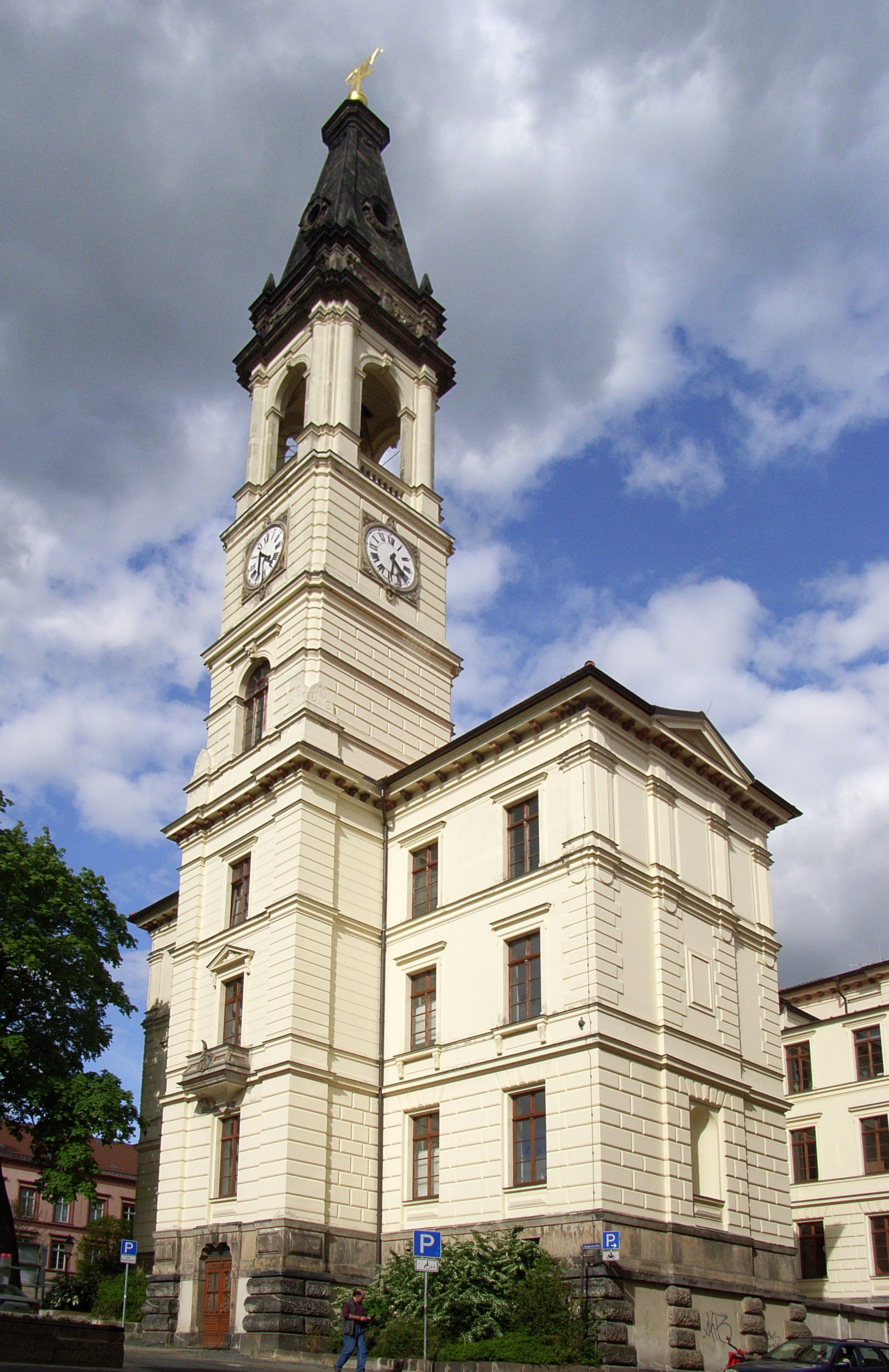
Johanneum
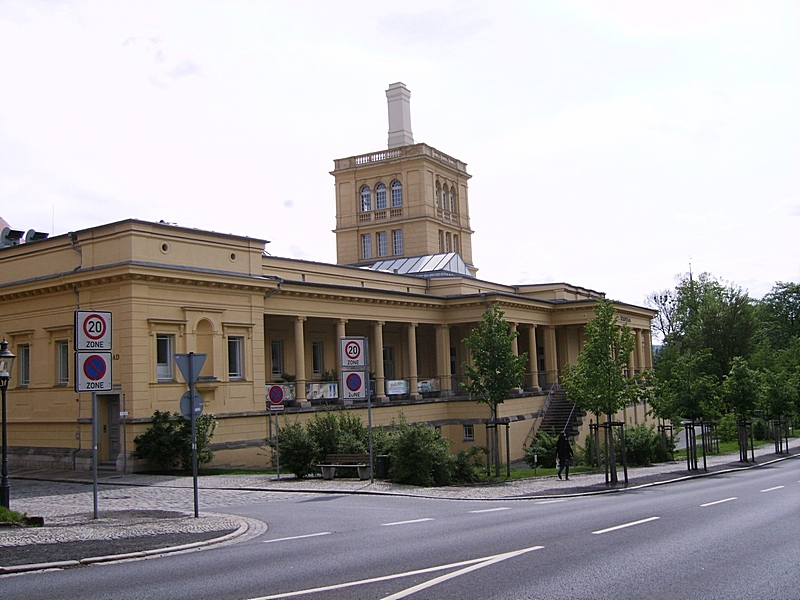
Městské lázně
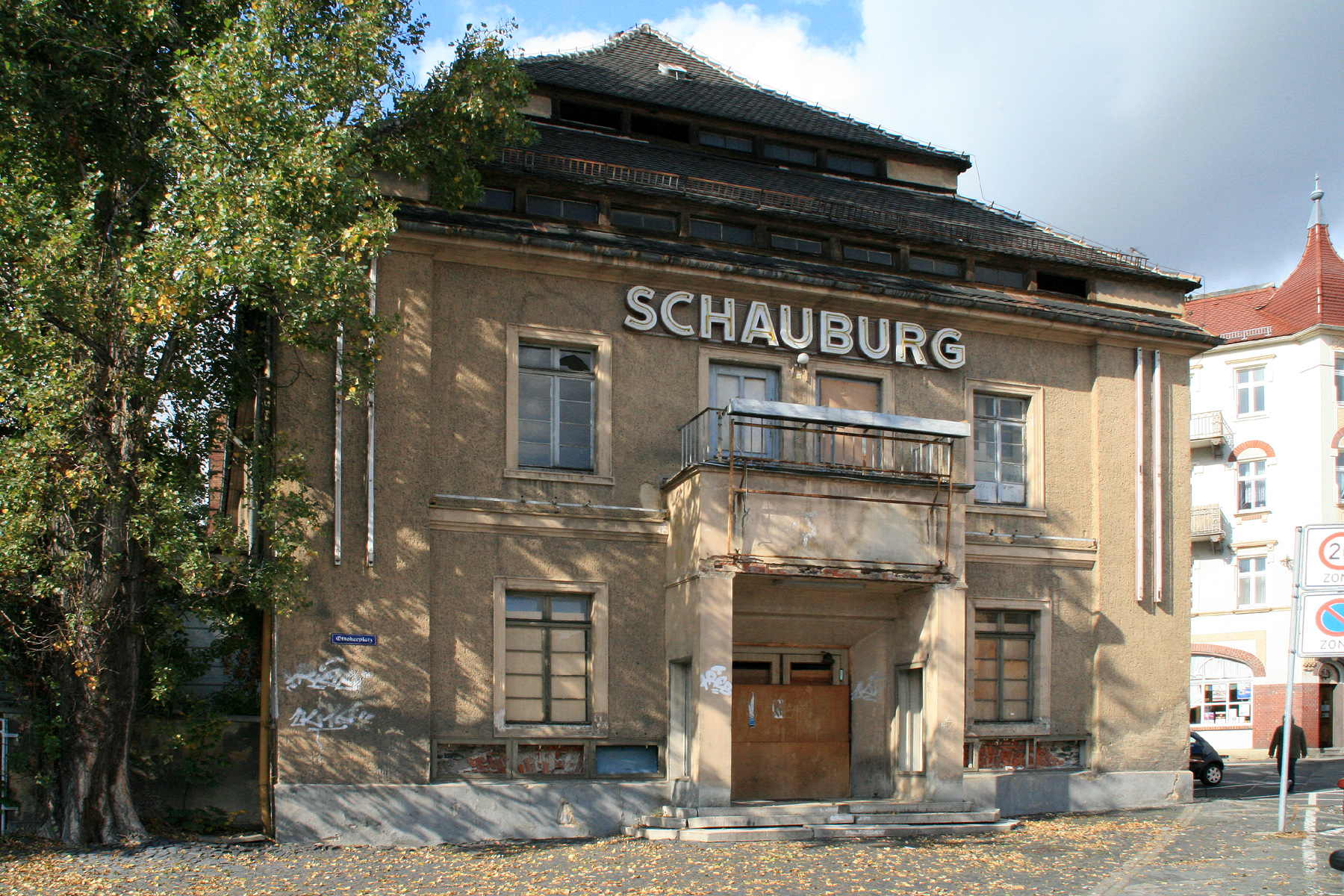
Bývalé kino „Schauburg“
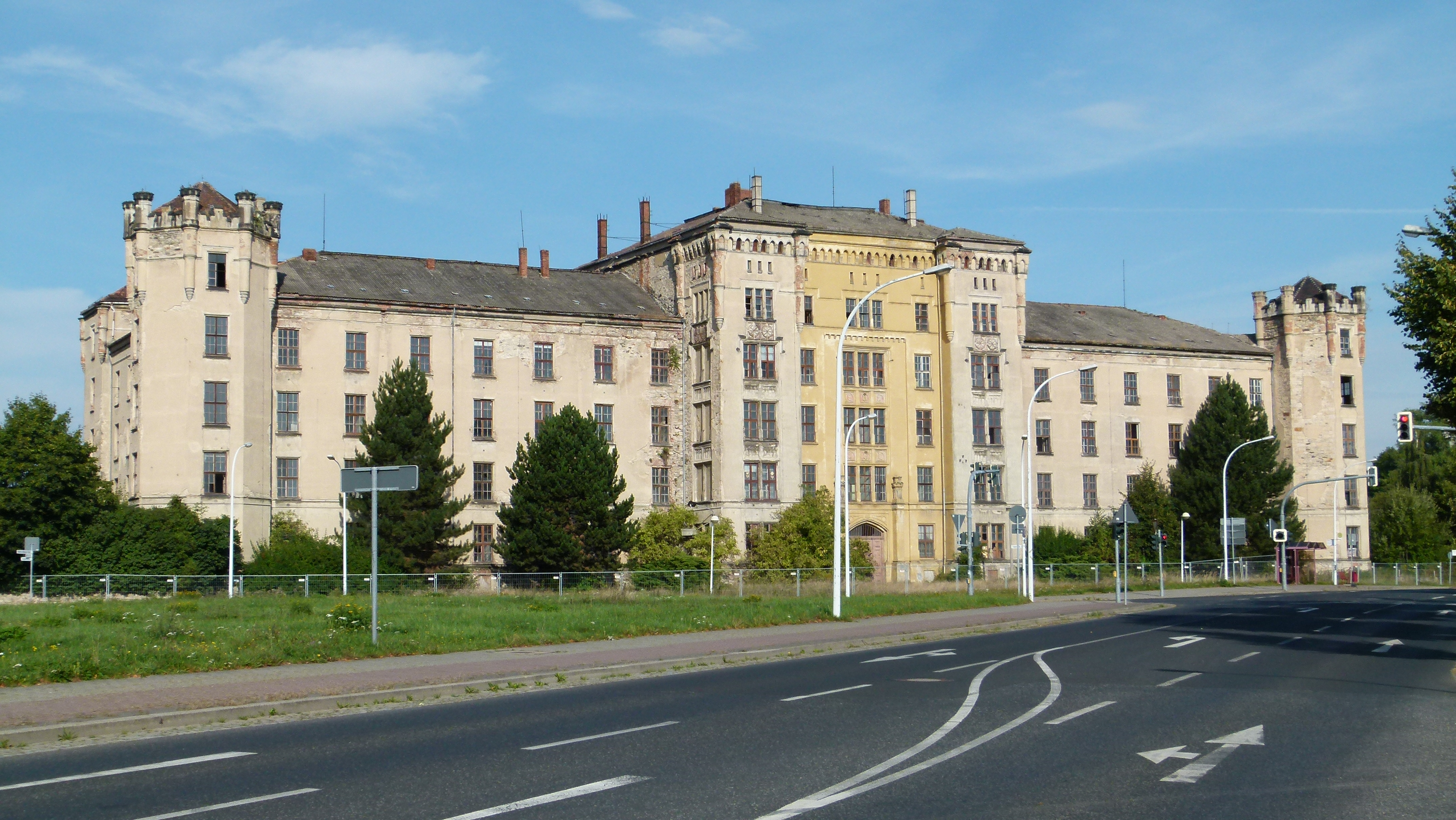
Mandavská kasárna
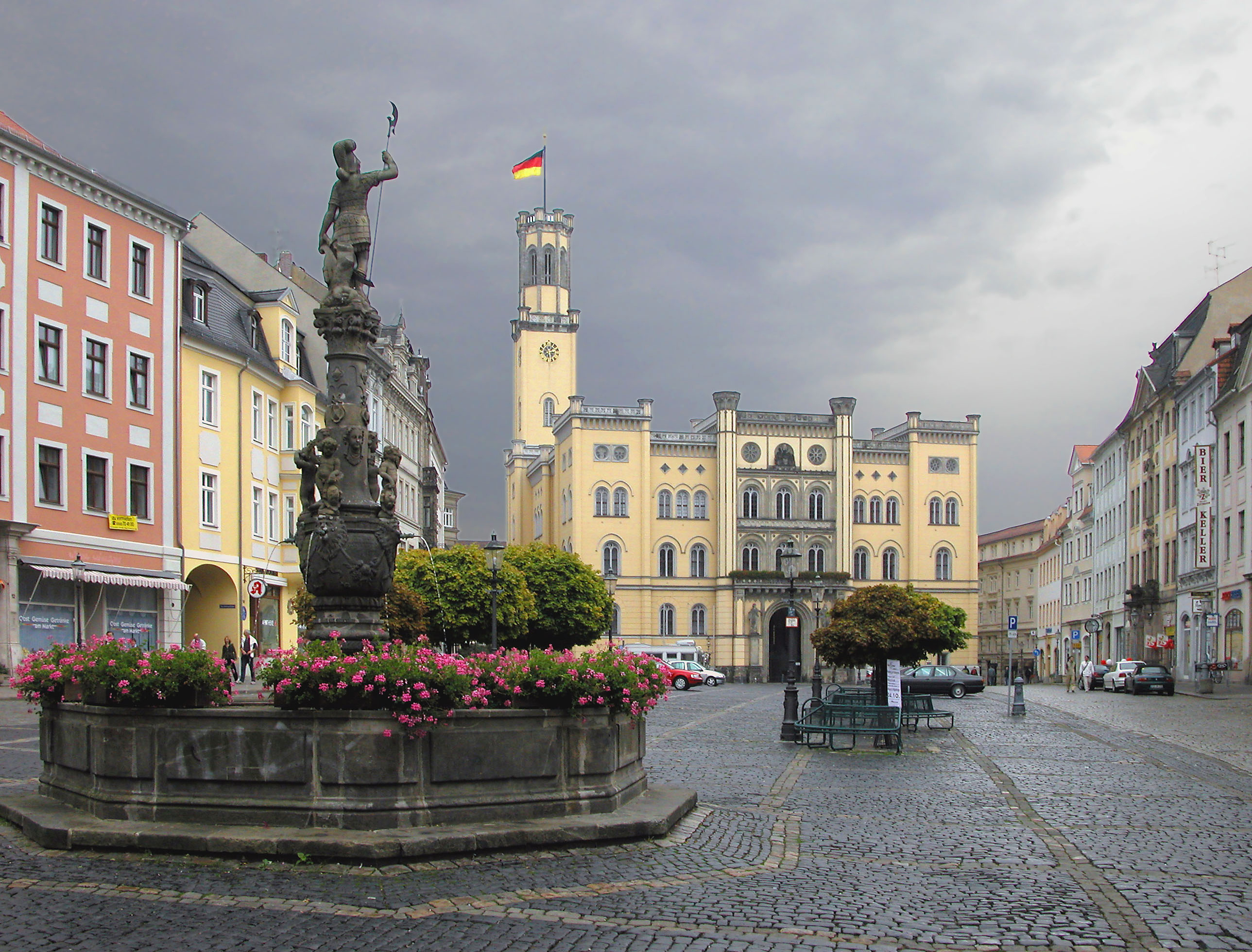
Rolandova kašna
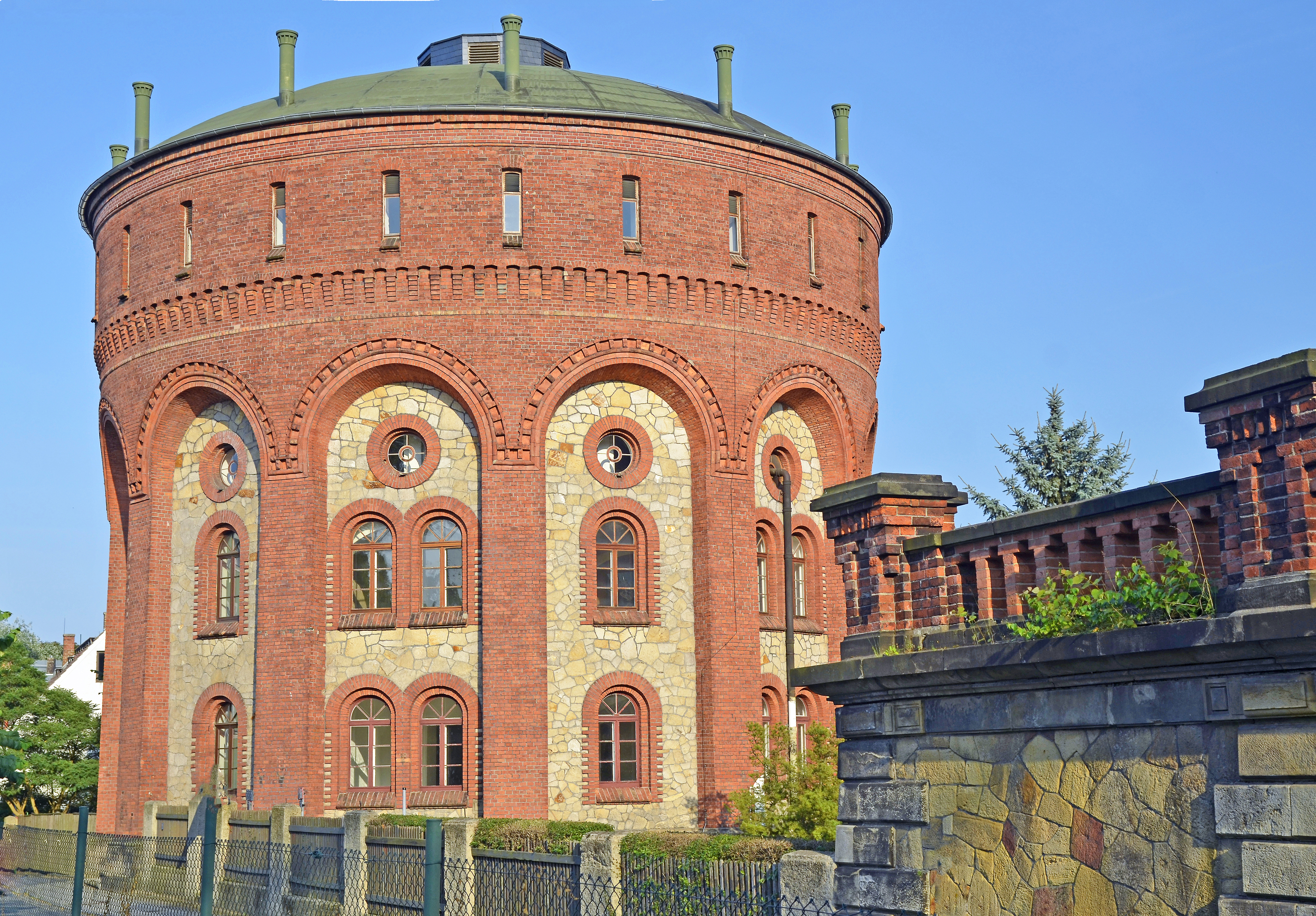
Historická vodárna
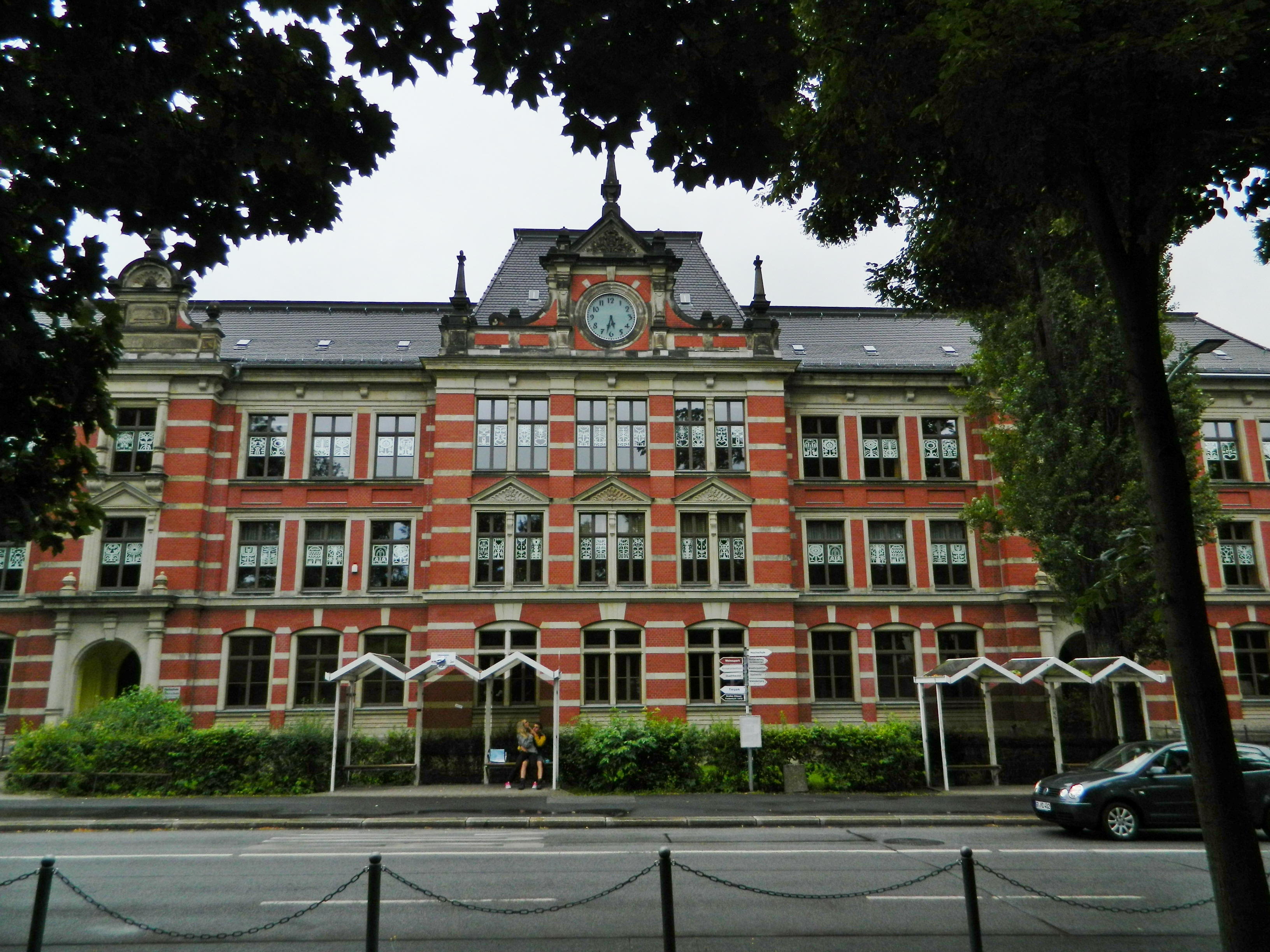
Parkschule
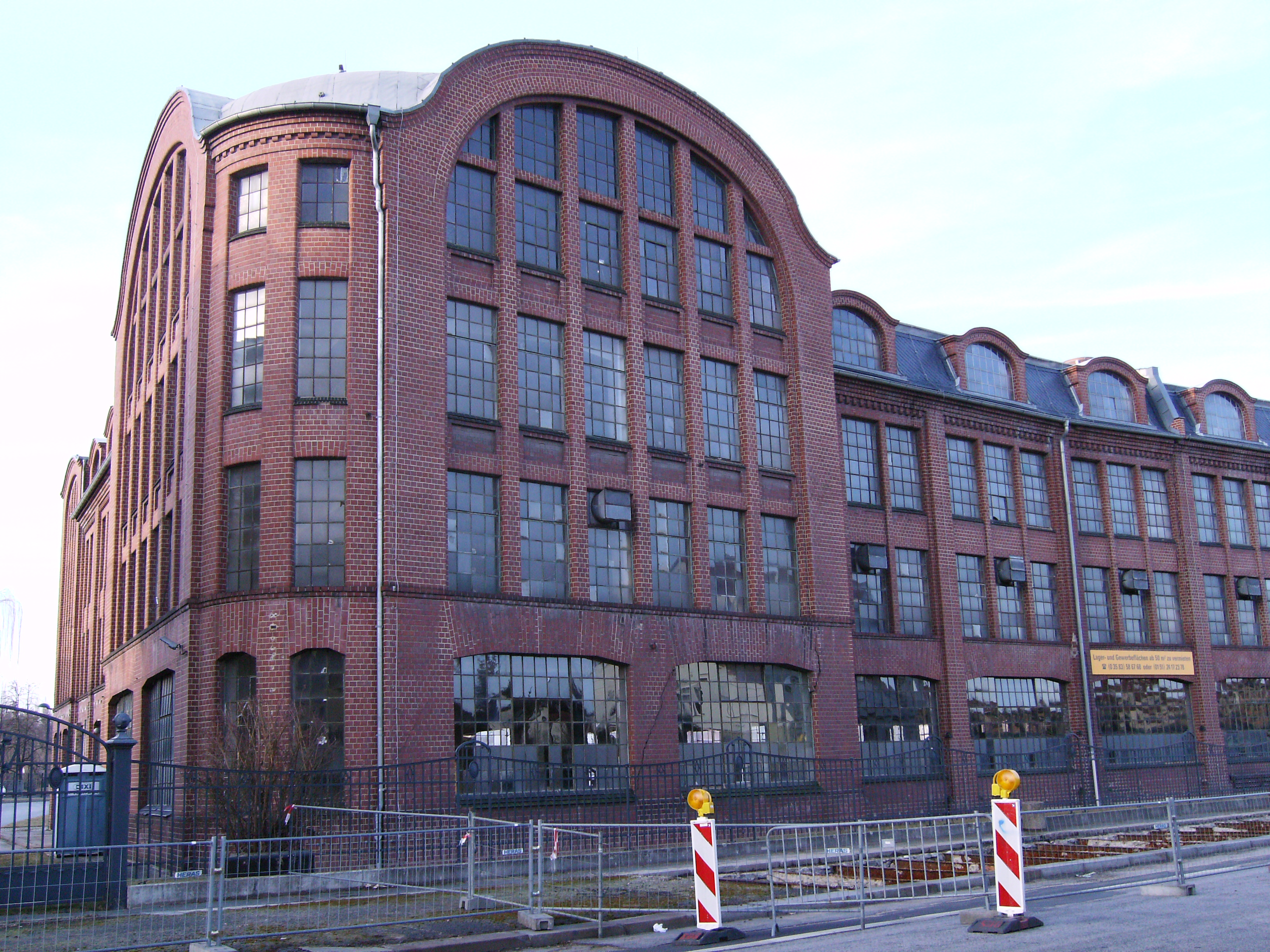
Bývalá textilní továrna v ulici Oybiner Straße
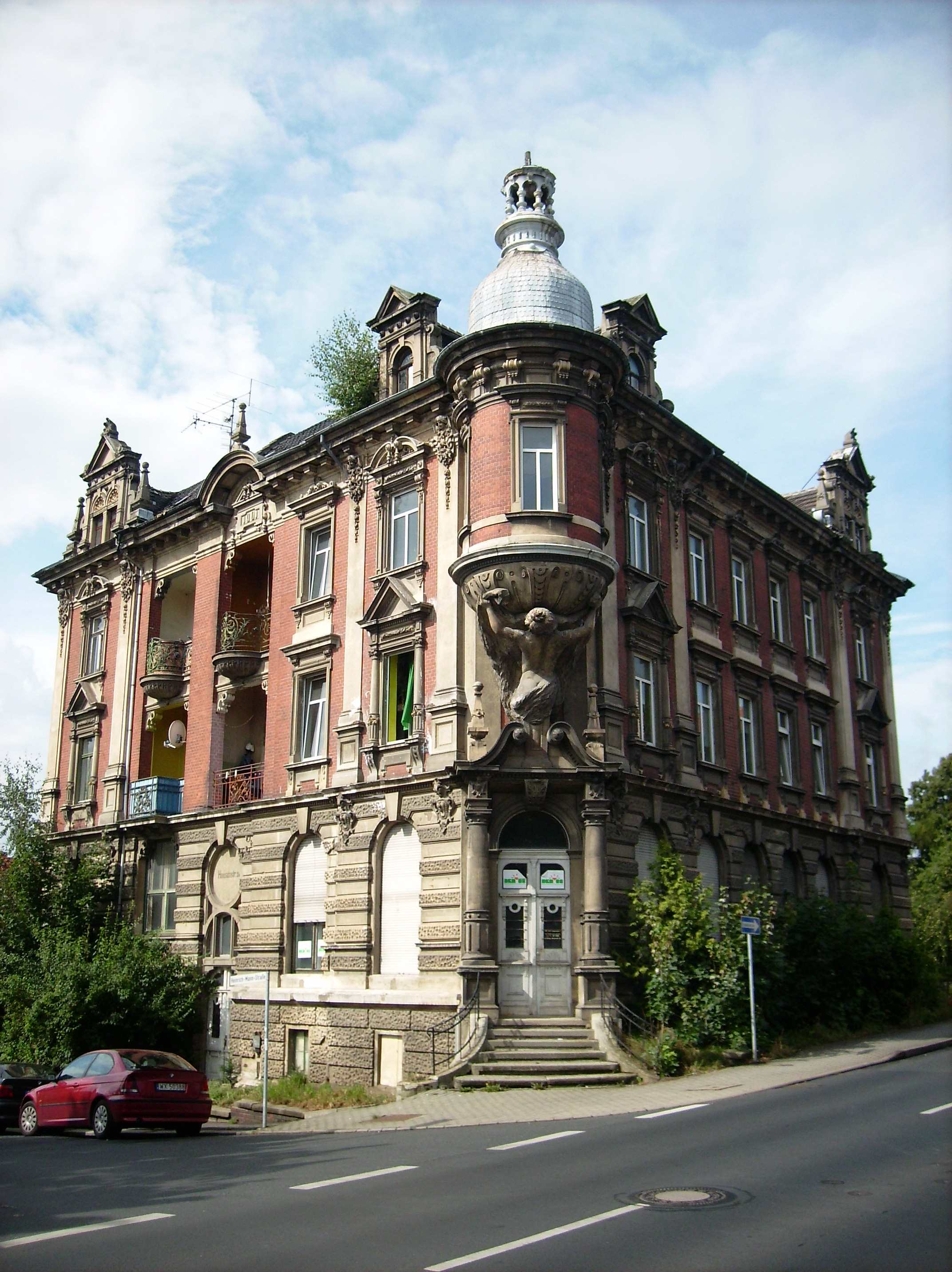
Obytný dům v ulici Dresdner Straße
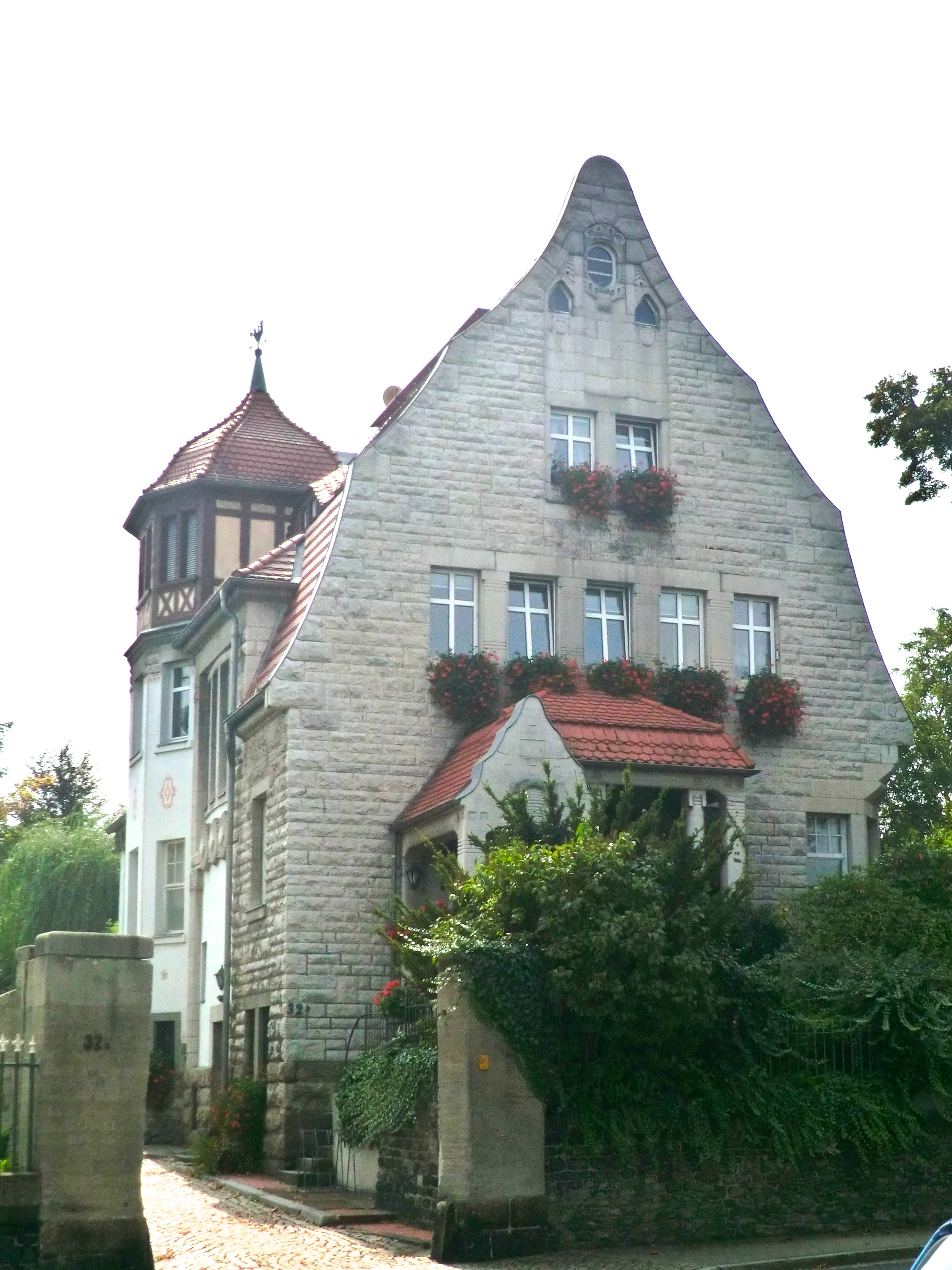
Vila v ulici Bahnhofstraße
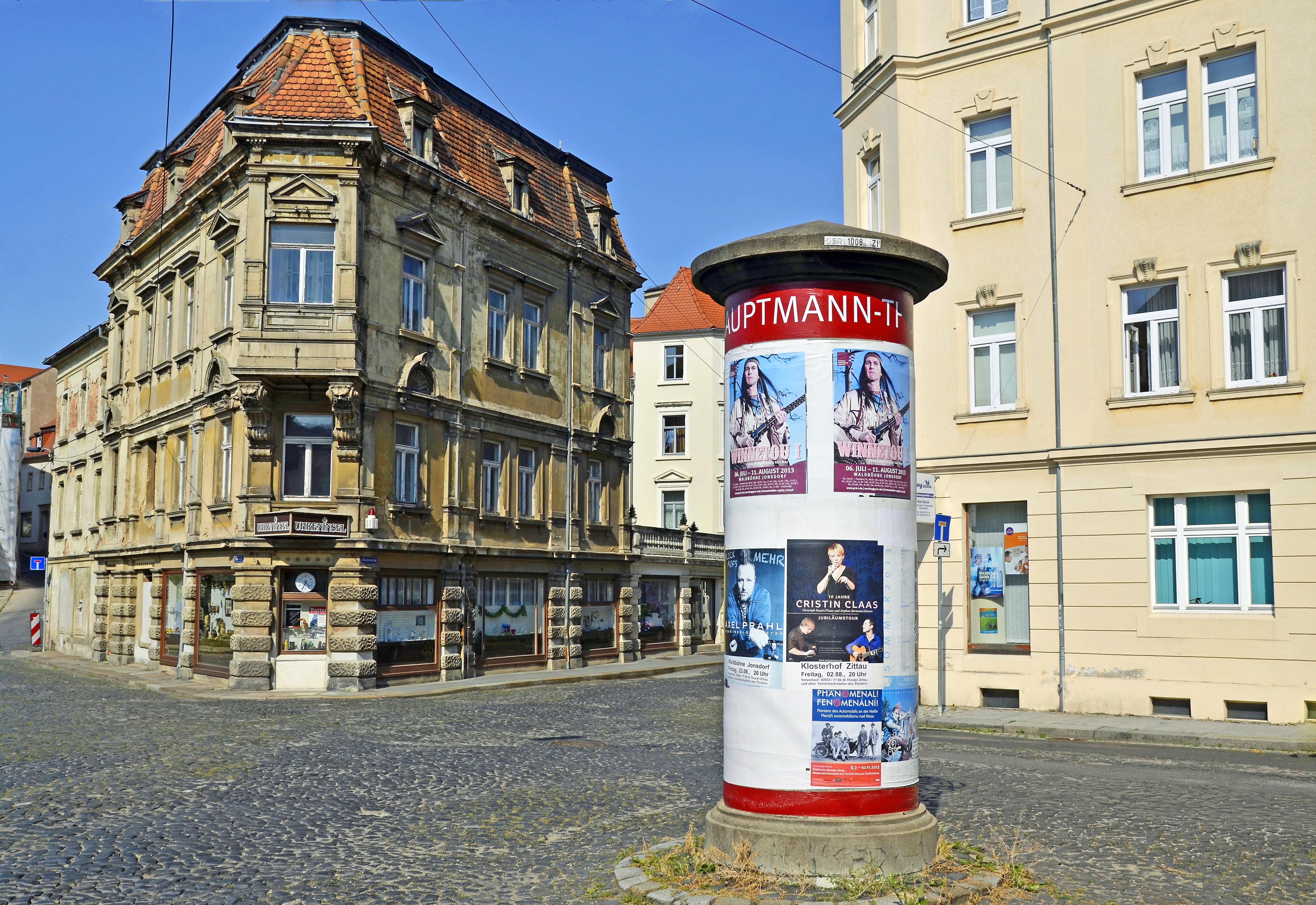
Obchodní dům „Uhreninsel“
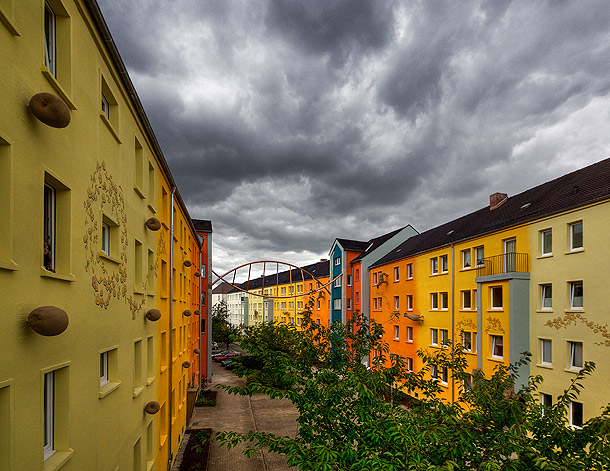
Umělecká čtvrť „Mandauer Glanz“

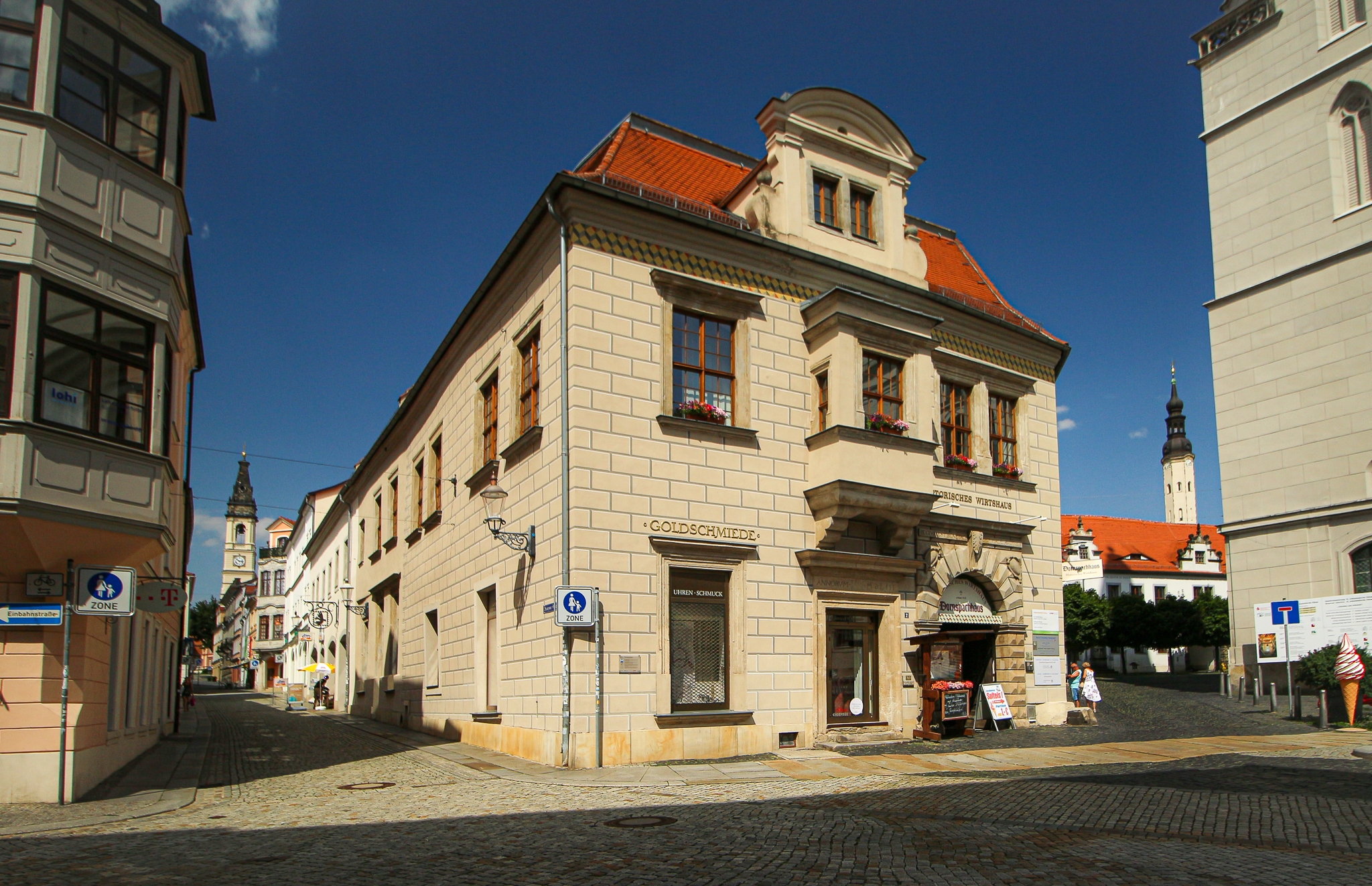
Dornspachův dům

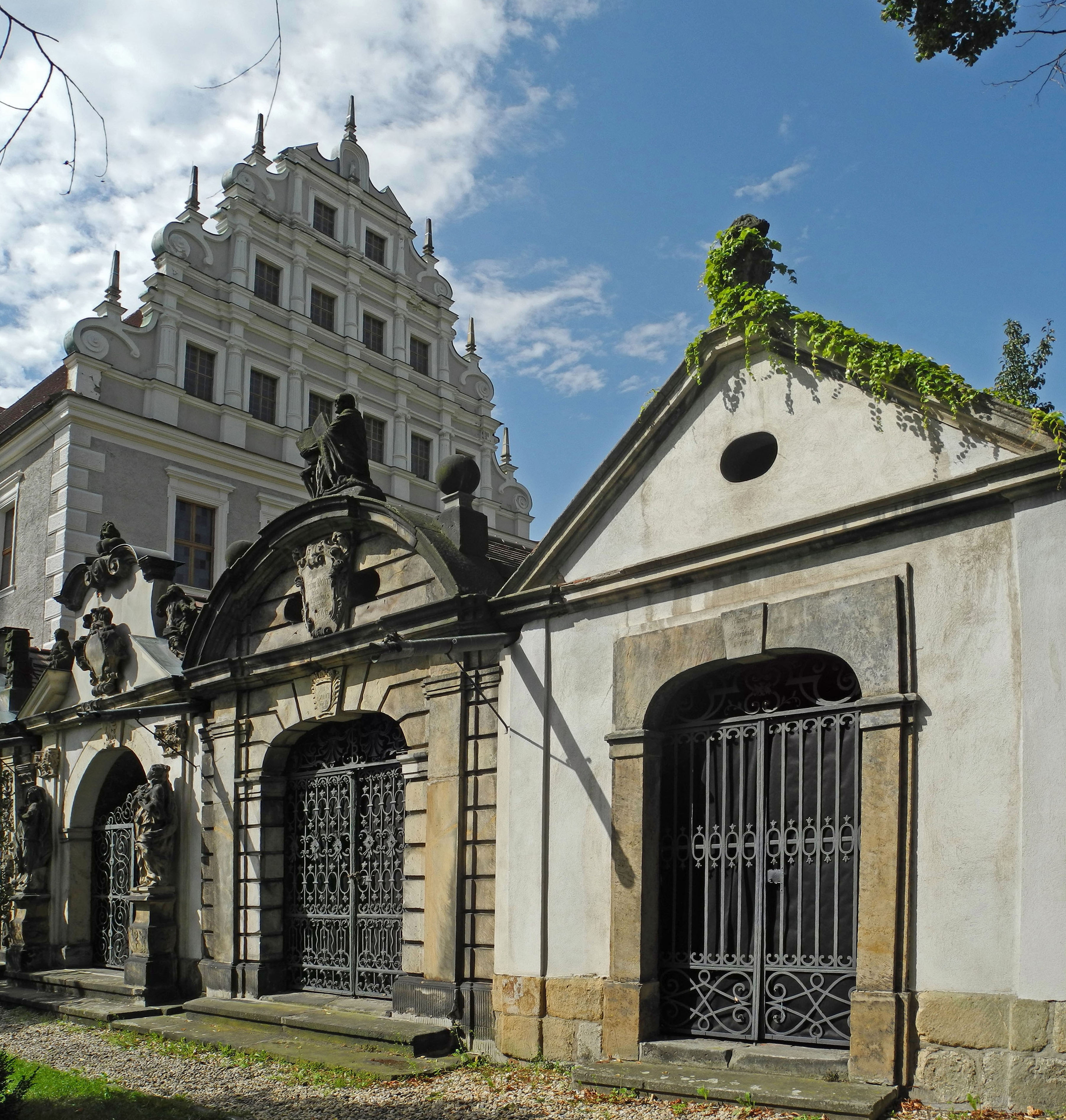
Klášterní dvůr v pozadí renesanční štít „Heffterbau“

### Profánní stavby
- Radnice (Rathaus) – Budova v neorenesančním slohu byla postavena v letech 1840–1845 pod vedením Carla Augusta Schramma (1807–1869) podle plánů Karla Friedricha Schinkela (1781–1841). U vchodu jsou dvě velké pískovcové sochy od Karla Gottloba Beyera (1812–1854), z nichž nalevo je Sofia (bohyně moudrosti), napravo Themis (bohyně božského řádu, zákona a zvyku). 50 m vysoká věž na levé straně je pozůstatkem původní budovy zničené v roce 1757. V letech 1990–2002 proběhla kompletní rekonstrukce. V atriu jsou vitráže od Královské dvorní malírny skla a uměleckého sklenářství Türcke & Schlein z roku 1893. Bohatě zdobený Občanský sál s dřevěným kazetovým stropem pocházející z let 1890–1891 byl renovován v roce 1993.[92]
- Solnice (Salzhaus/Marstall) – Solnice neboli maštal byla postavena roku 1511 jako třípatrová budova (půdorys má rozměry 53 m × 25 m). Sloužila mimo jiné jako zbrojnice, koňská stáj a sýpka. V roce 1572 bylo přistavěno čtvrté patro, roku 1730 byla vybudována mansardová střecha s pěti podkrovími. Za sedmileté války byla Solnice zasažena jednou dvanáctilibrovou dělovou koulí. Od 19. století se dům užíval jako sídlo městské správy, skladiště muzea, divadla a městského archivu. V roce 1997 prošel rekonstrukcí, dnes v něm sídlí pobočka Úřadu rady zemského okresu Zhořelec.[93]
- Dornspachův dům (Dornspachhaus) – Stavitelem této renesanční stavby z roku 1553 s arkýřem, arkádami a lodžiemi byl purkmistr Nikolaus von Dornspach (1516–1580), který se zasloužil o opětovný vzestup města po Pönfallu. Vnitřní dvůr je obklopen lodžiemi, které obepínají iónské sloupy. Dům sloužil jako lékárna, sídlo radního hodinářského mistra, od roku 1909 pak veřejná čítárna a knihovna. Dnes je v něm historický hostinec. Dornspachův dům byl v roce 1998 restaurován. V letech 1679–1708 v něm bydlel Christian Weise.[94][95]
- Staré gymnázium (Altes Gymnasium) – Staré gymnázium na náměstí Johannisplatz bylo jedním z prvních německých gymnázií. Postaveno bylo ve stylu renesance po roce 1571 na pozemku komendy Řádu johanitů, v roce 1586 bylo vysvěceno, krátce poté, co zemřel jeho zakladatel Nikolaus von Dornspach.[96]
- Dům U dvou korun (Zwei Kronen Haus) – Na místě dnešního novorenesančního historizujícího obytného domu z 19. století v ulici Neustadt 35, stál kdysi renesanční dům, který do roku 1566 patřil patricijské rodině Nesenů. V letech 1650–1675 byl jeho vlastníkem Elias Weise, otec Christiana Weise, který jej po třicetileté válce nechal opravit. Od roku 2017 probíhá rekonstrukce.[95]
- Heffterbau – Neboli „Heffterova stavba“ v ulici Pfarrstraße je součástí areálu bývalého františkánského kláštera, její přízemí bylo v roce 1690 adaptováno na modlitebnu českých exulantů. Budova má na severní straně bohatě zdobený pozdně renesanční štít, tzv. Hefftergiebel, který je jedním ze symbolů Žitavy. Ten vytvořil v letech 1652–1662 stavitel Martin Pötzsch na základě zakázky purkmistra Heinricha von Hefftera (1610–1663). Od roku 1709 sloužil sál budovy jako radní knihovna, v roce 1977 byl pro návštěvnický provoz uzavřen dozorčím stavebním úřadem, načež v letech 2000–2002 proběhla celková rekonstrukce. Poté se sál stal výstavním prostorem městského muzea v Žitavě.[97]

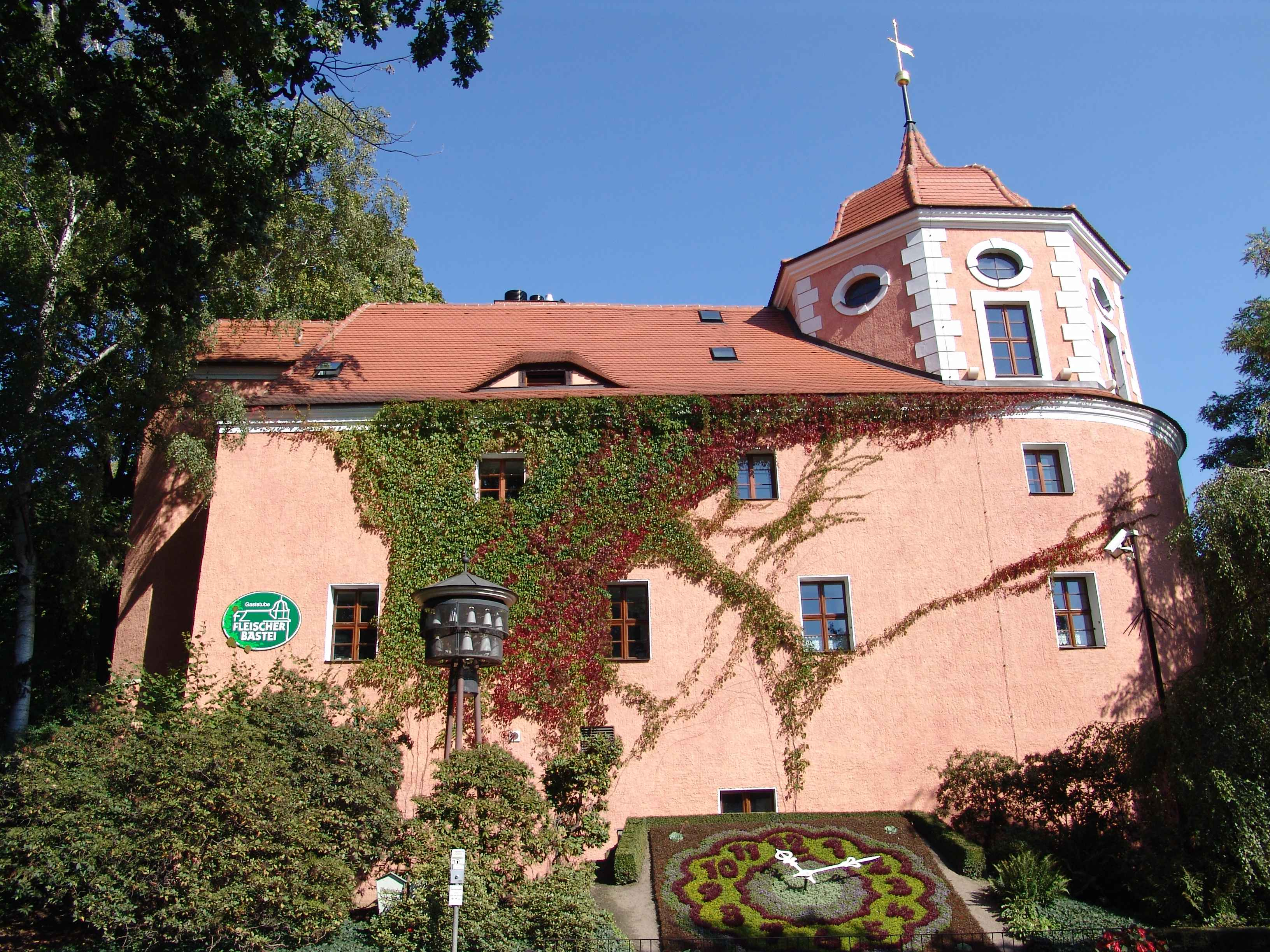
Řeznická bašta s květinovými hodinami a porcelánovou zvonkohrou

- Řeznická bašta (Fleischerbastei) – Tato bašta na náměstí Karl-Liebknecht-Ring je pozůstatkem městského opevnění. Postavena byla v takzvaném českém parkánu v roce 1633. V letech 1842–1929 sloužila jako městské zahradnictví, roku 1998 byla rekonstruována. U bašty se nacházejí květinové hodiny a zvonkohra z míšeňského porcelánu.[98]
- Stavební škola (Baugewerkeschule) – Budova této školy na náměstí Theaterring byla postavena v novogotickém slohu v letech 1846–1848 pod vedením Carla Augusta Schramma. Původně byla sídlem Královské saské stavební školy, později Stavební školy, dnes se v ní nachází lidová univerzita Volkshochschule Löbau-Zittau – Die Volkshochschule im Dreiländereck. V roce 2005 proběhla kompletní rekonstrukce.[99]
- Johanneum – Budova na náměstí Theaterring byla postavena v letech 1869–1871 v pozdně klasicistním slohu. Její věž má připomínat budyšínskou městskou bránu, pojmenovanou po Janu I. Saském. Johanneum sloužilo zprvu jako městská škola, od roku 1960 jako Rozšířená vyšší škola (EOS). V letech 1986–1993 nesla jméno Ernsta Schnellera (1890–1944), dnes v ní sídlí Gymnázium Christiana Weise. V aule je nástěnná malba z roku 1878 znázorňující apoštola Pavla při kázání Athéňanům, jejímž autorem je Anton Dietrich (1833–1904). Tato malba byla v letech 1962–1987 z politických důvodů zakryta. V roce 1996 proběhla oprava fasády, v letech 2006–2008 celková rekonstrukce interiérů.[100]
- Městské lázně (Stadtbad) – První městské lázně byly zřízeny v roce 1812. Roku 1816 byly na počest krále pojmenovány Augustusbad. Nynější pozdně klasicistní stavba na Töpferbergu vznikla v letech 1871–1873 pod vedením žitavského městského stavebního ředitele Emila Trummlera (1823–1894). Věž má znázorňovat zbytek starého městského opevnění, její horní část je vytvořena podle zbořené věže Tkalcovské brány. Jedná se o nejstarší zachované a používané městské lázně v Německu.[101]
- Masné krámy (Fleischbänke) – Historické masné krámy v ulici Reichenberger Straße byly v roce 1757 přemístěny od zadní části radnice na tehdejší ulici Böhmische Straße. V roce 1848 byly otevřeny jako tržnice, v letech 1986–1988 rekonstruovány u příležitosti 750 trvání města Žitavy.[102] Od roku 2014 mají masné krámy soukromého majitele, jenž se zavázal, že po větší část roku nevyužívaný objekt zrekonstruuje.[103]
- Schauburg – Tento objekt na náměstí Ottokarplatz byl postaven v roce 1882 jako městský sklad mouky, v letech 1863–1928 sloužil jako jezdecká hala, v letech 1928–1991 jako kino, potom byl přestavěn na bar. Budova, která byla vzhledem k chátrání dlouho uzavřena, prochází postupnou rekonstrukcí.[104]

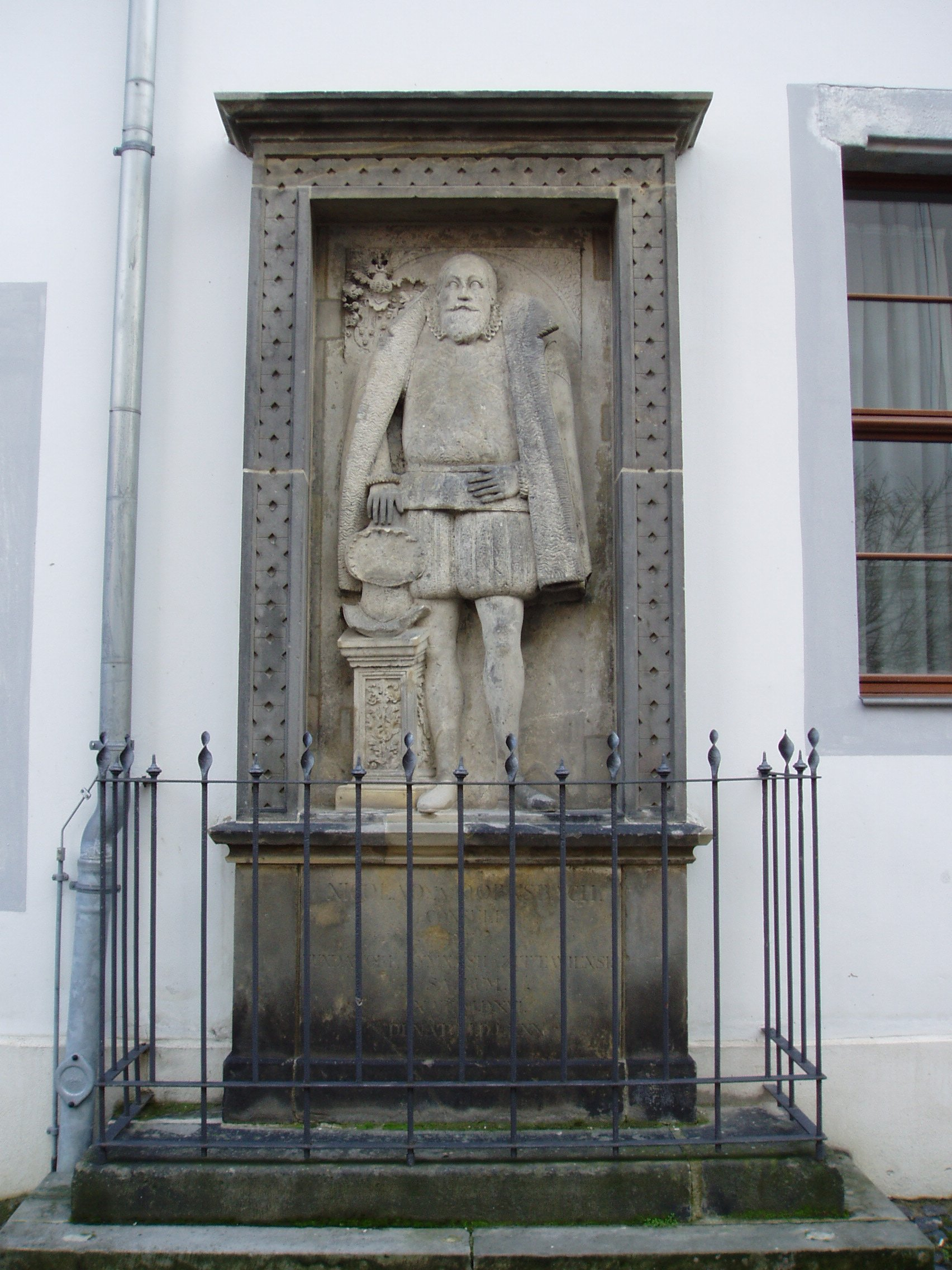
Náhrobek Nikolause von Dornspacha (1516–1580)

- Umělecká čtvrť „Mandauer Glanz“ (Künstlerviertel „Mandauer Glanz“) – Tato oblast se nachází v centru města v ulicích Rosenstraße/Grüne Straße, které byly v roce 2009 během renovace výtvarně vyzdobeny. Předtím střízlivé fasády byly namalovány v barvách duhy a opatřeny reliéfy a sochami. V prvních dnech měl projekt pracovní název „Quartier Zittauer Tor“. Projekt byl představen veřejnosti u příležitosti Dne otevřených památek 12. září 2010.[105]

### Pomníky
- Náhrobek Nikolause von Dornspacha, který byl v roce 1584 položen na jeho hrob, po ostřelování města (1757) byl opět nalezen až roku 1812, v roce 1838 byl instalován na budovu Starého gymnázia.
- Válečný památník na památku padlých ze 3. Královského saského pěšího regimentu č. 102 „König Ludwig III. von Bayern“. Žulová orlice na vrcholu památníku ve tvaru kenotafu byla v roce 1960 odstraněna na příkaz SED a zakopána na jednom starém staveništi. Tam byla v květnu 2008 vypátrána z iniciativy městského radního Dietricha Thieleho a po restaurování roku 2010 opět vrácena na památník.
- Válečný památník na památku padlých z Rezervního pěšího regimentu 242 u bývalého františkánského kostela.
- Moráwkův pamětní kámen v ulici Morawekstraße připomíná historika a vlastivědného badatele Carla Gottloba Moráwka.
- „Haberkornův pomník“ a Konstituční sloup na náměstí Haberkornplatz.
- Marschnerův pomník, Busta Christiana Weise a Busta Carla Gottloba Moráwka na náměstí Karl-Liebknecht-Ring.
- Paměťní deska na domě v ulici Neustadt 34/Frauentorstraße na památku Hitlerových odpůrců, kteří zde byli mučeni v roce 1933, přičemž byli zavražděni Alwin Hanspach a Julius Pawel. Podobná tabule na domu v Rosa-Luxemburg-Straße 17 byla po roce 1990 odstraněna.
- Paměťní deska na domě v Burgstraße 4b na památku židovského komunisty Rolfa Axena, který byl v roce 1933 zavražděn příslušníky SA.
- Památný kámen na rohu ulic Untere Bergstraße/Hauptstraße v místní části Pethau na památku komunistického odbojáře Williho Galla, který byl roku 1941 zavražděn ve Věznici Plötzensee.
- Hrobka a památný kámen připomínající oběti nacistického režimu z roku 1945 na hřbitově místní části Dittelsdorf.
- Hrobka na Městském hřbitově na památku vězňů koncentračních táborů, kteří během druhé světové války museli vykonávat nucené práce v továrně Zitt-Werke.
- Památník obětí fašismu z roku 1946 na náměstí Klienebergerplatz, které je pojmenováno po židovském lékaři Carlu Klienebergerovi, jenž spáchal sebevraždu v roce 1938.
- Název ulice Dr.-Brinitzer-Straße připomíná židovského lékaře, který zemřel v roce 1946 na následky svého věznění v koncentračním táboře Buchenwald.
- Paměťní deska z roku 1989 na domě v Lessingstraße 12 připomíná zničenou synagogu a židovské oběti holokaustu.
- Památný kámen z roku 1948 na Židovském hřbitově v ulici Görlitzer Straße na památku 40 zavražděných židovských občanů města Žitavy a Löbau.
- „Stolpersteine“ připomínající někdejší židovské občany.[106]

### Parky a zahrady

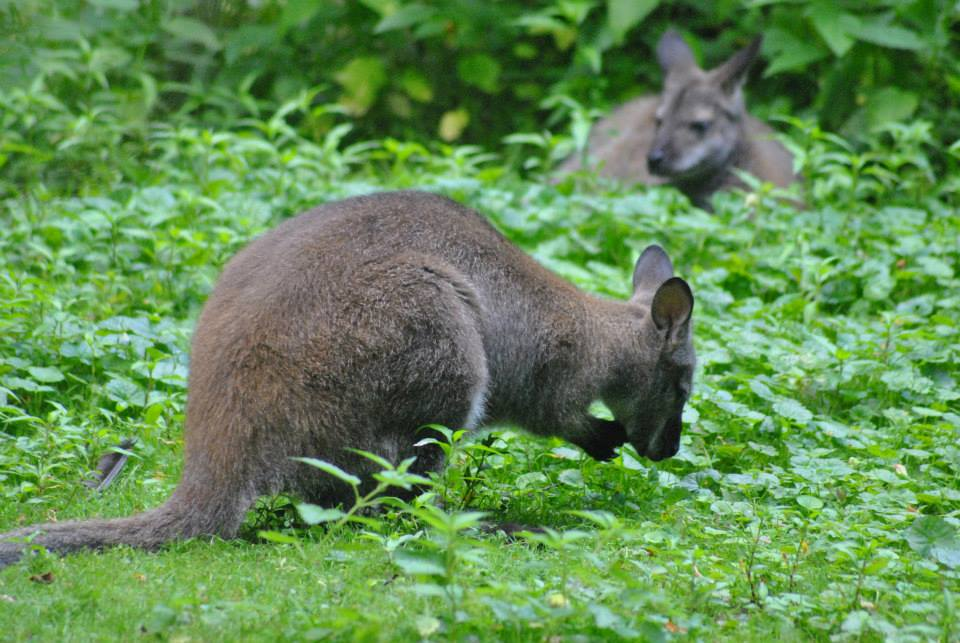
Klokan v zoologické zahradě Žitava

- Park Weinau (Weinaupark) v anglickém stylu se zoologickou zahradou.
- Westpark – Uprostřed parku se nalézá volnočasové centrum, v němž lze navštívit saunu, bowling, tenisové kurty nebo posilovnu.
- Zelený okruh (Grüner Ring) se rozkládá na místě někdejších hradeb. Je to urbanistické dílo vybudované na přelomu 19. a 20. století. Tvoří jej parky, občanská výstavba, vily a památníky.

### Zoologická zahrada Žitava
Zoologická zahrada Žitava (Tierpark Zittau) byla založena v roce 1965, přičemž snahy o založení byly již počátkem 19. století formou jeleního výběhu a ptačí voliéry. Od roku 1968, kdy se otevřela veřejnosti, chová zoo na 7 hektarech 380 zvířat 70 živočišných druhů. Areál je umístěn v parku Weinau z roku 1876, jenž byl založen v anglickém stylu. Kromě domácího zvířectva jsou zde k vidění klokani, tučňáci, lamy, velbloudi, medvídkovití, rysové a sovy. V roce 2022 dosáhl počet návštěvníků rekordní popřevratové hranice 77 000. Podle ředitele Zoo Andrease Stegemanna na tom velký podíl mají Češi, kteří tvoří téměř třetinu návštěvníků.

## Kultura

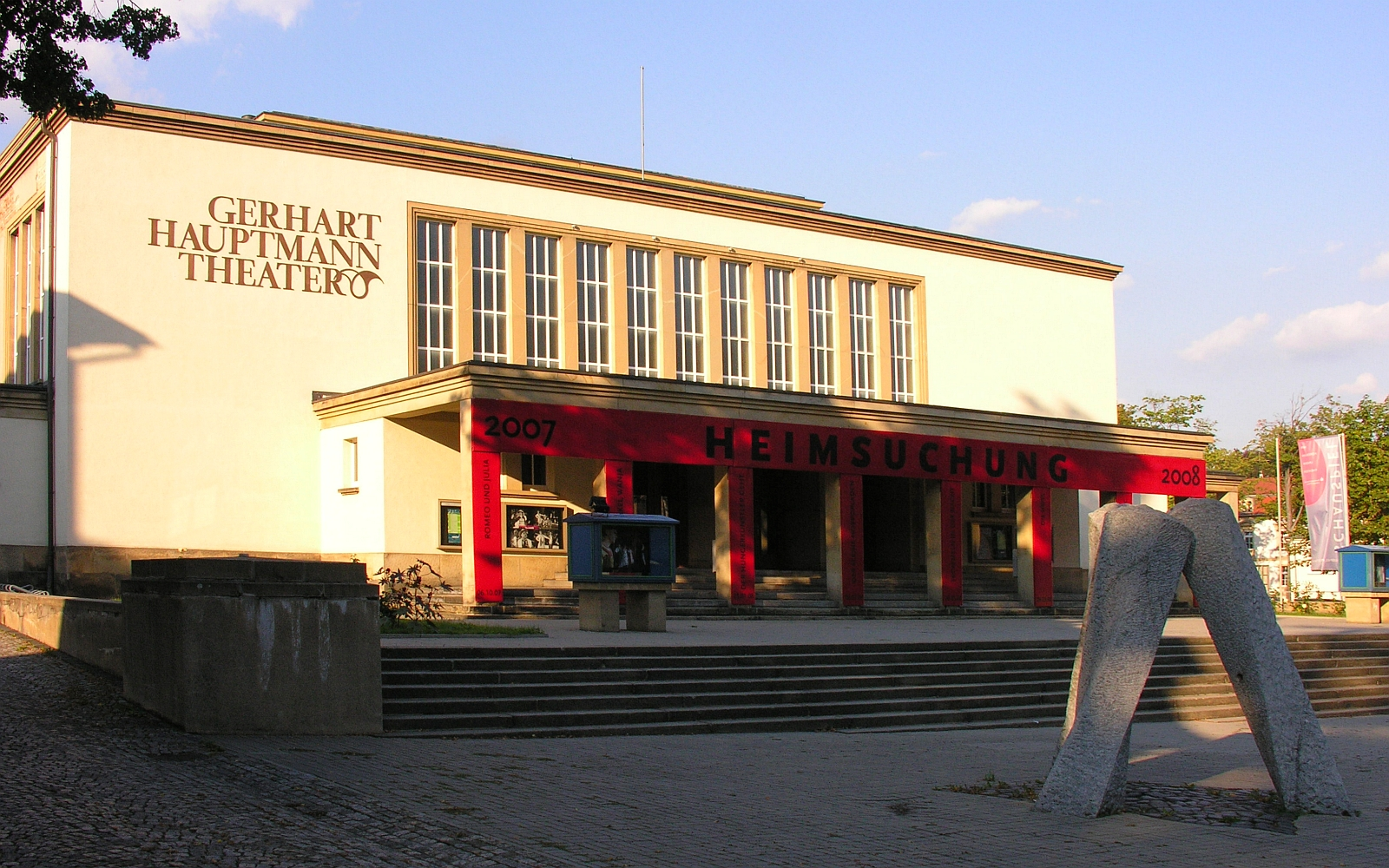
Divadlo Gerharta Hauptmanna v Görlitz a Žitavě

### Divadlo

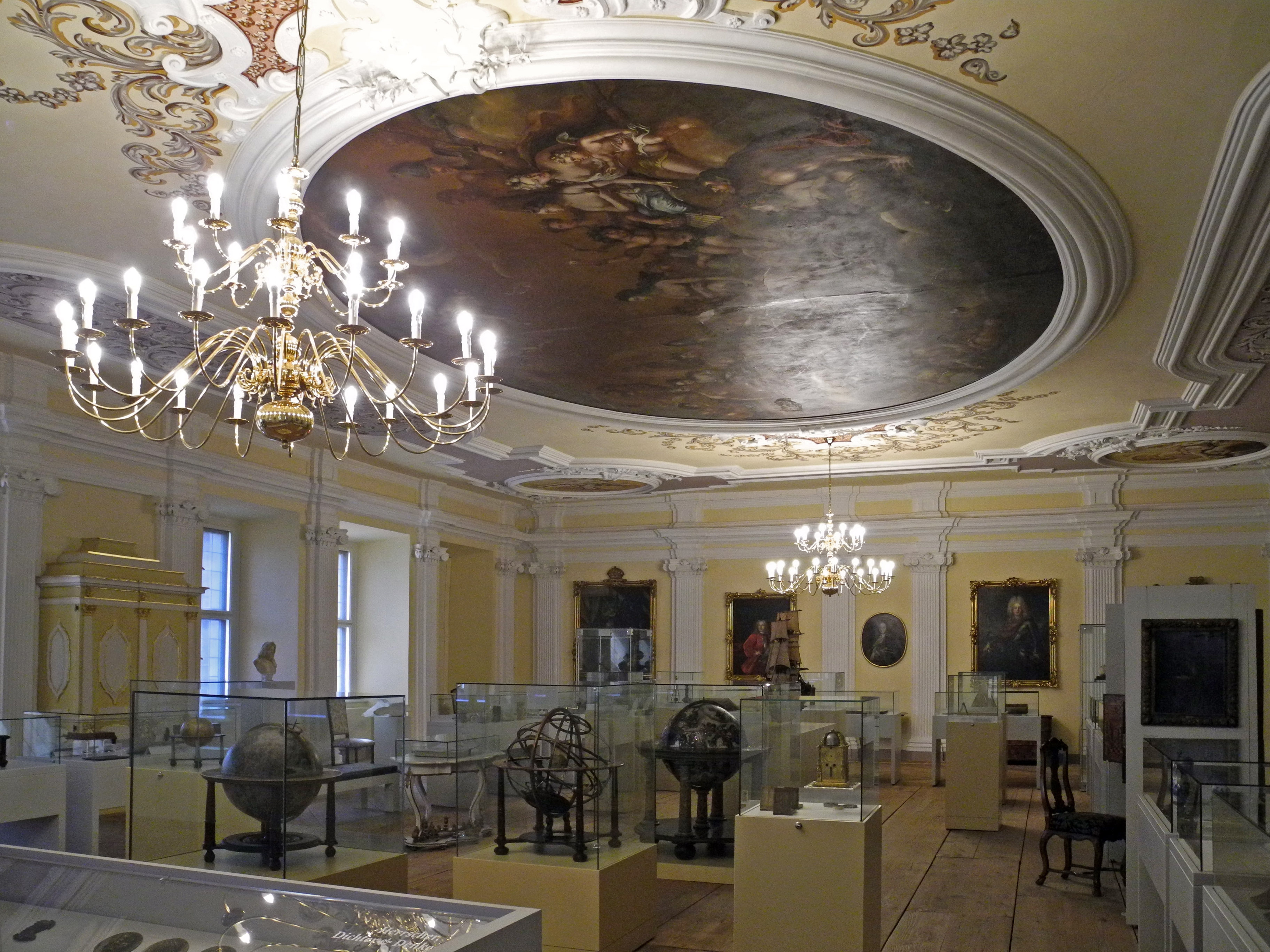
Barokní sál Kulturně-historického muzea v bývalém Františkánském konventu

Žitavské městské divadlo bylo znovuotevřeno v nové budově roku 1936 jako Grenzlandtheater Zittau. Budova byla postavena v letech 1935–1936 podle návrhu architekta Alfreda Hoppa, který po přepracování realizoval prorežimní architekt Hermann Alker. Otevřena byla představením Weberova Čarostřelce. Staré městské divadlo v sousedství Solnice, které bylo v roce 1862 přestavěno podle plánů berlínského stavitele Eduarda Titze, bylo roku 1932 zcela zničeno požárem. Až do otevření nové budovy byl využíván provizorní sál hostince „Lindenhof“. V letech 1963–1989 bylo městské divadlo spojeno s divadlem ve Zhořelci (Görlitz). Od roku 1993 pokračovalo samostatně jako Divadlo Gerharta Hauptmanna v Žitavě (Gerhart-Hauptmann-Theater Zittau), ovšem od 1. ledna 2011 se opět spojilo se Zhořeleckým divadlem. Názvem této nové divadelní společnosti, která realizuje představení na dvou místech a zabývá se čtyřmi žánry (hudebním divadlem, činohrou, tancem a koncerty) je Divadlo Gerharta Hauptmanna v Görlitz a Žitavě (Gerhart-Hauptmann-Theater Görlitz-Zittau). Hlediště žitavské divadelní budovy pojme asi 400 osob.

### Muzea, knihovny a galerie
- Städtische Museen Zittau[111] – Městská muzea v Žitavě byla založena v roce 1854 jako zastřešující organizace pro:
  - Kulturhistorisches Museum Franziskanerkloster – Kulturně-historické muzeum ve Františkánském klášteře tvoří bývalý klášter s nádvořím a stálá expozice v „Heffterbau“ s barokním sálem. Nejvýznamnějším exponátem je Malé žitavské postní plátno (Kleines Zittauer Fastentuch). V muzeu probíhají nejrůznější výstavy.
  - Museum Kirche zum Heiligen Kreuz – Muzeum v kostele sv. Kříže vystavuje v největší muzejní vitríně Německa Velké žitavské postní plátno (Großes Zittauer Fastentuch) z roku 1472. Pozoruhodný je rovněž interiér odsvěceného kostela.
  - Museum für Naturkunde „Dr. Curt Heinke“ – Přírodovědecké muzeum Dr. Curta Heinkeho vlastní sbírku zaměřenou na historickou geologii jihovýchodu Horní Lužice, která je prezentována v expozici minerálů, nerostů a zkamenělin.
- Christian-Weise-Bibliothek – Knihovna Christiana Weise je městskou a okresní knihovnou, její fondy tvoří ca 140 000 dokumentů. První zmínka o ní pochází z roku 1564.[112]
  - Öffentliche Bibliothek im Marstall – Veřejná knihovna v Solnici
  - Wissenschaftlicher und Heimatgeschichtlicher Altbestand – Vědecké a vlastivědné historické fondy. Obsahují mimo jiné Sedm žitavských misálů z 15. a 16. století.
- Hochschulbibliothek Zittau/Görlitz – Veřejně přístupná odborná knihovna při Hochschule Zittau/Görlitz. Disponuje ca 188 000 dokumenty.[113]
- Traditionskabinett des Deutschen Roten Kreuzes – Kabinet tradic Německého červeného kříže. Funguje od května 2000.

V Žitavě jsou dvě galerie: Galerie Kunstlade provozovaná uměleckým spolkem Oberlausitzer Kunstverein e. V., která vystavuje obrazy současných hornolužických výtvarníků, a Atelier & Galerie Am Haltepunkt, jíž vlastní Karl Wolfgang Weber, který se věnuje realistické malbě. Další výstavy se konají v městských muzeích a na radnici.

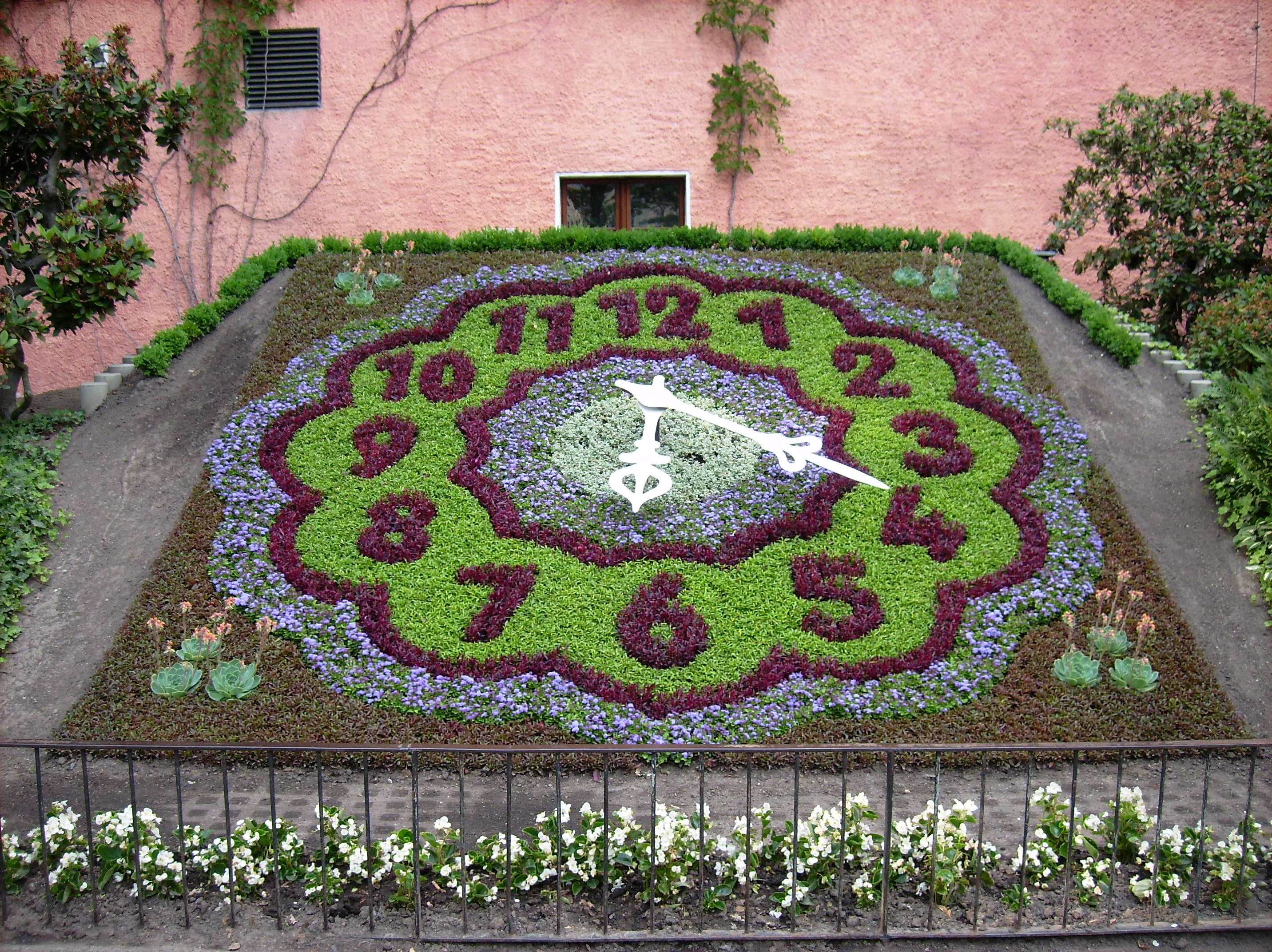
Květinové hodiny

### Zvláštnosti a kuriozity
- Žitavské květinové hodiny se nacházejí před Řeznickou baštou (Fleischerbastei) na náměstí Karl-Liebknecht-Ring. Byly vytvořeny v roce 1907 pod vedením inspektora parků Johannese Grabowského a radního hodináře Otto Rödela. Hodinový stroj pochází ze starých věžních hodin. Ciferník je složen z květinových záhonů, které jsou třikrát ročně nově osazovány. Nalevo od těchto hodin je zvonkohra z míšeňského porcelánu, která byla financována žitavskými řemeslníky a v roce 1966 zprovozněna. Roku 1997 stejně jako 2017 byla díky darům opravena. Každou celou hodinu hraje nějakou známou lidovou píseň mimo jiné Oberlausitzlied nebo Heidenröslein.[115]
- Před budovou Johannea se nachází dobře zachovalý, zkamenělý, asi čtyři tuny těžký pařez tisovce z třetihor, který byl v roce 1932 vykopán v jílovém lomu v Hartau. Geolog a gymnaziální učitel Curt Heinke se zasadil o to, aby byla fosilie vykopána a dopravena na své nynější místo. V roce 2004 byl tento pahýl konzervován a roku 2005 opatřen skleněným krytem.[116]
- Přes Mandavu vede silniční most, který se zároveň kříží s železničním mostem.
- V Alpách existuje vícero dokladů po místních horolezeckých nadšencích:
  - V Národním parku Vysoké Taury se poblíž vrcholu Reichenspitze nachází horská chata Zittauer Hütte.
  - V Centrálních Alpách je jeden z níže položených vrcholů tzv. Goldbergovy skupiny pojmenován Zittauer Tisch.
- Fridrich II. Veliký založil v roce 1753 v Braniborsku Neu Zittau jako vesnici kolonistů, kterými měli být přadláci ze Žitavy. Ze 100 plánovaných rodin se však zúčastnily jen dvě. Ostatní kolonisté byli rekrutováni ze Saska, Württemberska a Čech.
- „Malý žitavský brusič“ (Das Zittauer Schleifermännchen) je figurka muže kouřícího dýmku, jenž brousí nůž na brusičském kole, které je poháněno vodou. Tato atrakce je umístěna naproti kostelu sv. Kříže.[117]

### Sport
Žitava je již řadu let významným centrem sportovního dění v jižní oblasti Horní Lužice. Ve městě a okolí bylo v roce 2021 zaregistrováno více než sto sportovních klubů a spolků, mezi nimiž je zastoupen zejména fotbal, volejbal a gymnastika, ale také horolezectví, lukostřelba a terénní triatlon. Nejúspěšnějším fotbalovým klubem je VfB Zittau, jehož předchůdce Sportlust Zittau vznikl v roce 1909, a který byl v sezóně 2019/2020 na 1. místě Hornolužické vyšší krajské ligy. Volejbal je zastoupen např. ve spolcích ESV Lokomotive Zittau e.V., SG Turbine Zittau e.V., SG Zittau Süd e.V. a Volleyballverein Zittau 09 e.V. Gymnastice a badmintonu se pak věnují mimo jiné spolky HSG Turbine Zittau e.V., OSV Zittau e.V. a SG Robur Zittau e.V. Žitava je po Stuttgartu druhým německým městem, které se pyšní titulem Evropské hlavní město sportu. V roce 2013 byla usnesením žitavské městské rady založena tzv. Zlatá kniha sportu, do níž se zapisují zdejší výjimečné sportovní výkony.

### Významné kulturní a sportovní události
- Žitavský městský festival (Zittauer Stadtfest)
- Spectaculum Citaviae – Středověký festival, který se koná každý večer svátku Nanebevstoupení Páně.
- Jazzový festival (Jazzfestival zvaný také Mandaujazz)
- Niský filmový festival (Neiße Filmfestival)
- Žitavská hudební noc (Zittauer Musiknacht)
- Slavnost na trojmezí (Fest am Dreiländereck)
- Jarní a Podzimní trh, Vánoční trh (Frühjahrs- und Herbstmarkt, Weihnachtsmarkt)
- Lückendorfský horský běžecký závod (Lückendorfer Bergrennen)
- Žitavský horský běh & turistický sraz (Zittauer Gebirgslauf & Wandertreff)[121]

## Ekonomika a infrastruktura

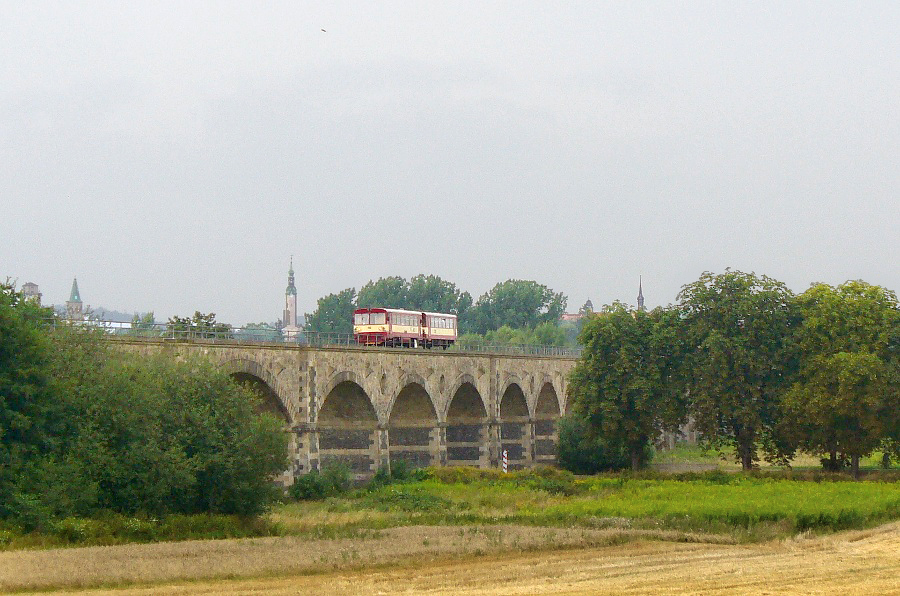
Niský viadukt

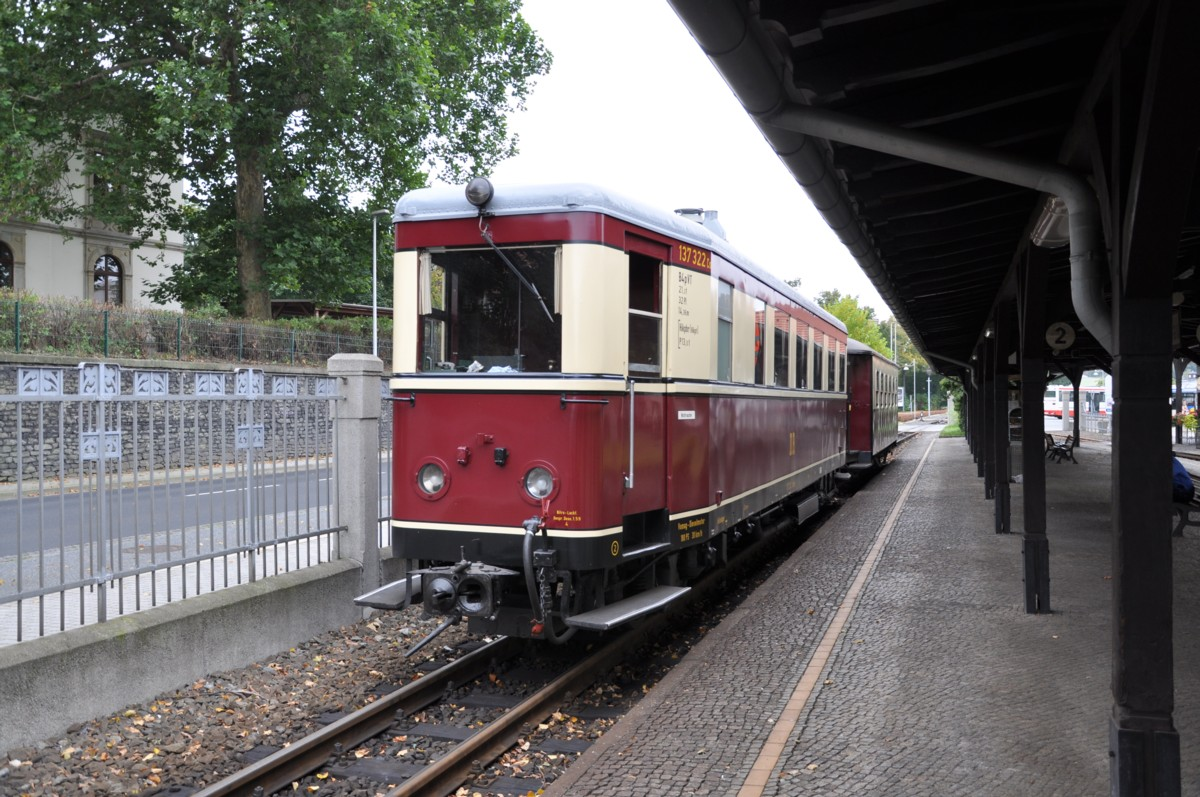
Vlaky Žitavské úzkorozchodné dráhy

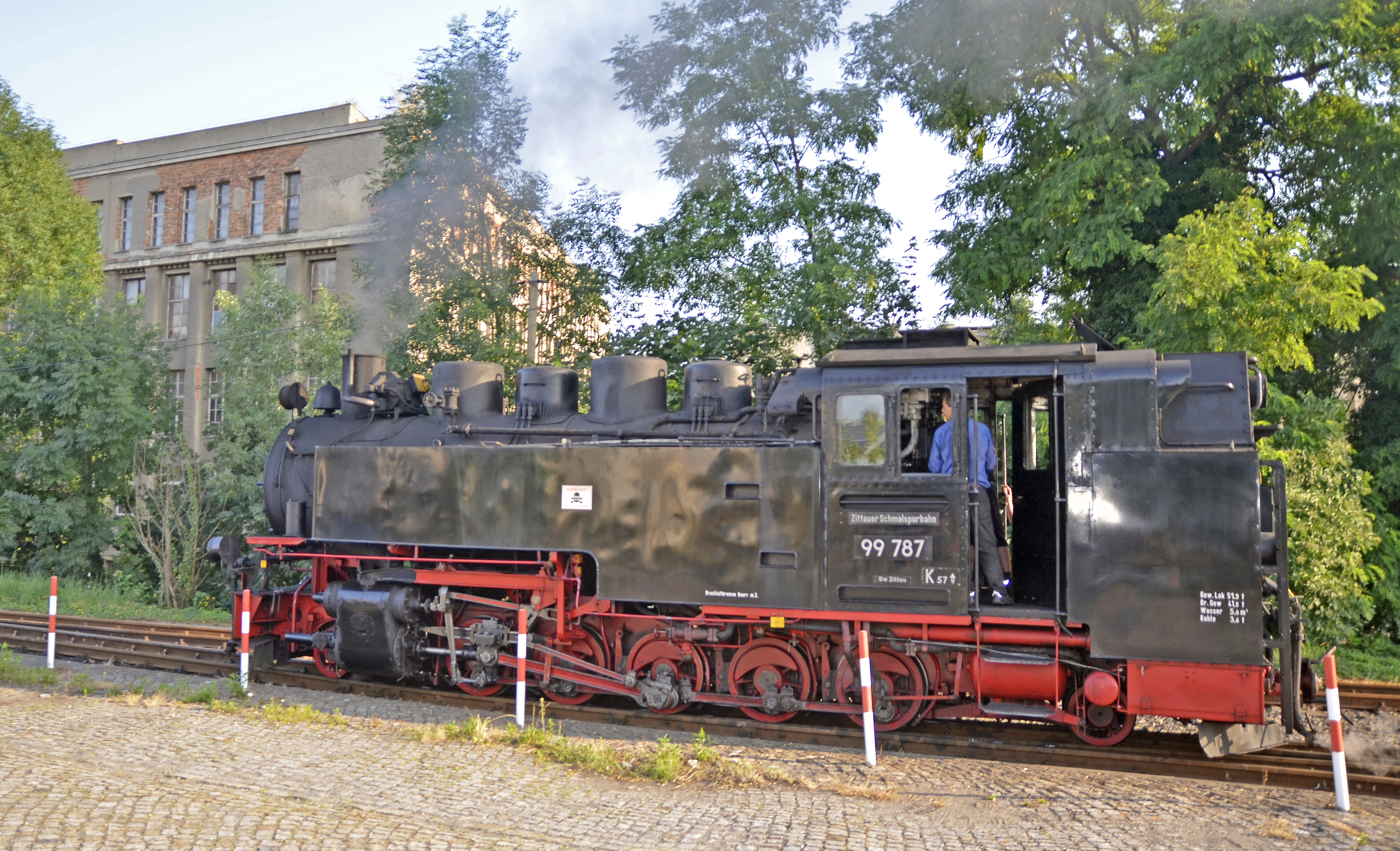
Muzejní lokomotiva řady 99.78 v Žitavě

V Žitavě žije téměř 26 000 obyvatel, z nichž bylo v roce 2015 ca 15 600 v produktivním věku. Podle odvětví jsou tyto osoby zaměstnány ze 49,8 % ve službách, ze 31,6 % v průmyslu a stavebnictví, 17,4 % pracuje v obchodu, pohostinství, dopravě a zpravodajství, 1,2 % je zaměstnáno v zemědělství a lesním hospodářství. Téměř 50 % zaměstnanců ve službách částečně souvisí s tím, že největším zaměstnavatelem ve městě je univerzita. Téměř čtvrtinu tvoří zpracovatelský průmysl, který je rovněž důležitým pilířem zaměstnanosti. Žitavská ekonomika se vyznačuje zdravou směsí odvětví. Jako v případě zaměstnanců se přibližně polovina společností nachází v odvětví služeb, ostatní firmy se řadí do sektorů průmyslu, řemesel a obchodu. Jako velké okresní město plní Žitava zásobovací funkci pro své okolí. Příliv kupní síly ze sousedních zemí Polska a České republiky se neustále zvyšuje. V samotném městě bylo v roce 2015 asi 18 100 domácností. Dalším zdrojem příjmů je pak rozvíjející se turistika. Město disponuje pěti rozvinutými obchodními parky. Podle studie z roku 2021, která posuzuje 587 středně velkých měst v Německu podle kritérií „síla“, „rozvoj“ a „úspěch“, je Žitava „rostoucím městem“, neboť disponuje dostupným bydlením, příznivým vývojem disponibilního příjmu, relativním poklesem nezaměstnanosti a nadprůměrným podílem mladých lidí, což je v řadě ukazatelů lepší výsledek než u zemského okresního města Görlitz.

### Hlavní podniky a společnosti
- Städtische Beteiligungs-GmbH Zittau – městská společnost je majitelem a provozovatelem městských lázní, bazénu Hirschfelde a krematoria.
- Stadtwerke Zittau GmbH – lokální dodavatel elektřiny, plynu a vody.
- BWZ Baumwollweberei Zittau GmbH – tkalcovna bavlny, jež navazuje na tradici firmy Wagner & Moras založené roku 1899. Za NDR byla původní firma Gebr. Moras AG národním podnikem (Volkseigener Betrieb, zkráceně VEB).[124]
- ZIK Zittauer Kunststoff GmbH – vyrábí vstřikovací lisy, které slouží ke zpracování plastů.
- PRAGMA Zittau GmbH – výrobce vstřikovacích nástrojů, vulkanizačních forem a elektronických zařízení.
- RTT Robotertechnik TRANSFER GmbH – firma vyrábí speciální stroje, pracovní stanice a automatizované výrobní linky.

Sächsische Zeitung stejně jako bezplatné týdeníky Wochenkurier a Oberlausitzer Kurier mají v Žitavě své redakce. Kromě toho zde vycházejí odborné časopisy Zittauer Geschichtsblätter a Oberlausitzer Heimatblätter, které jsou vydávány jako následné publikace periodika Knihovny Christiana Weise Bibliotheksjournal. Televize punkteins oberlausitz TV má v Žitavě své sídlo, produkována je však v Budyšíně. Od roku 2006 vychází online vydání novin Zittauer Anzeiger.
V Žitavě má dlouhou tradici zahradnictví, které zde rozvinuli čeští exulanti. Byla zde například pěstována žlutá cibule zvaná Zittauer Riesenzwiebel. Za časů NDR se značná část těchto plodin vyvážela do Berlína. Po roce 1990 byla většina bývalých továren uzavřena, např. v podniku Robur-Werke bylo propuštěno 5 389 z tehdejších 5 400 zaměstnanců. V roce 2007 zde dosahovala nezaměstnanost asi 15 %, což vedlo k odlivu obyvatelstva.

### Doprava

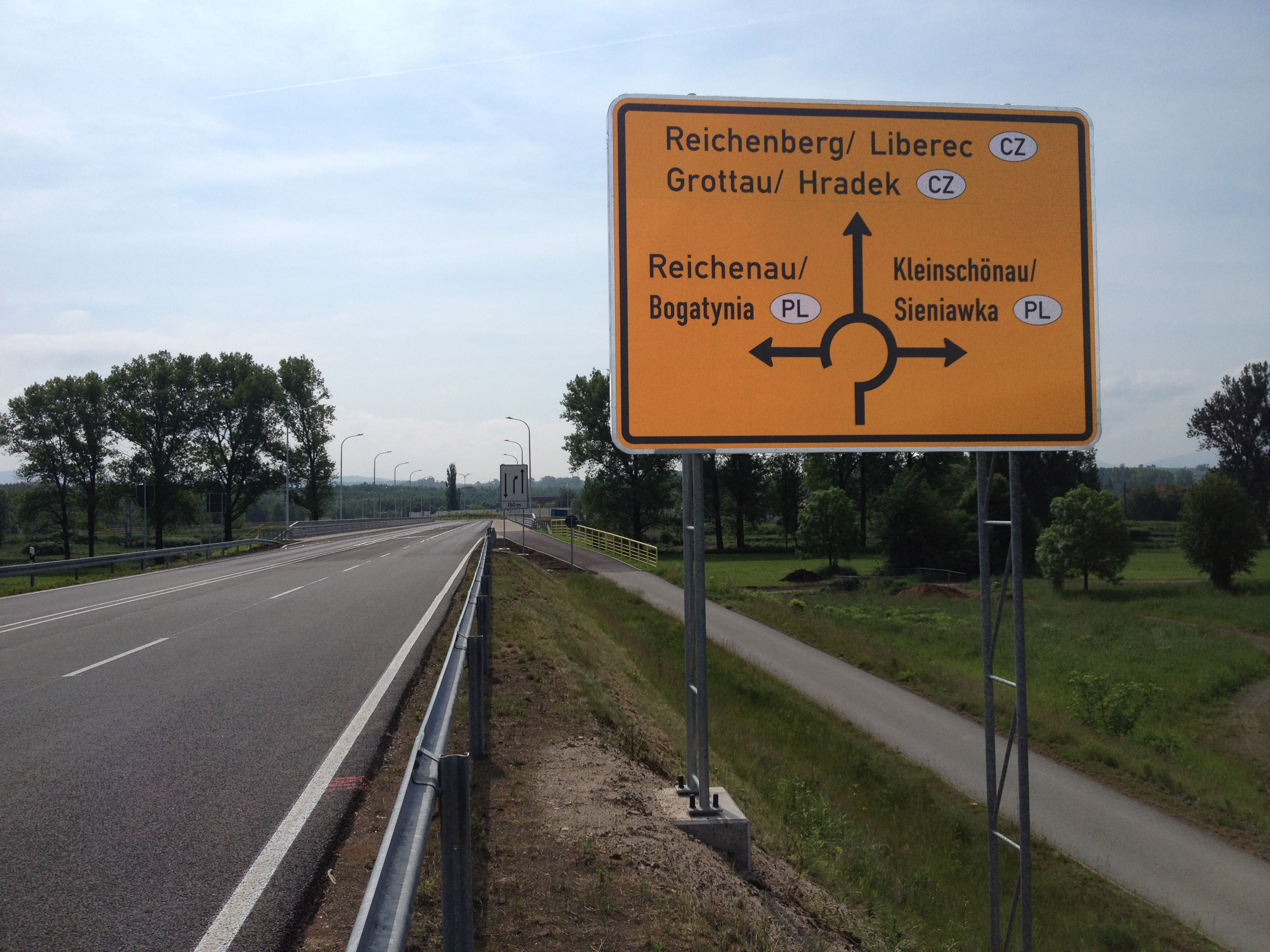
Hraniční přechod do Polska a České republiky

Žitava je obsluhována regionálním dopravcem Ostdeutsche Eisenbahn (ODEG), který provozuje železniční spojení Žitavy se Zhořelcem (Görlitz) a Chotěbuzí (Cottbus), ta je pak spojena s Drážďany a zbytkem Německa. Město rovněž patří mezi cílové stanice jedné z nejstarších tratí v Německu, která byla otevřena v roce 1848 a která je spojuje s Löbau. Kromě toho z Žitavy vede směrem na jih Žitavská úzkorozchodná dráha (Zittauer Schmalspurbahn) o rozchodu kolejí 750 mm do letovisek Oybin a Jonsdorf v Žitavských horách na česko-německé hranici. Žitava má také přímé železniční spojení s Českou republikou. Jedná se o železniční trať Liberec–Zittau, která je v jízdním řádu Správy železnic pro cestující označená číslem 089, jedná se o trať peážní, vede přes Polsko, přičemž na polském území vlak nezastavuje. Dále jezdí ze Žitavy též vlaky do Varnsdorfu. Městskou autobusovou dopravu provozuje firma Kraftverkehrsgesellschaft Dreiländereck (KVG).
Žitava postrádá přímé napojení na německý dálniční systém, ale je plánováno připojení na dálnici mezi Zhořelcem a Budyšínem. Silnice Bundesstraße 178 spojuje město s dálnicí A4 a s Löbau. Ta je zároveň severním obchvatem města a na Bundesstraße 99 ze směru Görlitz vede do průmyslové zóny Weinau. Tato silnice směřuje dále do Polska a České republiky. Tam tvoří přípojku na českou dálnici D35 ve směru Liberec. Silnice Bundesstraße 96 vede z žitavského centrálního náměstí na severozápad Horní Lužice směrem do Budyšína.
Na území města jsou čtyři hraniční přechody:
- Žitava (Chopinstraße) / Sieniawka – Hraniční most přes Lužickou Nisu, která tvoří hranici mezi Německem, Českem a Polskem, je určen pro osobní a nákladní dopravu do 7,5 tuny.
- Žitava (Friedenstraße) / Porajów – Hraniční most přes Lužickou Nisu, jenž je určen pro pěší, cyklisty a osobní dopravu.
- Hartau / Hrádek nad Nisou – Situován u místní části Hartau, jižně od centra. Tento přechod je určen pro pěší a cyklisty.
- Žitava / Hrádek nad Nisou – Železniční přechod pro osobní dopravu.[23]

Po vstupu Polska a České republiky do schengenského prostoru byly na těchto přechodech v roce 2007 ukončeny hraniční kontroly.
Žitavou prochází dálková cyklotrasa Odra–Nisa (Oder-Neiße-Radweg) dlouhá 630 km. Startovním bodem této cyklostezky, která vede převážně po německé straně německo-polské hranice (ta je totiž tvořena právě řekami Odrou a Nisou), jsou Lučany nad Nisou, cílem pak lázeňské město Ahlbeck (Heringsdorf) v Předním Pomořansku. Město Žitava je jednou ze zastávek na počátku 2. etapy trasy (dlouhé 40 km), která vede dále do Görlitz.

### Cestovní ruch

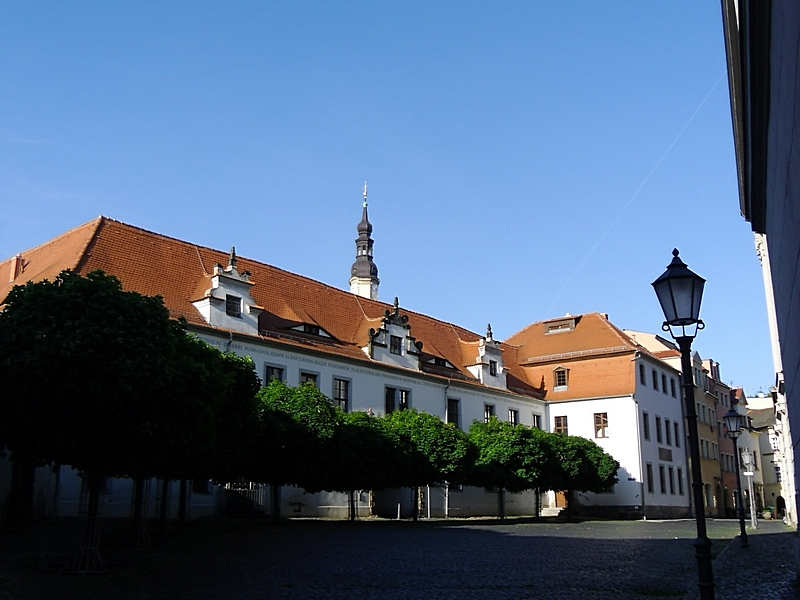
Renesanční budova původního Starého gymnázia u kostela sv. Jana v centru Žitavy

Město Žitava se dlouhodobě zaměřuje na rozvoj turistiky, neboť vedle svých kulturně-historických pokladů a pamětihodností nabízí také atraktivní přírodní prostředí parku Žitavské hory. V roce 2011 dosahovalo město díky cestovnímu ruchu obratu 17,6 milionů eur ročně. Z nich 48,3 % připadlo na hotely a restaurace, 33,5 % na maloobchod a 18,2 % na poskytovatele služeb. Cestovní ruch je zde rozvíjen jako důležitý ekonomický faktor. Chování hostů se však neustále mění, takže např. v letech 2006–2011 docházelo v Žitavě ke stagnaci počtu návštěvníků a přenocování. Cílovými skupinami turistiky jsou městští turisté, turisté se zájmem o kulturu, obchod, nákupy a návštěvníci vyhledávající aktivní turistiku v Žitavských horách. V letech 1999–2009 fungovalo ve městě průměrně 8 ubytovacích zařízení, což odpovídá počtu přibližně 378 dostupných lůžek. V sledovaném období byl zaznamenán mírný pokles přenocování. Průměrná obsazenost lůžek byla pod saským průměrem. Například v roce 2006 to bylo v Žitavě 24,9 %, 45,0 % v okrese Drážďany, 32,7 % v okrese Löbau-Žitava a 39,0 % v hotelovém průmyslu po celém Sasku. Podobný scénář ukazuje porovnání průměrné délky pobytu. V roce 2006 to bylo 2,0 dne v Žitavě, 2,7 dne v správním obvodu Drážďany, 3,2 dne v okrese Löbau-Žitava a 2,7 dne v celém Sasku (2,3 dny bez rehabilitačních pobytů). Cílem koncepcí turistiky rozvíjených městskou radou v Žitavě je prohlubování spolupráce se sousedními městy v ČR a Polsku a rozšiřování nabídky služeb tak, aby byl potenciál města využíván efektivněji.

## Vzdělání

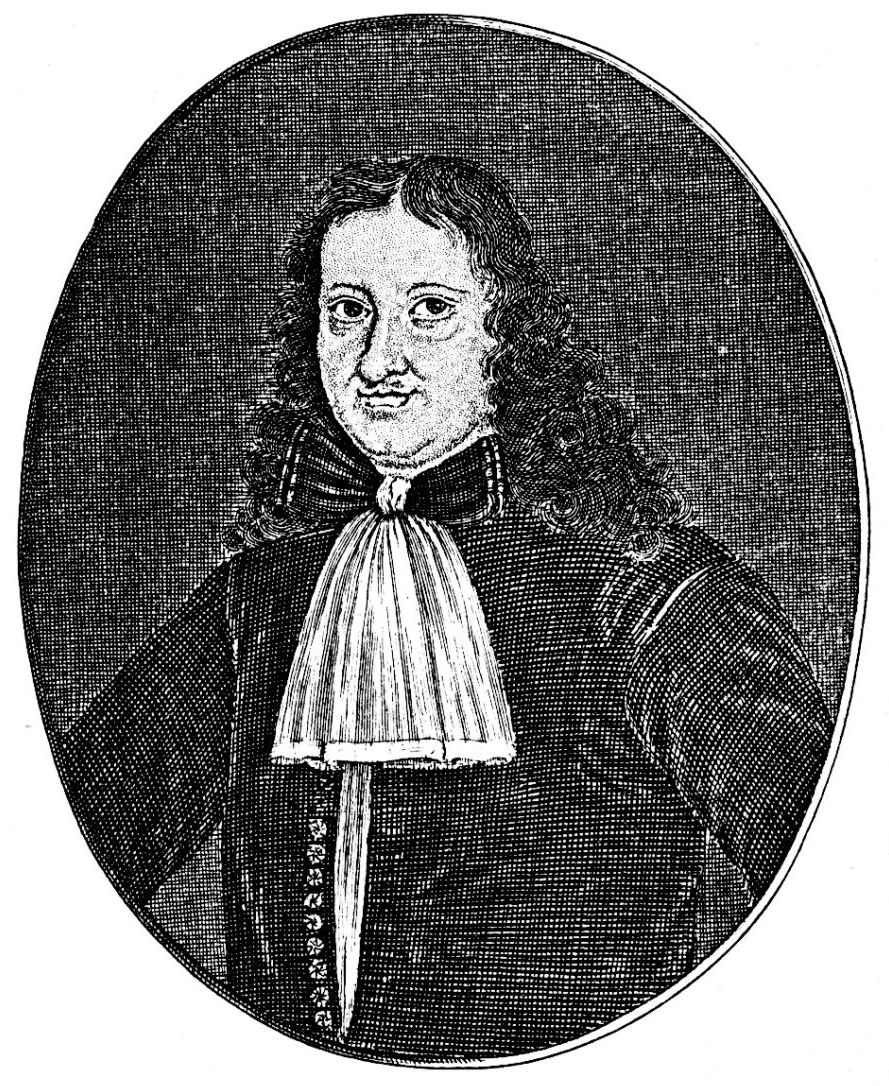
Christian Weise na mědirytině od J. C. Böcklina

Staré gymnázium otevřené v roce 1586 jako jedna z nejstarších škol tohoto typu v Německu mělo vynikající pověst zvláště v době, kdy byl jeho rektorem spisovatel a dramatik Christian Weise. Již roku 1969 byla založena Vysoká inženýrská škola v Žitavě, která vznikla z Odborné elektroenergetické školy (Fachschule für Elektroenergie), založené v roce 1951, a Odborné stavební školy (Fachschule für Bauwesen). Ta v roce 1988 obdržela univerzitní status vysoké technické školy. Po založení žitavsko-zhořelecké „Vysoké školy pro techniku, ekonomii a sociální věci“ (Hochschule für Technik, Wirtschaft und Sozialwesen Zittau/Görlitz) roku 1992 bylo pro Žitavu zajištěno, že zůstane tradičním sídlem vysoké školy. Název univerzity byl později zkrácen na „Vysoká škola Žitava/Zhořelec“ (Hochschule Zittau/Görlitz), zkratkou (FH). V roce 1993 byl otevřen Mezinárodní vysokoškolský institut (Internationales Hochschulinstitut Zittau), což je nejmenší státní univerzita Saska.
V období NDR byla Žitava rovněž sídlem „Důstojnické vysoké školy pozemních ozbrojených sil NVA“ (Offiziershochschule der Landstreitkräfte „Ernst Thälmann“). Její areál dnes obývají Hochschule Zittau/Görlitz, Žitavská pobočka Zemského okresního úřadu Görlitz, Místní sdružení Technické pomoci a Technická radnice městského zastupitelství v Žitavě.
Od roku 2003 se Vysoká škola Žitava/Zhořelec vedle Technické univerzity v Liberci a Technické univerzity ve Vratislavi angažuje ve společném projektu mezinárodní akademické sítě, která se označuje jako Univerzita Nisa. V dubnu 2006 byly slavnostně otevřeny dvě nové laboratoře pro stavební a přírodovědnou/matematickou fakultu stejně jako nový posluchačský sál. Nové budovy postavené podle plánů berlínských architektů Tilmana Bocka a Norberta Sachse, které byly ovlivněny stylem Bauhausu, již neposkytují dostatečný prostor pro téměř čtyři tisíce studentů. Plánují se proto další stavební úpravy.
V Žitavě je stále v provozu Christian-Weise-Gymnasium, které sice již nesídlí v původní historické budově, navazuje však na tradici, jež sahá až do roku 1586. Tehdy byla tato vzdělávací instituce založena purkmistrem Nikolausem von Dornspach jako humanitní gymnázium s výukou latiny, řečtiny a teologie. Weise byl jeho rektorem v letech 1678–1708. Od roku 1871 sídlí v budově Johannea. Vedle tohoto gymnázia jsou ve městě tři vyšší školy, dvě speciální školy a šest škol základních.

## Osobnosti

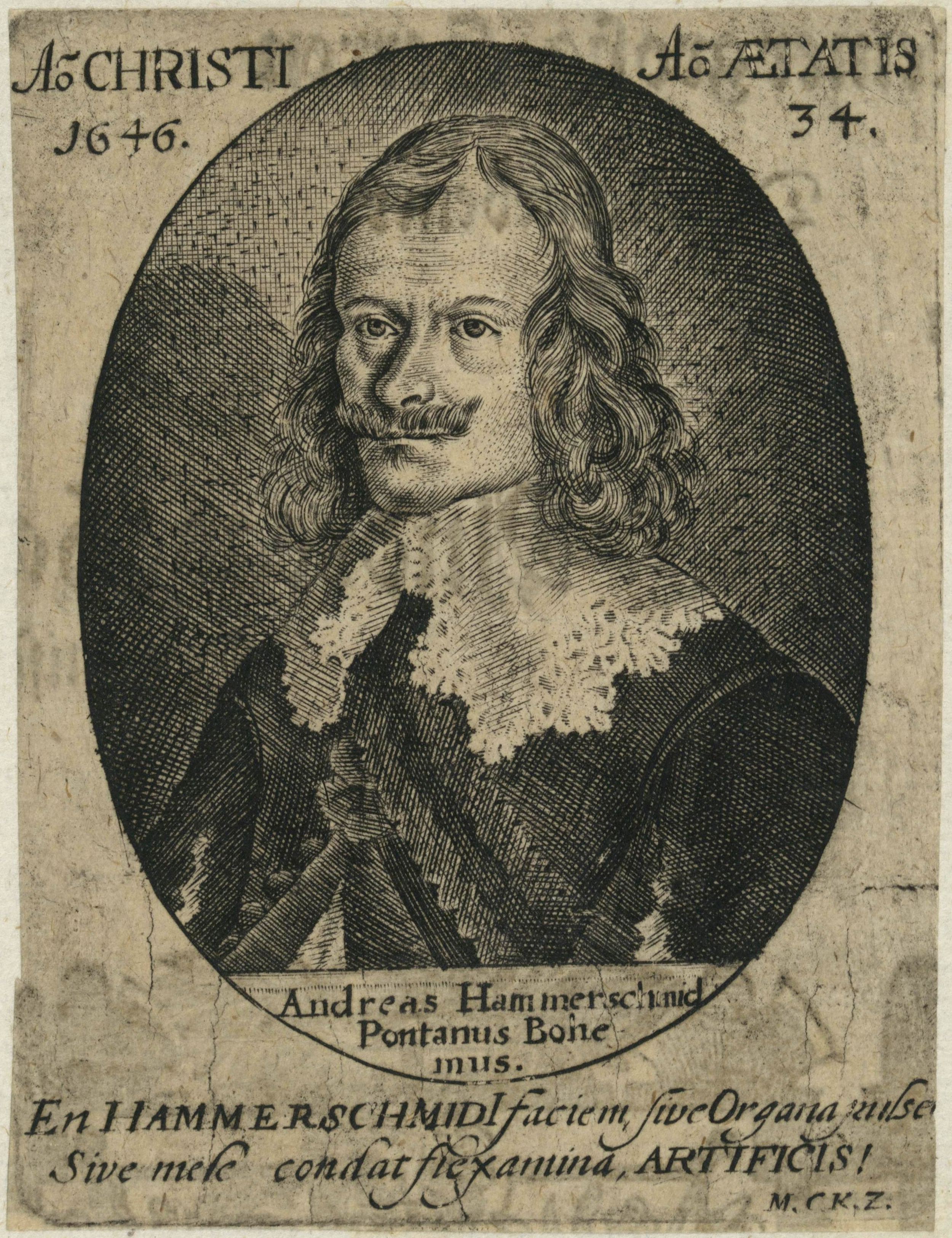
Andreas Hammerschmidt na mědirytině z roku 1646

- Petr Žitavský († 1339), diplomat, opat Zbraslavského kláštera a spoluautor Zbraslavské kroniky
- Christoph Demantius (1567–1643), skladatel, hudební teoretik, spisovatel a básník
- Melchior Franck (1580–1639), evangelický hudební skladatel
- Matěj Krocín (1583–1648), protestantský kněz a pobělohorský exulantský spisovatel
- Jan Thadeus († 1652), protestantský kněz, spisovatel a humanista
- Kristián z Hartigu (1605–1677), politik
- Andreas Hammerschmidt (1611/1612–1675), hudební skladatel a varhaník
- Christian Weise (1642–1708), spisovatel, dramatik a pedagog
- Johann Krieger (1651–1735), varhaník, cembalista a hudební skladatel
- Kašpar Motěšický (1651–1689), spisovatel a kazatel
- Christian Pescheck (1676–1744), matematik, astronom a spisovatel
- Christian Adolph Pescheck (1787–1859), luterský evangelický duchovní, teolog, pedagog a historik
- Heinrich Marschner (1795–1861), raně romantický hudební skladatel
- Carl Gottlob Moráwek (1816–1896), vlastivědný badatel
- Rudolf Hermann Lotze (1817–1881), filosof, lékař a jeden ze zakladatelů vědecké psychologie
- Willi Meinck (1914–1993), spisovatel, autor dobrodružných knih a cestopisů
- Peter Diener (* 1929), švýcarský horolezec
- Lutz Heilmann (* 1966), politik, člen parlamentu za krajně levicovou stranu Die Linke
- René Sommerfeldt (* 1974), běžec na lyžích